# Dジェネシス ダンジョンが出来て3年
『Dジェネシス ダンジョンが出来て3年』（ディージェネシス ダンジョンができて3ねん）は、之貫紀による日本のライトノベル。

## 概要
小説投稿サイト「小説家になろう」に2019年6月1日付けで投稿開始された（以下これをなろう版とする）。投稿開始当初の旧題は、『ダンジョンが出来て3年。いきなり世界ランク1位になった俺は、会社を辞めてゆるゆると生きてます。』。その後『Dジェネシス ダンジョンができて3年』に改題し、商業出版版03出版時期に「書籍版とストーリーが変わってきましたので、こちらは（web版）とさせていただきます。」との理由でさらに『Dジェネシス ダンジョンができて3年（web版）』へと改題した。2021年2月4日以後投稿は不活発になっている。また、小説投稿サイト「カクヨム」に2020年2月14日付けで、なろう版から縦書き向けに修正し、表現等の一部修正もした上で投稿開始された（以下これをカクヨム版とする）。カクヨム版の作品名は『D-GENESIS ダンジョンができて3年（縦版）』で、作者名は「@k-tsuranori」。両者を併せてネット版とする。なお、カクヨム版は更新・（後述の君津伊織のエリアなども含め）誤記修正が停止している。
KADOKAWAのエンターブレインレーベルより2020年2月から書籍化刊行されている（以下これを書籍版とする）。また、電子書籍として配信されるようになった（以下これを電子書籍版とする）。両者を併せて商業出版版とする。
他に、作品中に登場するサイト「D-POWERS.COM」 が実在し、その第一歩となった「三好がドメインだけ取ってフレームワークを突っ込んで放置していたサイト」 も残されている。元々このドメインは、小説内で登場したドメインにリアルでアクセスしてみる人のために開設されたジョークサイトであったが、後に書籍化に伴い、小説の情報サイトへと変更されたと説明されている。ここにおまけコンテンツ「御苑観光編 ＝ D-GENESIS ダンジョンが出来て3年 新宿御苑」がアップされている。
メディアミックスとして、『月刊コンプエース』2020年10月号より平未夜の作画によるコミカライズの連載が開始されている（同誌電子版を含め、以下これを漫画雑誌版とする）。漫画雑誌版は2021年3月より逐次単行本化が行われており、これを漫画単行本版とし、その電子書籍を漫画電子単行本版とし、合わせてコミック版とする。コミック版販売開始と同時期から、カドコミなどのウェブサイトでコミック版の一部分ずつの無料公開が行われている。

## あらすじ
2015年、アメリカ合衆国で行われたマイクロブラックホールの生成実験を契機に、地球にダンジョンが発生した。 ダンジョンができて3年後、芳村圭吾は、偶発的な事故により探索者ワールドランクリストのトップランカーとなり、「メイキング」のスキルオーブを得てしまった。もともと研究職であった芳村圭吾は退職して、奇抜な行動で世界を振り回しつつ、パートナーの三好梓とともに、ダンジョンの秘密に挑戦していく。
- 以下のあらすじの記述は、基本的にはなろう版をベースにしている。

プロローグ
2015年、ネバダのグルームレイク空軍基地とボールド山にまたがる地下150メートルに設けられた周囲120キロメートルの大型粒子加速器では、タイラー博士率いるプロジェクトチームが余剰次元仮説を裏付ける観測結果を得るべく粒子衝突させマイクロブラックホールの生成観測実験を行っていた。地下コントロールルームの研究者達がマイクロブラックホール群の生成成功に沸き上がる中、瞬間的に蒸発するはずのマイクロブラックホール群が消滅していないという現象に出くわす。次の瞬間、地下コントロールルーム内が白い光に覆われた。米国政府は調査及び救出のために特殊部隊を派遣する。そこには未知の生物が蠢いていた。後に最初のダンジョンとされる異常な現象が発見された。
後にチェスターバリーの見事なスリーピースに身を包んだ神経質そうな男（氏名役職不詳）が、地上コントロール施設内のレコーダーに記録されていたそのビデオを含む報告を受け、さらに地上コントロール施設群と粒子加速器専用原発と発生したマイクロブラックホールの安全性を報告者に確認し、以後の対処を指示した。
第1章 こうして俺たちは会社を辞めた
2018年9月下旬 - 2018年10月末
2018年9月下旬、2015年のネバダの事件後現場近くに設けられた、米連邦立ネバダ･エリア51ダンジョン研究所で、アーロン＝エインズワース（初代）所長が、ダンジョン＝パッセージ説を補強する情報と、ダンジョンがテラフォーミングツールであるとする新たな情報の報告を受け、情報源となった異界言語理解オーブを米国が入手する必要性とその困難さに思い致す。
2018年9月27日14時32分。芳村は客先からの帰社途中で、新国立競技場青山口付近を通過した時に地震に巻き込まれた。乗っていた自動車を止める際に本来存在しないはずのゴブリンを轢き殺してしまい、ダンジョンカードを得てしまう。すぐ後ろにあったトレーラーにもたれかかったところ、バランスが悪いところにあったトレーラーは地割れに半分のまれて停止、満載された積み荷の非常に太く長い鉄筋群は地割れの中の穴に吸い込まれていった。直後に地の底から不気味な声のようなものが響き、「メイキング」のスキルオーブを得てしまった。芳村は鉄筋の落下時間より、この穴の深さは1000メートル越えと推定している。
地震データーよりJDAで鳴瀬が担当時推定したこのダンジョン深度は1400メートル越えと算出され、誕生後数分で消滅したことも地震で観測されたが、あまりに異例でJDA内部の一部だけに知られただけに留まった。
誕生したてで直接地上と竪穴が繋がっていた深深度ダンジョンの最深部のラスボスを鉄筋群落下攻撃で撃破して、ダンジョンを攻略したことになり、意図せずに探索者ワールドランクリストのトップランカーになってしまった芳村は、探索者となった。ランキング1位の地位により外部から干渉されることを嫌った芳村は、自ら申し出てきた後輩の三好を渉外担当としてパートナーにし、退職に動き出した。WDAライセンス講習に向かった芳村と、WDAライセンスを有していた三好は同講習を再受講した同会場で、御剣と斎藤と面識を得る。「メイキング」のスキルオーブによりステータスを見られることから探求心を刺激され、主として代々木ダンジョンを研究舞台とすることとする。通常極めて撃破困難なスライムを、三好の提案による実験で判明した塩化ベンゼトニウム噴霧による容易な撃破とステータス変化検証を繰り返す芳村は、そのダンジョン入り口への頻繁な出現という自殺を危惧される不審な行動で、JDA鳴瀬と面識を得る。芳村はスライム大量撃破で得た「保管庫」のスキルオーブを得て使用する。スライムに襲われ難儀していた斎藤を、塩化ベンゼトニウム噴霧で救った芳村は、斎藤に同行していた御劔へも併せ、液薬噴霧によるスライム撃破都度ダンジョン入り口への移動による、スペシャルな訓練法を授ける。「保管庫」スキルによりスキルオーブを永続的に保管できるようになった芳村と、続いて退職に動き出しWDA商業ライセンスを得た三好は、主として税務上の都合と目立ちたくない芳村のために、三好をリーダーとしてパーティ「ダンジョンパワーズ（略称：Dパワーズ）」を結成、スキルオーブ群をDパワーズが主催するオークションにかけることにする。
第2章 Dパワーズ始動
2018年11月1日 - 2018年11月20日頃
パーティ・Dパワーズが主催する、世界初の3日間に渡るスキルオーブのオークションが発表された（以前からスキルオーブ従来寿命内の入札が無かった訳ではない）。各方面から各機関にそれが詐欺ではないかと通報があり、JDAへの登録と異なり芳村宅を拠点としていた三好にアクセスできなかった鳴瀬は、代々木ダンジョンにいた芳村と接触し一応詐欺ではないとの回答を得て、スキルオーブ保管業を打診する。最初のスキルオーブオークションの内、水魔法オーブ3個を落札した防衛省への引渡し時、それが詐欺でないことをその場で確認した田中などの手配で予め用意されていたダンジョン庁長官・外務大臣・国家公安委員長連名の「海外渡航等の自粛要請」書が三好と芳村に交付された。この前後に商業出版版では伊織のチームの動きが追加されている。
同時に入札された物理耐性スキルオーブ1個を落札したサイモン以下のパーティは翌日の引渡し時にDパワーズと鳴瀬と面識を得る。このオークション以後サイモンのパーティは代々木ダンジョンに居座ることになり、伊織のチームも同ダンジョンに重点を移す。
「メイキング」の能力でステータスポイントを編集できることが分かり、オークションで得た資金で常磐医療機器研究所を巻き込んで、詳細な調査が行われた。
ある程度狙ってスキルオーブを取得できるとみなされたDパワーズは、後に多くの海外情報機関から侵入不可能な伏魔殿と知られることになる新事務所への移動直後に、JDAから「異界言語理解」のスキルオーブを探すように依頼される。ダンジョンで見つかる謎の碑文の翻訳に「異界言語理解」のスキルが必要であったためである。
三好は収納限界が底知れなく時間経過が半分になる収納庫スキルを使用し、ダンジョンで宿泊に使用するための特注キャンピングカーを発注購入した。
アーメッドは二回目のオークションで落札した超回復スキルオーブを、怪我で肉体の多くを損傷喪失した娘アーシャに使用するために、Dパワーズにアーシャに単独でモンスターを撃破しDカードを得させる難事を依頼、受注したDパワーズは代々木ダンジョン1Fにアーシャを運び込み、アーシャにストローで塩化ベンゼトニウムをスライムに吹きかけさせ、現れたスライムのコアを残る左足の鉄底の靴で潰しDカードを獲得、ダンジョン内で使用した方がオーブの利きが優れるとする仮説に基づき現地で超回復スキルオーブを使用、アーシャの全ての障碍は復旧した。本件については英国諜報機関が絡んでおり、トーマス（政府付きのお偉いさん）がアーメッドに付き添い、デンバーとエクレがアーシャ回復現場を押さえようとするなどの動きを見せた。以上の英国諜報機関員らの人名は、商業出版版で追加された。
残る物理耐性オーブ3個の落札者は、中国の黄・米国のサイモン・英国のウィリアムが各1個で、トーマスはウィリアムの露払いとして引渡しの場に堂々と現れた。
芳村と出合った御剣は、恐ろしいまでの能力向上によるモデルオーディション合格と、Dカードランキング986位を報告し、芳村は後刻の予定でアーシャから招待されている寿司店「ないとう」へ御剣を招待する（斎藤は撮影で参加できず）。
「ないとう」での飲食シーンの翌日、常磐医療機器研究所で再計測を行う。
社交界では、社交界デビューしたアーシャを巡る噂話が飛び交っていた。その噂話は、良くも悪くも広がっていくのだった。
第3章 異界言語理解
2018年11月21日 - 2018年11月30日
「異界言語理解」のスキルオーブを探索することにしたDパワーズだが、それまでの表層ともいえる1 - 2層ではなく本格的に浅深層を狙うとあって、それなりに装備を整えることにする。トーチカ代わりの装甲キャンピングカーに、初心者装備、盾、斧、鉄球とそろえていった。
5層でキャンプの準備をしていた芳村は、バーゲストに襲われて仲間に見捨てられた姉弟の悲鳴を聞きつけ、バーゲストを撃退して「異界言語理解」のスキルオーブ2個を含むアイテムを得た。芳村は、重傷を負っていた弟の方の翔太を「ヒールポーション(5)」で治療するが、意識を取り戻した翔太は礼を言うどころか芳村を詐欺師呼ばわりした。姉の三代絵里は、治療の謝礼を言うとともに弟の非礼を詫び、後日お礼のために連絡が欲しいと芳村に名刺を渡すのだった。
ダンジョンから戻ったDパワーズは、鳴瀬美晴に「異界言語理解」のスキルオーブを取得できそうだと報告した。返答を待っている期間に、芳村は御劔を誘って狩りをし、翌日には斎藤も合流してコンパウンドボウでゴブリンを狩った。その後にJDAからのスキルオーブの買取に関する回答があったが、JDAとの買い取り交渉が決裂した。予想される価格を無視した低価格での買取を強要しようとするJDAの瑞穂常務理事の暗躍したことが原因である。商業出版版では、異界言語理解スキルオーブをDパワーズのオークションにかけさせ、米国に落札させる様にすべく、斎賀が瑞穂に情報が伝わる様コントロールしたとしている。仕方なく、Dパワーズは件のスキルオーブ1個をオークションにかけることにした。芳村は、諜報機関の暗躍が予想されることから、田中に事情説明をしておいた。
JDAからの問い合わせや世界各国のトップ探索者や諜報機関から逃げるように代々木のダンジョンを探索するDパワーズは、10層で討伐して「闇魔法（VI）」のスキルオーブなどを得ていると、「さまよえる館」が現れ、その館の中で「碑文」を得る。館から退去する間に襲撃してきたモンスターからは「鑑定」のスキルオーブなどを得た。さっそく、「鑑定」のスキルオーブを三好に使用し、アイテムを鑑定していくと、「闇魔法（VI）」のスキルオーブでヘルハウンドが召喚可能であることが確認できた。護衛に使えることを期待して、「闇魔法（VI）」のスキルオーブを三好に使用し、ヘルハウンド4頭を召喚した。
入札が終わった頃に事務所に帰還すると、「異界言語理解」スキルオーブはDADに4161億4200万円で落札されていた。三好はさっそく（召喚されたヘルハウンドの）アルスルズに事務所と三好自身の警護を命じた。国際政治力学による軋轢からの解放と諜報機関に対する意趣返しとして、残る「異界言語理解」スキルオーブ1個をJDAの職員である鳴瀬美晴に使用し、公開されている碑文を翻訳してWebサイトで公開することにする。
第4章 ヒブンリークス heaven leaks
2018年12月1日 - 2019年1月1日
事務所に戻ってからの一晩で警備についていたアルスルズは、ネット版では5名もの人間を捕えていたので、田中を呼んで引き渡した。芳村は、ダンジョンに出かけ、追跡者にはコロニアルワームと遊んでもらおうと9層でスキルオーブを探索しているかのように偽装した。
芳村がダンジョンから戻ってくると、鳴瀬美晴はさっそく碑文を翻訳していた。そこでDカードのパーティ機能が判明する。すぐに情報を公開したいという美晴に対して、芳村は、碑文の翻訳公開サイト「ヒブンリークス」のサイトの信憑性を担保するために使用すると告げた。
2018年12月2日いよいよ「異界言語理解」のスキルオーブの取引当日、Dパワーズは、取引会場までの移動中に諜報機関による追跡を受けていることを察知する。芳村は三好を抱えて、ステータスによる運動能力に任せてこの追跡劇から逃走する。タクシーに乗り換えた後、JDAの近くで交通事故に巻き込まれ、遂には三好が長距離から狙撃されるが、アルスルズが阻止する。芳村は、恐怖におびえる三好の肩を抱いて、JDAのロビーへと入っていった。芳村は、取引の場に待っていた「異界言語理解」のスキルオーブの使用者であるモニカと交流するとともに、護衛の任についていたサイモンに狙撃を含む事情を説明するのだった。
2018年12月5日、Dパワーズ事務所に泊まり込む鳴瀬美晴の進める碑文の翻訳で、ダンジョンの秘密が明らかになる中で、「マイニング」のスキルオーブで鉱物資源が無尽蔵に得られる可能性が判明する。
2018年12月8-9日と芳村は御劔・斎藤の特訓に付き合う。2018年12月10日Dパワーズは鳴瀬美晴にアルスルズを紹介、「マイニング」のスキルオーブを得るため代々木ダンジョンに向かい、その日は10層でダンジョンパーティーシステムの実戦運用試験と、LUCとドロップ率の考察を行う。翌11日18層に下ったDパワーズは、ゲノーモスの群れに追いやられるようにして、最強の敵エンカイと戦いそれを下す。11-13日18層でゲノーモスを狩り続け、「マイニング」スキルオーブ7個などいくつかのアイテムを得たDパワーズは、14日マイニングスキルを20層で試し、バナジウムのインゴットが出ることを確認、10層で一泊後事務所に帰還した。
碑文の翻訳によりDパワーズはDファクターの可能性について実験してみることにする。そのためにダンジョン内の土地を借りようとすると、JDA側に制度がなく整備することにさせた。不動産取引のために法人格が必要になるかもしれないということと、常磐医療機器研究所との共同開発事業を本格化させるために、株式会社ディーパワーズを設立することにする。
斎藤涼子からの連絡で、ステータスの改善による能力強化がマスコミで話題になっていることを知る。芳村は、開発が大詰めになったステータス計測器のテストのために、斎藤と御劔を呼び出すとともに、お礼として希望に沿う形でステータスを変更した。ささやかなクリスマスパーティーの後、いよいよ碑文の翻訳公開サイト「ヒブンリークス」が公開され、JDAからも関連情報が公開されると、関係者の間で話題になり、マスコミの活動が活発化した。2018年12月25日に中央TV制作局プロデューサーから依頼を受けた、下請番組制作会社ディレクター氷室隆次とビデオカメラマンが、2018年12月26日に直接三好に取材攻勢をし、カヴァスのシャドーバインドに捕らえられ両名失神、Dパワーズは身包み剥した調査の後、呼んだ救急車に後処理を任せる。その後年内の某日（2019年1月1日の記者会見に出ることになる三好が、腰まである日本人形の様な髪と厚化粧をしてもらうプロへの予約が可能な日）、「申し訳ありません！」と鳴瀬美晴がDパワーズに土下座せんばかりの勢いで頭を下げていた。マスコミと関係の深いJDAの瑞穂常務理事が、マスコミの陳情を受けて記者会見を準備して、鳴瀬美晴に可能な日を打診させたためである。Dパワーズはこれを逆手にとって、記者会見で株式会社ディーパワーズの設立の発表と、事業説明をするのだった。
第5章 株式会社Dパワーズ
2019年1月1日 - 2019年1月16日
記者会見で探索者のステータスが計測可能なことを公開した株式会社Dパワーズは、事業として探索者の強化を行うダンジョン・ブートキャンプ事業を始めることを発表する。さっそく、サイモンから打診があり、教官の提供とのバーター取引で、第1回のブートキャンプは米国のDAD(Dungeon Attack Department：ダンジョン攻略局)のトップパーティであるチーム・サイモンになった。
教官候補の来日と、Dパワーズ側での研修設備の用意などに時間がかかるということで、「さまよえる館」の出現条件などを検証することにする。1層でスライムの討伐で「さまよえる館」が出現するかどうか検証していると、現れた「さまよえる館」は10層の場合とは様相が異なっていた。そこにはモンスターの姿の代わりにゴーストが徘徊していた。裏手から建物に侵入しようとすると、メイドと思われる一人のゴーストが、いくら拭いても触れないのできれいにならない窓を磨いている姿に、ブラック企業の左遷部署を見たような義憤を感じて窓拭きを手伝った。碑文があった場所には別の碑文があったが、そこには、見慣れたアルファベットでThe Ringで行方不明になったはずのセオドア＝タイラーのサインがあった。碑文を取得すると、モンスターによる反撃が始まった。建物からの脱出に手間取っていると窓を拭いていたゴーストに誘導され、建物内で拾ったロザリオをゴーストに渡して脱出に成功するのだった。アイボールに追われるように「さまよえる館」の空間から脱出すると、鐘が鳴り止んで「さまよえる館」は消えていった。あとには、アイボールのドロップアイテムとロザリオが残されていた。
「さまよえる館」から持ち帰った碑文の解釈に鳴瀬美晴とDパワーズの二人が頭を悩ませていると、スライム用に塩化ベンゼトニウムを買いに来た斎藤が、碑文がクリンゴン語で書かれていることを指摘した。鳴瀬美晴はさっそく翻訳するために手を回すのだった。
DADから紹介された教官候補はキャサリンといった。組織での上下関係をはっきりさせないと気が済まない彼女は、芳村との上下関係をはっきりさせようと挑んできた。芳村はジャンケンで彼女にアイコなしで連勝することで煙に巻いた。高額な報酬にキャサリンは戸惑いつつも、Dパワーズの様子をサイモンに報告すると、芳村を見究めるように命令された。キャサリンは、ダンジョン・ブートキャンプの内容に呆れていたが、鍛錬の結果を数値で示され実感すると、のめり込んでいった。
鳴瀬美晴からタイラーのサインがあった碑文を翻訳した結果を知った芳村は、サイモンを呼び出して、翻訳を公開すべきかどうか相談した。サイモンは、ザ・リングで何が起きていたのか説明するとともに、翻訳を公開しないことを勧告し、芳村たちはそれを受け入れた。
いよいよ始まったダンジョン・ブートキャンプの本番では、キャサリンのダンジョン・ブートキャンプの結果を見たチーム・サイモンが期待を大きくしていた。そこにJDAからJDAが購入した「マイニング」のスキルオーブの使用者候補として、六条小麦が追加されていた。六条小麦は、「さまよえる館」から持ち帰ったロザリオの宝石を鑑定したことをきっかけとして、ダンジョンに魅入られており、JDAにとって都合がいいと対象者に選出したのだった。WDAのライセンスを取得したばかりで、余剰のSP(ステータスポイント)がないことが明らかなので、芳村達は六条小麦をスライム討伐の基礎から鍛錬することにする。その最中に三代絵里と再会した。芳村と三好は、弟の治療費の謝礼を支払いたいという彼女に、Dパワーズの契約探索者になることを持ち掛け、三代と六条小麦でパーティ・マイトレーヤを結成し、ともにダンジョン・ブートキャンプを受けながら六条小麦を護衛することを依頼した。
ダンジョン・ブートキャンプの合間に確認すると、JDAから代々木ダンジョン2層の土地を借りた1坪農園では一つの結果が出ていた。ダンジョンに一定時間放置した小麦から発芽した小麦の苗がリポップすることが確認されたのである。
チーム・サイモンのダンジョン・ブートキャンプを終えたDパワーズは、料金などの問題点を改善するために動き出すとともに、その間にキャサリンに「水魔法」のスキルオーブを使用して、実戦で鍛錬の結果を確かめに行かせるのだった。
第6章 ザ・ファントム
2019年1月17日 - 2019年1月29日
4頭のアルスルズでは数が不足すると考えたDパワーズは、三好を強化して頭数を増やすことにする。ダンジョン・ブートキャンプでもアルスルズを活用する上に、小麦達の護衛にも必要になったためである。Dパワーズが10層で活動していると、夜になって危険な時間になるにもかかわらずDパワーズを追跡しているチームが存在していることに気が付く。三好から身元を隠して探索する際のコスチュームとしてオペラ座の怪人のザ・ファントムの衣装を渡されていた芳村は、それで変装してモンスターを魔法で一網打尽にすると、そのチームを安全な場所に逃がすのだった。
無事に三好を鍛錬してアルスルズの頭数を増やしたDパワーズは、実験場として使うダンジョンとして1つの階層が狭い横浜ダンジョンに目を付けた。代々木ダンジョンでは、広すぎてリポップの可能性などを検証するには広すぎたからである。非常灯に似せたダンジョン内の照明では暗いため、ヘルメットのランプをオンにしつつ、変身ヒーローの話題からふざけて「外道照身霊破光線！」と唱えてウォーターランスを発射してジャンピングスパイダーを討伐すると、ラウンドブリリアントカットの2ctほどのブルーダイアをドロップした。それにより、横浜ダンジョンの構造の特殊性の仮説と、「マイニング」のスキルでドロップする鉱物を確定させる仮説とを考察するのだった。
ステータス計測デバイスSMDシリーズの量産化で、Dパワーズは、鳴瀬翆に9000万円融資して株式会社常磐医療機器研究所を増資し、増資した分に当たる全株式の9割と引き換えに株式会社ディーパワーズから100億円を投資した。これにより、議決権は株式会社ディーパワーズから鳴瀬翆に委任されているものの、株式会社常磐医療機器研究所は株式会社ディーパワーズの事実上の子会社になったことになる。
Dパワーズは、「マイニング」のスキルでドロップする鉱物を確定させる仮説を立証するために、三代達を連れて探索に行くことにして準備を始めた。そこにチーム・サイモンが「マイニング」のスキルオーブを得たので預かってほしいと駆け込んできた。芳村は、スキルオーブを預かるとともに、仮説の立証を急ぐことにする。
三代のチームを引率して10層に来たDパワーズは、六条小麦に「闇魔法(VI)」のスキルオーブを、三代に「土魔法」のスキルオーブを提供して戦力を増強した。六条小麦は、さっそくヘルハウンドを召喚して、ヘルハウンドのチームをウストゥーラと名付けた。モンスターの撃退方法を確認しつつ18層にたどり着くと、そこでキャンプすることにする。そこで、「マイニング」のスキルオーブを目的とした探索者たちと交流した。芳村はせっかく18層に来たからと、深夜にザ・ファントムの扮装でゲノーモス狩りを行った。そのモンスターに対する破壊活動への畏怖から、その謎の存在は魔王と呼ばれるに至る。芳村は、エンカイの話を聞いてバティアンを凄い目でにらみつけていたドミトリーを見て、三好にステータスが足りないからやめておけと忠告させた。
21層に至って、パーティ・マイトレーヤの二人に「物理耐性」のスキルオーブを提供した後、本格的な検証を開始する。小麦によりモンスターからのドロップとして任意の鉱物が得られることが判明する。21層では「宝石の原石」、22層ではプラチナ、23層では銀、24層ではパラジウムが出ることが確定した。彫金関係に偏りすぎたからといったん打ち切って21層でキャンプすることにすると、無限に収穫可能なせとかに似た柑橘の果物が群生しているのを発見した。
「マイニング」のスキルの検証のさなか、そこに31層で自衛隊のチームIが危機に陥ったことが鳴瀬美晴から知らされる。急行してザ・ファントムの姿になった芳村は、君津伊織を救出し（この戦闘の劈頭デスマンティス討伐で、31層のマイニングドロップ物が鉄インゴットとなってしまった）、超回復スキルオーブを与えて傷を回復させ、討伐されたフロアボス＝キマイラがドロップした「門の鍵（32）」を与え、三好の鑑定スキルにより件の鍵の鍵穴位置の見当が付き、開錠により32層への道が開かれ、チームIと救援に駆けつけた各国トップチーム群（民間人らも）は、セーフエリアがある32層に降り、各々セーフエリアの確保に走り、後にこの時セーフエリアを確保したグループ毎に優先してセーフエリアは配分されることになる。
31層における救出後Dパワーズは、ボス達を討伐しドロップ物を回収しないと扉が開かず退出できないボス部屋と化した31層神殿で、イーヴィル・レッサー3体とスーサイド・リーフテール群を撃破、宿泊したテント内で（32層に降りた連中に遭遇する可能性があるのでドーリーちゃんは不使用）イーヴィル・レッサーがドロップした魂の器に、芳村がさまよえる館2回目で入手したロザリオを入れた結果、コマツグミが誕生しロザリオと命名する。ロザリオの案内で隠された扉から入った「秘密の花園」でタイラー博士に面会したDパワーズは新たなるダンジョンの深淵に触れることになり、面会時間切れ後1層にアルスルズ･ロザリオとともに転送される。
Dパワーズは事務所に戻り庭園の出来事を思い出せる限り書き出し、21層のDPハウスに移動、翌日事務所に帰還する。大学入試センター試験テレパシーカンニングが発覚して、Dカードの検出技術を有するDパワーズにメールが殺到していて、斎藤アーチェリー騒動が始まり、JDAとDパワーズの間で横浜ダンジョンビル元地下1階賃貸借契約と地上1階売買契約が行われ、鳴瀬美晴に横浜ダンジョン元地下1階でダイヤモンドがドロップすることとタイラー博士との会話内容が伝えられた。
第6章 ザ・ファントムの冒頭である、§099 ザ・デビュー 1/17 (thu) で、「物語も丁度中盤です。」とされている。
第7章 変わる世界
2019年1月30日 - 2019年2月24日頃
Dパワーズによりもたらされた知見は、世界を振り回す結果になった。Dパワーズは、基本的に興味が赴くままに探求するだけだったが、そこに利権の匂いをかぎ取った人々は、それぞれの思惑で陰に陽に動き出していた。
ダンジョンカードによるテレパシー通信機能が入学試験でカンニングの手段として使われた形跡が見つかった。JDAからの依頼で常磐医療機器研究所とDパワーズは、ダンジョンカードの検出器を開発した。生産量が限られる機器に利権の臭いをかぎ取ったJDAの部署により再び騒動に巻き込まれていく。事態の進展の性急さにきな臭さを感じた三好は、罠を仕掛けた。リバースエンジニアでコピーを生産すること可能性から、わざとコア技術がわかりにくい設計にしたのだ。JDAの営業部を唆していた黒幕は、コピー製品を生産する方向ではなく、短期的に基幹部品を製造するメーカーの株で金融的に利益を得る方向に誘導された。2月11日、三好は御殿通工の株を700円から730円の狭い価格帯で1億株程度を800億円ほどで買い占めていた。三好が相場より高めの価格で流動性がある分の株を買い占めたこともあって、三好が買い取りを終えた2月12日以降、黒幕による発注で御殿通工の株はストップ高で最高値を更新していった。2月18日には、6営業日連続ストップ高を記録した御殿通工は、3430円で引けた。9営業日目、三好は動いた。9500円にまで暴騰してその日を引けた瞬間に5200万株を時間外取引で放出して約定したのである。その後も三好は時間外取引で放出して売り逃げ、御殿通工の株価は3月4日には3000円台にまで下がることになる。三好はこの取引で少なくとも5000億円以上の売却益を得た。その分黒幕側は株の含み損を抱えることとなった。
Dパワーズからの投資基金の設立の動きはJDAの営業部を暴走させていた。JDAが持っている資金の10倍以上の規模の資金を持つDパワーズによる投資基金だっただけに浮足立ったのである。Dパワーズとしては、自分のところの資金のほとんどを毟り取って勝手に投資しようとするJDA営業部の動きに愛想を尽かして、独自にダンジョン関連のベンチャーキャピタル向けの投資事業として動き出すことになった。
JDA営業部は、代々木ダンジョンの32層のセーフエリアの存在と、21層のDパワーズの拠点の存在により、新たな欲望を駆り立てていた。「代々木ダイバージェントシティ計画」……ダンジョン内の土地開発をめぐり、JDA、東京都、通信会社、建設会社などを巻き込んで利権の争奪戦にDパワーズは巻き込まれていく。その一方で、拠点を作りたい米国大統領は稀少なワインで三好を買収する。
ダンジョンでのDファクターを利用した農業生産では、新たな展開を迎えていた。代々木ダンジョンの一坪実験農場で、小麦が無限にリポップするようになったのである。農業生産に関するD進化にかかわるダンジョン特許と、それに関連して提出された『ダンジョン内作物のリポップと、現行作物のダンジョン内作物への変換』のレポートによる無限に収穫できる農作物の可能性は、WDAの配下のDFAのアーガイル博士を奮起させることとなった。一方で、農業・食品産業技術総合研究機構の果樹茶業研究部門に持ち込まれたせとかに似た柑橘の果物は、品種の判別が「シュレディンガーの猫」のように調査担当者によって異なる上に一度判定すると確定するという量子力学的な状況が発生していたので、佐山が枝を採取して詳細な調査を行うことになった。調査費用の関係でDFAが費用の大半を負担して、Dパワーズが佐山とアーガイルらを護衛して実地調査することになった。植物関係の学者にとっては、ダンジョン内の植生は驚きの連続だった。アーガイルは、無限収穫できる農作物に、飢餓の撲滅を含む世界を変革させる夢を語る。
枝を筑波の研究施設に持ち帰った佐山は、バイオハザード対策が行われた陰圧室の温室で早速、枝を接木して、「さあ、うまく接がれて大きくなってくれよ。あの実が地上でも採れるようになったりしたら、柑橘の世界が一変するぞ」と祈ってしまった。接木された苗は一夜にして、温室の屋根を突き破る大木に成長し、たわわにその実を実らせた。そのことは、筑波周辺の研究所から大量の魔結晶が消えうせるという事態を引き起こした。花粉の拡散を危惧して、対策を急ぐ過程で周辺に拡散する可能性を強烈なメッセージとして木に伝えてしまったことがさらに状況を悪化させる。魔結晶の消失と、周辺への拡大は、JDAやダンジョン庁単体ではもはや対応できない事態となり、政府がダンジョンとそれにかかわるものを無視できない状況を作り出した。
2月23日24日にはNYで探索者のイベントが開催された。Dパワーズによる巨額な資金提供もあって、イベントは盛況なものとなった。イベントとあって、コスプレをして羽目を外す参加者が花を添える中、高い能力を示す探索者に対する妬みによる差別からテロが発生してしまう。多数の被害者を出したものの、もともと傭兵のように武器でモンスターを倒すことを生業にしている探索者のイベントだけに、コスプレをして悪乗りをした探索者に鎮圧されてしまう。探索者の持つ力を世間に印象付けるイベントとなった。
こういった世の中の変化の裏側で、カルト教団「アルトゥム・フォラミニス」を率いるデヴィッドが暗躍を開始していた。
第8章
2019年2月25日頃 -
なろう版第8章に予定していた「その先の未来へ」（D-GENESISダンジョンが出来て3年新宿御苑の記述に「web版は、現在大阪サミットに向けて話が進行中です！」とある）の前に差し込んだ話が、作者にとっても思いの外大規模となり、少し毛色の変わった話になり、章立て変更の可能性が示されていた。
2019年2月26日、デヴィッドが仏DGSE(対外治安総局)から借りたラ・フォンテーヌ201号室から、ザ・ファントムの情報を得んとしてデヴィッドの指示によりイザベラがナイトメアスキルで芳村の夢に介入、芳村は朝に悪夢を見、謎のそして久しぶりの体調不調に陥り、同居の三好とピアノ練習に来所した斎藤の見舞いを受ける。この直後三好の影から出て来たグラスが芳村の顔をふんふんと嗅ぎ、嫌そうな顔で芳村の影へと潜り込んでいる。更に情報を得んがため、デヴィッドはイザベラにウィザードリィをベースに状況を構築するよう指示する。再度寝た芳村の夢にイザベラは介入、線画3Dゲーム（ただし登場キャラは3Dリアル）世界を用意したが、芳村は泰然自若として動かず、イザベラは自キャラを芳村から12歳くらいに見えるエプロン姿の美幼女とするも芳村は冒険に出ず、次いで新たに妖艶な美女となり登場するも失敗。夢の中の三好（当然本人ではない）と会話する芳村に、会話中の「ダンツクちゃん」について尋ねた幼女イザベラは、芳村本人以外は芳村本人が想像したキャラ（当然芳村の知識を受け継いでおり、ダンツクちゃんに繋がってる可能性すらあると芳村は推測している）と考えている芳村から疑われ、問い詰められるも、NPCを装って必死に誤魔化す。事態打開のため冒険に向かったDパワーズに、イザベラが攻撃力を上がるようモンスターを切り替えつつ襲わせるも、アルスルズの鉄壁防御を突破できない。Dパワーズは失敗も含め色々試していき、転移石と称する石を手に入れるが、コマンド「2）転移石を使う（1F）」を実行すると石だけが消えて、恐らく指定先フロア（1F）に転移しただけだった。夢から弾き出されたイザベラは、デヴィッドに「DANTUKUCHAN」の調査を押し付ける。ダンジョン・ブートキャンプのステータス操作のため、グレイサットに起こされた芳村は、操作後夢の中の転移石を思い出し、夕方病み上がりを押して三好と共に代々木ダンジョン1層に行き、拾った石と近くに置いた魔結晶から代々木ダンジョン1層に転移する転移石を作るのに成功し（三好は失敗）、使うと転移石は消えて恐らく目標先代々木ダンジョン1層に転移したものと思われる。
同27日、デヴィッドはイザベラに、深穴教団調査部による「dantukuchan」調査結果を伝えるが、読者からすれば大外れであった。柑橘類異常結実事件などの影響で、イザベラがナイトメアスキルを使用するために必要な魔結晶は調達困難になっていた。北谷マテリアル難波班の難波・保坂は、株式会社ディーパワーズによるアイボール由来の高屈折率液体特許出願公開情報を把握し、後日別モンスター由来の高屈折率液体特許を出願する。Dパワーズが続けていた転移石改良が成功し、使用者及び付属物を目的地に転移できるようになった。それから2日間、三好は代々木ダンジョン1層で祈りの練習をし、芳村は同21層のDPハウスの補給と拠点の裏を転移ポイントとしてマークするため往還した。JDAダンジョン管理課がセーフ層の入札処理で忙しいらしく、月を跨いで鳴瀬美晴はDパワーズ事務所に姿を現さなかった。
2019年3月2日、三好がセーフ層入札書類処理を手伝っている鳴瀬美晴を代ダンブートキャンプバックヤードに呼び出し、Dパワーズは鳴瀬美晴に転移石（同1層への転移石は帰還石と呼ぶ）情報を開示、実際に使用（試用と本番）し3名は同21層のDPハウスに行く。3名はそこで転移石・帰還石の運用法を検討する。
同3日、日曜日にも拘らず、JDA本部で坂井と共に必死にセーフ層入札書類処理を行っている斎賀に、朝方代々木ダンジョン1層へ転移し着替えて出社した鳴瀬美晴が転移石・帰還石情報、及び運用プランを報告。両名はざっとプランした後、鳴瀬美晴が雑賀をJDA外に連れ出し（この時、雑賀の「話がすんだら医者に行けよという」言葉を、耳ざとく聞いていた連中から、鳴瀬美晴妊娠説が広まることとなる）、ダンジョン発生の原因がアメリカにあるとする情報を伝え、更にDパワーズが近日中にタイラー博士に会うべくさまよえる館を召喚し（適当なモンスターが他に見当たらないので、以後さまよえる館召喚は困難になると予想される）侵入面会するので、ダンジョンの向こうにいる連中に聞きたいことがあったら質問を纏めるため、専用投稿板ウェブサイトを設けることを提案する。
同4日午後JDAウェブサイトに、「ダンジョンの向こう側に誰かがいるとしたら、どんなことが聞きたい？」という『だんつくちゃん質問箱』が開かれた。イザベラとデヴィッドはその情報より、「ダンツクちゃん」というものが、ダンジョンの向こう側にいる連中である可能性を把握する。「だんつくちゃん質問箱」を見た芳村は、これと「ダンツクちゃん」を「ダンツクちゃん」自身の力で繋かせることの序に、代々木ダンジョン内外に電波通信を可能とするプランを思い付き、相談の結果三好の提案で予め鳴瀬美晴に一部伝え、Dパワーズは準備に入った。
後日Dパワーズはマイトレーヤに、訓練がてら転移石・帰還石を使わせた。三好の要請で鳴瀬美晴は『だんつくちゃん質問箱』への管理用のアクセスキーの入ったUSBメモリを持って来た。
同8日、帰国し土産を持ってDパワーズ事務所に訪ねて来た御劔に、アルスルズのシャドウ・ピット落としを利用した、スライム叩き訓練法の効率化法を芳村が紹介、シャドウ・ピット出入りを体験させる。
前後関係は不明ながら、三好はDパワーズ事務所の16畳級部屋の奥、ほぼ8畳分に消音ルームをわずか3日で設置させ、同5日後には電気・空調機器工事を終えさせた。
同11日、当初はSMDサーバー用に手配し横浜ダンジョン地上1F内に設置を予定していた、IBMのまあまあ最新鋭の2m四方3t級のLinux専用メインフレームを、『だんつくちゃん質問箱』と「ダンツクちゃん」を繋ぐ中継・モデレートサーバーも兼ねる様にすべく、その消音ルーム内に設置結線起動して、さまよえる館を召喚すべく代々木ダンジョン10層に向かう前の準備を終えた。デヴィッドは仏本国の高官に電話で、来日しているヴィクトールチームにDパワーズ追跡を命ずる様、依頼する交渉に成功し、併せて魔結晶を200万ユーロ分購入して送ることも依頼。Dパワーズはロザリオを連れ代々木ダンジョン10層に向け出発、在日本仏大使館から18層で任務にあたっている最中に連絡を寄越して迄呼び出しされたヴィクトールチームが、ポーター「アッシュ」を引き連れ追跡する。これを芳村は高ステータス3人組（チームサイモン級なので、仏・独の何れかのトップチームと推定）であることを感知し、速度を上げ引き離しを図る。日没後も追跡を続けるか撤退するか、選択を迫られたヴィクトールは追跡継続を決断。Dパワーズは同10層端部丘陵群地帯でさまよえる館を召喚することと決定。弾薬が半減し、Dパワーズを感知範囲外に見失ったヴィクトールチームは、モンスター密度の低い方向をDパワーズの進路跡として必死に追い縋り、残弾3割となりバーゲストとそれに召喚されるヘルハウンド群の襲撃を受けるも、Dパワーズによるさまよえる館召喚によりモンスター群は退き、館を視認。Dパワーズは勝手口から侵入すると決め、ヴィクトールも引き返さず侵入する（結果的には正面玄関から）と決めた。Dパワーズは勝手口から侵入後、館の外観とは隔絶した内部通路を、ロザリオの案内で2階書斎に進み、いつの間にか現れたタイラー博士と会う。Dパワーズは博士が出した高級紅茶の代わりに缶コカ・コーラを出し、博士は「瓶であれば最高なのだが」と言いながらも味わう。芳村は三好に用意させた、『だんつくちゃん質問箱』のモデレート版がオフラインで表示されているノートPCを博士に渡すも、博士は日本語を解せずも、いつの間にか現れたダンツクちゃんがそのノートPCを再現し、あらかじめ用意してあった、周波数の表をポケットから取り出して彼女に見せ「ダンジョンの外と各階層間で、電波の中継をしてくれれば、繋がる――話せるようになるよ」とする芳村の誘いに乗って、彼女のノートPCがDパワーズ事務所のメインフレームに接続した効果音が鳴り、三好が差し出してきたスマホのアンテナがきれいにフルマークで立ち、代々木ダンジョンにダンジョン内通信時代が幕を開けた。鳴瀬美晴に頼まれていた、代々木ダンジョン33層へ下りる階段についての質問に博士は「ロザリオを連れて行くといいよ」とアドバイスした。直後ヴィクトールチームとポーターの館敷地侵入・正面玄関への接近に博士が気付く。館の連中は碑文を手にした者たちだけを襲ってくるかとの質問に、博士は「十分に発達し、勝手に学習した後のAIの挙動が、開発者に分かると思うかね？」と答えたので、Dパワーズは撤収することにした。当面Dパワーズは館に来れそうもないが、連絡はPCで可能、電源は博士側で何とかするとして、Dパワーズはロザリオの案内で脱出開始する。この時点ではヴィクトールチームは碑文に手を出していないらしく、途中ですれ違った使用人たちは、来る時と同様、Dパワーズを無視して活動していた。Dパワーズが、キッチンの前の階段を下りた23時前に、バロウワイト戦が始まったらしく、館の奥から銃声が響いてきた。それから暫くDパワーズは門柱付近に陣取り、軒下のアイボールや屋根の上のガーゴイルを攻撃し、23時55分には正面玄関の銃声が途切れてから1分程が経過しているが、ヴィクトールチームはまだ出て来ず、碑文を手に取ったらしく、軒下のアイボールがごっそりと地上へと垂れ下がり、再び銃声が聞こえてきた。少しでもこっちへ引き付けるべく、Dパワーズは投射攻撃を行うもヴィクトールチームは脱出せず、玄関より向こう側にいたアイボールたちが、正面玄関からなだれ込み、23時59分となり、館の鐘楼が高らかに鐘を鳴らし始め、その輪郭がゆがみ始めた。Dパワーズの全力投射攻撃でもこちらに向かって流れてくる群れを殲滅するだけで精一杯。足下の地面がふわふわしてきたことを契機に、Dパワーズは門の外まで後退、1分弱の間死守した。
同12日、館の輪郭が溶け落ちて鐘楼の鐘の音が切れるも、ヴィクトールチームは戻らなかった。Dパワーズは辺りに散らばるアイテムを集めながら彼らの痕跡を探した。丘の上に出したドリー内で、三好は繋がり続けているスマホでの検索で、芳村に館跡のスクラップは多分仏ポーター愛称『方舟』と見当を付け説明し、件のノートPCはルートのパスワードをすべての設定が終わった後に、でたらめな入力で置き換え再設定不可能となっており、ランレベル1≒シングルユーザーモードの設定は壊してあり、OS再インストールはOSのダウンロード自体経由するDパワーズメインフレームで差し替えられる様にしていると説明し、それでも不安な芳村にはスマホを示してそれ以上の心配は無意味と諭した。Dパワーズの事務所内の鳴瀬美晴の目前で、メインフレームのコンソールで「だんつくちゃん質問箱」のクローンがリアルタイムで更新され、レスが付き、そのレスを本物の「だんつくちゃん質問箱」に転送するかどうかのチェックボックスが有効になり、次々にそのレスの数が増えた。鳴瀬美晴のスマホに代々木ダンジョン10層にいると称する芳村から電話が入り、（ダンツクちゃんに）通信環境があれば繋がるのになーと言ったら一瞬で接続され、この電話が可能になったと報告し、15分後くらいの帰所を予告し、「ダンツクちゃんのレスは、公開していいと考えたものだけJDAの質問箱に反映させてください。じゃ！」で切られた。鳴瀬美晴は「何をやってんのよ！ あの人たちは!!」と叫んだ。デヴィッドは仏本国高官からskypeで、ヴィクトールチーム喪失とそれによる解任予想を伝えられ、一方イザベラからDパワーズの帰還を知り、ある種の狂気に囚われる。イザベラは鍵の無いベッドルームに逃げるも、デヴィッドはイザベラを追いかけた。10分強後Dパワーズは帰所し、玄関を入った所で仁王立ちしていた鳴瀬美晴に怒られるも、仏トップチームの未帰還報告と、それを裏付けるビデオデーターと、WDARLからの抹消で、鳴瀬美晴は怒るところではなくなる。芳村は鳴瀬美晴に場所を伝え、同10層への転移石の存在を伝えるが、明日か明後日には帰還石と18と31層への転移石情報公開予定を理由に、鳴瀬美晴はその使用を断った。直後芳村は転移石を利用した地上での移動ができなかったことを考察している。芳村は鳴瀬美晴に同33層への入口は、ロザリオを連れていけと教えられたと伝えたのが、2時前。報告を終わろうとしたところで、鳴瀬美晴はメインフレームの説明を求め、このメインフレームでダンツクちゃんに与えてもいい情報と与えてはいけない情報を選別し、少しずつ人類の考え方を学んでもらうとする目的の説明を受け、その選別を依頼される。そのままDパワーズは鳴瀬美晴に、ダンジョン内の出来事について報告し、モデレートの指針についての打ち合わせをして終わった頃には、「ニッポンの朝をスマイルに！」が標語になっているTV番組が始まろうとする時刻で、そのまま仮眠して、三好の部屋に預けている服に着替えた鳴瀬美晴を送り出したのが10時半頃。直後にDパワーズ事務所に鳴瀬妹が尋ねてきて、SMDとDカードチェッカーの同11日予約開始の結果を伝える。SMDのバックオーダーが1年分溜り予約停止としたこと、Dカードチェッカーの単価が、単純所持チェッカー29,800円は妥当だが、ルエミスター≒SMD-EASYの予価をダミーで張り付けたままにして、そのまま忘れていたらしく、198,000円となっていたパーティを組んでいるかどうかなどの付加情報を調べる機能を付けた高機能版が、2分で1年間生産予定12万台が完売し、キャンセル待ちのバックオーダーが同11日だけで620万台に達し、これを受けて芳村は生産大増強を宣言した（具体的に行動するのは芳村ではないが）。ブーランジェ中佐は在日本フランス大使館に召喚され審問を受けるので、本人はヴィクトールチーム喪失地に行けず、部下達を派遣することになった。「掲示板：【だんつくちゃん!?】代々ダン 1558【って、本物なの?!】」が入る。朝一（前述の鳴瀬美晴Dパワーズ事務所出発時刻と矛盾がある）JDAで鳴瀬美晴は、転移石公開準備に走り回っていた斎賀（この時点では雑賀は転移石自体の話を、鳴瀬が経験したことは伏せて、まだ橘部長にしか報告しておらず、橘はダンジョン管理課で確認するまで緘口令を布き、確認が取れたのか斎賀がダンジョン管理課再編成を行っていた）を捕まえ、代々木ダンジョンで通信可能になったこととその経緯とヴィクトールチーム喪失と、代々木ダンジョンで通信環境を得るための代償がダンツクちゃんと直接会話をできるチャンネル＝だんつくちゃん質問箱を開くことを報告。雑賀はダイバージェントシティ計画を進めるなとする話の本当の意味を知り、代々木ダンジョン32層のダンジョン管理課の職員に電話をして報告の正しさを確認し、ブーランジェ中佐への連絡は自分が行うとする。ダンツクちゃんからの通信は、必ずDパワーズのメインフレームを経由していて、「今のところ」自由にインターネットへ接続できないようにしてあるとする報告から、3年前から既にアクセスアクセス開始していると展開、DパワーズがJDAから借り出したい『備品＝鳴瀬美晴』を承知する。この辺の話を空笑いしていた雑賀に、ダイバージェントシティ計画が無意味になって怒る振興課吉田課長が予定会議中止を通達する。午後遅く、代々木ダンジョン内で携帯電話が使用可能になったことが、正式に告知された。「掲示板 【SMDって】Dパワーズ 242【どうなってんの?!】」が入る。時刻は若干遡って、防衛省市ヶ谷地区の庁舎C2棟のJDAG寺沢2佐に、ヴィクトールチーム喪失、仏チーム10層への調査派遣、目標地がJDAから連絡があったと報告を受けている途中に、雑賀から電話が入り、代々木公園へ田中（作中では「内調の方」）を連れての呼び出しを受ける（途中報告者をハンドシグナルで退室させている）。寺沢・田中が指定場所代々木公園南側噴水地脇の左側ベンチに行くと、既に雑賀が居り、代々木ダンジョンで通信が可能になったことの報告を受けてダイバージェントシティプロジェクトだろうと応えるも、その時寺沢に代々木ダンジョン32層にいる筈の君津から「JDAの方から、連絡してみてくれと連絡を受けた」と電話が入り、電話を終えて雑賀を問い詰め、「実は、ダンジョンの向こう側の誰か、というよりその代理人みたいな存在に、お願いしたんだそうです」と回答を得る。田中からは、ダンジョン内でDパワーズの護衛・監視が不可能で、振り切られると提示され、「我々が、ダンジョンの向こう側にいる何者かとコンタクトしたという事実をどうするか」が問題となり、ここで雑賀は近日公開・サービス開始予定の転移石情報を開示する。関係者の審問必至と話が進んだところで、連中は基本的に善人で従順ですが、高飛車な何かの権威だの政治家だのに不当な態度を取られたらへそを曲げ、最後には何をしでかすか分からないとの雑賀からの忠告が入り、JDA経由でデミウルゴス＝ダンツクちゃんと今でも双方向コミュニケーションが取れる事、ダンツクちゃんは奉仕対象を求めていること、外務省を通してダンジョンの向こうとこちらで国交を結ぶなんてところへは持って行かない様にと雑賀が伝え、田中が内閣方面に上げることとする。30分後の11時12分（同様に前述の鳴瀬美晴Dパワーズ事務所出発時刻と矛盾がある）、連絡を受けた村北内閣情報官が内谷国家安全保障局長と共に官邸に入り報告、井部総理はその場で内谷に対応の指揮を依頼、内谷の所の防衛省出身の局次長が、細かい話を持ってくる筈との情報に対応するため、11時19分内谷は急ぎ足で官邸を後にした。その後も井部と村北は、転移石やDパワーズ拘束を検討するも、先に取り込むことを検討するべきとした。
その後発表日は不明ながら、同18日を提出期限とする新設の内閣直属の部署へのスタッフ選定試験に、「日本が未知の宇宙人と接触して、魔法のような技術によって作られたアイテムを得た。諸外国はそのことを、おぼろげにしか知らないが、いずれは既知となるだろう。その状況で、次の２点について政策を立案して、概要を述べろ。1. 宇宙人との外交政策　2. 地球上の他国との外交政策」とする課題が課せられた。Dパワーズ事務所で鳴瀬妹が昼食を食べ自宅に送り出した後、2人はダンジョン内の対象物観測による消滅抑止の可能性、及び観測のための通信方法と電源とエンコーダーをに付いて議論していたら、サイモンが来所してコーヒーとガスタービン発電機内蔵コンテナハウスと燃料輸送を催促し、Dパワーズは今日取りにいくも、一緒に行くかとするサイモンには、後から来る鳴瀬美晴との用事を片付けてから取りに行くと回答。話はダンジョン・ブートキャンプに飛び、更にバチ物の代々木ブートキャンプが、自分たちで再現してみたブートキャンプと同様無効果だったので、ダンジョン・ブートキャンプ希望者増と、それを受けたら代々木で1年間攻略に力を貸す必要は、世界に展開している米軍・米兵及び関係の深いDADにとって、許容範囲であると説明された。ヴィクトールチーム喪失とポーター論、ダンジョン内で携帯が使えるようになったこと、SMD入手に話が飛び、キャシーが従業員枠でSMDを何台か確保していることを三好から知らされサイモンは喜んだところで、鳴瀬美晴が来所し、サイモンは怪しい消音室がコンピュータールームであると回答を得て退所した。この後同15日迄Dパワーズはダンジョンに潜らず、三好は祈りの研究を失敗し続け、芳村はDFバッテリー（Dファクターバッテリー）を検討しており、鳴瀬美晴はDパワーズで質問箱をモデレートをし、ダンツクちゃんと話をして、モニカとも連絡を取ったらしい。
同13日午前、仏捜索隊は代々木ダンジョン10層JDAから連絡を受けた地点に到着、アッシュの残骸を発見ブラックボックス及び碑文を回収。陸連で、ダンジョン・ブートキャンプで著しく成長した不破・高田・三輪や、菅谷の元で高い成績を叩き出している探索者からの転向組に比べ、代々木ブートキャンプに送り込んだ陸上競技組の無効果さに、吉田・浦辺が揉めた。ローマのFAO（国際連合食糧農業機関）本部でAG（農業消費者保護局）高官のアンブローズ＝メイガスは秘書のマリ＝ナカヤマから、1月前強に出願された『ダンジョン内作物のリポップと、現行作物のダンジョン内作物への変換』1月掛りの追試WDA特許認可、D進化と呼ばれる現象の再現実験進行報告を受け、日本へ行きたいとする希望をマリから却下される。原理が不明でいつ失われるかもしれないダンジョンでの食糧生産システムが突然なくなったとしても、簡単に元の食糧生産流通状態に戻すことはできないだろうことに、マリは不安を覚えた。アンブローズは先んじてDパワーズに接触したDFAネイサンに嫉妬し、ネイサンが日本の農機メーカーと共同で開発しているインフィニティファームシステムに食糧難緩和の希望を託す。
同13日乃至14日、仏捜索隊が開発企業依頼のポーター残骸を搬出部隊を残して、ブラックボックスと碑文を持って出ダンし、条約に基づき碑文はJDAに提出され（後日返還されることになっている）、ブラックボックスを在日本フランス大使館に持ち込んだ。
同14日朝6時、鳴瀬美晴の電話で叩き起こされ事務所に下りたDパワーズ（三好が寝たのは4時過ぎ）は、夏時間と非SIな単位の国の話をし、来所した鳴瀬美晴に仏捜索隊が代々木ダンジョン10層から回収した碑文とその和訳を示された。その内容はDファクターからエネルギーを取り出す方法で、ノンブルは「アペンディックス（appendix：追加情報）1」だった。芳村は「俺たちが持って行ったノートPCを動かすために急遽作られた機能じゃないか」と推測し、タイラー博士との経緯を鳴瀬美晴に教えた。この碑文及び訳のヒブンリークスでの後日公開を3人は合意した（三好は反対しなかった）。在日本フランス大使館で、少なくともブーランジェ中佐、駐日本フランス大使のローラン・ピカール、通信回線越しに仏本国で高官だった男が、ダッソーから派遣されてきた技術者が取り出したブラックボックスの壮絶な対モンスター群戦が続く動画を見た。ブーランジェの指示により、技術者が館の門をくぐったところの館2階窓の人影2体の静止画の解像度を上げた。正体は先に入った探索者＝追跡対象パーティー＝Dパワーズだとブーランジェは決め付けようとしたが、ピカールは慎重だった。現れたのは1人は東洋人男性と、もう1人は西洋人男性と思われ、少なくとも後者は、先に入った探索者＝追跡対象パーティーとは思えなかった。ここで元高官からブーランジェに部屋の電話機に電話が入り、日本は既にその何かと接触していると主張するデヴィッドの要請でヴィクトールチームを派遣し、ヴィクトールたちの追跡対象パーティー、何かに接触した後、代々木ダンジョン内外で通信が可能になった可能性、デヴィッドがDGSE（対外治安総局）が確保したラ・フォンテーヌの一室にいて、これがブーランジェに残せる最後の情報だと伝えられる。Dパワーズはアペンディックス1碑文に書かれている方法をヒントに、別のアプローチの発電法を検討してみることにした。
同15日、Dパワーズは代々木ダンジョンに潜り、1層から21層に転移するも、転移石を使って21層へ移動してから32層へ向かうと、早過ぎてばれるからとしてスタートをわざわざ数日送らせたことが無意味だったことに気付く。10層を飛ばしたことは仏チームが居そうなのでまあ良いとなり、渋谷チームの動静や今後や、代々木ブートキャンプの行方や、SMD出荷開始などが話題になり、DPハウスとダンジョン・ブートキャンプ施設間をWi-Fi回線で繋いだ。ブーランジェは館の人影の一人が芳村である可能性が高いと判断（西洋人の方は事実上不明）、代々木に程近いマンションの一室に設けられた代々木攻略拠点から、Dパワーズ事務所に出かけた（芳村は不在）。
同16日、ブーランジェ率いる部隊は、アルトゥム・フォラミニスに貸していたラ・フォンテーヌ201号室を急襲するももぬけの空で、乱れた掛布団の下から血液と思われる黒い染みが付いたシーツを発見しただけだった。ブーランジェは部下をアルトゥム・フォラミニスが宿泊しているホテルに派遣、そこの人間を全て軟禁させる様命じ、自分はDパワーズ事務所に向かった（芳村は不在）。午後Dパワーズは代々木ダンジョン31層に到着、床が黒く滑らかな石畳の様な物で覆われ石ころがまったく落ちておらず、31層の石で31層への転移石が作れず、蔦が再生している様子に驚き、花園への入り口が無くなっていることを確認し、初めて32層に下った。三好はセーフエリアUS－DAD区画の指定場所に、ホイポイカプセルから出している風に装ってコンテナハウスを設置、芳村はサイモンに電話しその指示で、32層JDA待機所から来た駐在員に鍵を渡し、その直前33層への入り口を探索案内させるべくロザリオを放った。Dパワーズがセーフエリア外周を一回りしてもロザリオは帰らず、世界樹の下で31層への入り口と反対側の平地にテントを設営、三好は鳴瀬さんに現状を連絡しネットニュースを巡回、設置した施設の方から発電機音が聞こえ始めた。芳村は32層の石群を31層に持ち込んで転移石31を相当数作っていたが、その間に31層で探索者を見掛けず、32層に戻ると三好が『議員の皆さんは本当に優秀？』ウェブサイトをタブレットで示してきた。芳村から見て、Dカード未取得の「N/A」が、未計測を除いて全体の数パーセント程度と少なく、多くの国会議員がスキルオーブ使用に備えて、或いはポーションの効き目向上を期待して、Dカードを取得していると推定した。Dパワーズは今夏の参議院議員通常選挙への影響、学校教育への影響、SMD-DENY（SMD妨害装置）を話題とし、各新聞社やTV局の報道部では余り取り上げないように通達された。「§198 掲示板 【見えすぎちゃって】SMD 7【困るのォ】」が入る。
同17日13時過ぎ、ヘリで移動中の井部総理は、同乗させた党選挙対策委員長甘(かん)利明(としあき)と、件のウェブサイトの影響を話し合った。
同18日、提出されたレポートを元に、仮称ダンツクちゃん交渉チーム員選定が行われた。選定者は外務省総合外交政策局安全保障政策課長の田室(たむろ)靖(やすし)及びその部下達、他に総合外交政策局長の木鈴(きすず)・内谷国家安全保障局長が顔を出した。
同19～21日の何れかに、選ばれた4名（外務省から選抜の成宮(なるみや) 春樹(はるき)、外務省から選抜の三井(みつい)聡哲(そうてつ)、財務省から出向の杉田(すぎた)稔(みのる)、紅一点経産省から出向の村越(むらこし)芽衣(めい)）が新事務所に入り、そこにいたらしい内谷国家安全保障局長から説明を受け、ダンツクちゃん質問箱（えらいひと用）と接続可能なノートPC1台が引き渡された。前後はあろうがほぼ同時期に、代々木ダンジョン33層への入口がオレンジ色の小鳥に案内されたチームIが見つけたとの報告を、JDAダンジョン管理課で坂井が雑賀に行った。入ダン中のリストにDパワーズがあることと、Dパワーズ事務所でダンツクちゃんの話し相手をしていた鳴瀬美晴に小鳥＝コマツグミをDパワーズが代々木ダンジョンに持ち出したことを聞き出したことより、雑賀はその小鳥がDパワーズの物と確信した。続いて坂井が雑賀に、代々木ダンジョン32層DAD区画に5000kVA級のガスタービン発電機内蔵基地が出現、燃料を何とかしてくれるなら暫くは配電しても良いと報告した。雑賀はそれが「先月真壁常務が仰っていた、横田のアレ」で、持ち込んだのはDパワーズに違いないと確信し、同様に準備中の設備搬送の報酬に悩み、燃料についてはあてがあるから配電の話を進めよと坂井に命じた。ロザリオはDパワーズの所に戻り、33層への入口を見つけて案内したことを聞いたDパワーズは、転移石で1層へと戻った。自事務所に戻ったDパワーズに、中にいた鳴瀬美晴はダンツクちゃんの興味が一般地球人に向けられていて、『えらいひと用』へ最初の投稿『乙は、甲が乙の国民に奉仕する準備をすることを認める』があったことを報告、3名はそれをダンツクちゃんに転送すると合意、鳴瀬美晴の「一般に比べて緩めに見ておきます、強いバイアスがかかった時だけご相談します」とする方針にDパワーズは同意した。
米国東部時間同21日、ヴィクトールチーム碑文モニカ訳が米ハンドラー大統領に上げられ、魔結晶から電力が取り出せると報告されるも、当然当面米国・人類の電力需要に全く足りぬのに切り替えを求めるであろう世論を大統領は予想して悩み、大統領は2日後の朝各国へ配信する様命じた。
日本時間同21日、イザベラは残り僅かな魔結晶を使って少女モードで芳村の夢に介入、仏語を交えながら救助を求めた。夢から覚めるも、仏語に不自由な芳村は三好とその意味を相談して救助要請内容を把握、首輪か何かにDパワーズと回線が繋がってるスマホを持たせたグラスを、イザベラ指定先の斜め向かいの屋敷に侵入させ、ベッドに布団を被せて一人転がされているらしい存在を、拙い仏会話の末救助要請していると判断、グラスに回収させたら、つややかな長く黒い髪をしたスペイン系のとても整った顔立ちした女性だったが、回収の過程で失神している。雑賀は鳴瀬に手伝わせつつ、代々木ダンジョン1層に運び込んだパレット1枚上に載せたA重油入り200Lドラム缶4つを、纏めてパレットごと同32層にJDA専用秘密転移石32で実験がてら転移、代々木ダンジョン32層DAD基地発電機用燃料搬入がJDAに可能であることを実証した。
同22日昼過ぎ、仮称ダンツクちゃん交渉チーム関係者と思われる者が、代々木ダンジョンにほど近い民家でデヴィッドに会って、ダンツクちゃん質問箱（えらいひと用）と接続可能なノートPCについてリーク、厚みのある封筒を渡される。ほぼ同時刻？、仮称ダンツクちゃん交渉チーム事務所で、杉田が渋谷でのデートのお誘い文句をダンツクちゃんに送信しようとしていたのを、村越は阻止失敗し送信され、成宮がそれを知る。役所の昼休み終了時刻頃、鳴瀬美晴がDパワーズ事務所に入り、転移石発表予定が今週末、政府方面への伝達は斎賀が直属上司2名位しか知らない筈の謎のルートで行ったらしいことと、昨日の転移石による燃料の輸送実験結果を伝達。転移についての議論で、大物搬入にあたって、ダンジョンには地上に影響を及ぼす範囲があって、代ダンだとダンジョンの入り口から入ダン受付までの通路のちょうど半分くらいの位置にその境界があるから、そこ迄持ち込めれば転移可能になる可能性が芳村から鳴瀬美晴に開示される。この時三好の部屋で眠っていた謎の女性が事務室に降りてきて、鳴瀬美晴がその正体をマリアンヌ＝マルタンであると気付き、女性との仏語会話で確認。鳴瀬美晴はFrDA（フランスダンジョン協会）からJDAに約1週間前に捜索依頼が出されていたと語り、芳村が尋ねたイザベラ捜索依頼は無かった答え、何をやらかしたのかDパワーズを絞り続けて一切合切を吐かせた。マリアンヌは鳴瀬美晴が連れ出し、ダンジョン攻略部隊の責任者の中佐が確認に来て会わせて、鳴瀬美晴が自宅へと連れ帰った。鳴瀬美晴の帰り際に、芳村がダンジョン内建築物の相互監視実験の話をしたらOKですよと鳴瀬美晴は回答。Dパワーズ事務所斜め向かいの屋敷内の傭兵部隊は消えたマリアンヌを発見できず、傭兵部隊隊長ラーテル（通称、キュレナイカのバジリスクとも）は、報告をした副官ファシーラ（通称）と相談の上、雇用者側の契約違反を理由としてこの仕事はここでキャンセルとし、探索者業に転身すると決定、ファシーラが最後に”ナイトメア”イザベラを味見することをリスクを説明して阻止、ダンジョンに参戦しない連中には「フランスの拠点を好きに使っていい。リビアでもシリアでも、好きなところで遊んで来い」と伝える様命じた。
同23日、Dパワーズは教団代表デヴィッドがイザベラや聖女マリアンヌを拘束する理由が解らず、イザベラが芳村に一方的に近づいてきて、一方的に捲くし立て、1分弱程会話（になっていないが）して、キスされたこと（三好には秘密）に芳村が思い至る。「掲示板 【ダンツクちゃん】代々ダン 1572【中の人などいない】」が（多分作者が）掲示板メッセージ作成ツールを作ったので、第8章突入以後§一回の一部として掲示板が挿入されるようになっていたのが、独立した掲示板回として復活した。午後、私邸での昼食後グランドハイアットのフィットネスクラブNAGOMIにいた井部首相の元に、駐日本米国大使ハガティが現れ、米ハンドラー大統領からの使者として、代々木ダンジョンの携帯電話通信可能化と転移について尋ね、転移の詳細が判明したら米国へも伝達することの言質を取った。代々木ダンジョン1層での相互監視実験の準備を終えて、Dパワーズが自事務所に戻ってくると、中にいた鳴瀬美晴が、仮称ダンツクちゃん交渉チームからのデートお誘いに、ダンツクちゃんが「いいよー」と返信したことを伝える。3名はダンツクちゃん渋谷顕現の余波でファンド系が買い占め保管している魔結晶が消滅する可能性に思い至るが、対処法無しとなり、渋谷に見物に行くことにした。「いいよー」に杉田は喜び早退するも残り3名に呼び戻され、対処を検討手配することになるが、杉田は最早デートのことしか考えていない。デヴィッドにもその情報が電話で伝えられるも、傭兵連中が去り、スタッフを隠したり帰国させたりし、今更フランス政府筋には頼れず、日本の信者に全てを委ね切れず、イザベラやマリアンヌがどうなっているのかすらすぐには分からない現状では、已む無く自ら動くこととした。JDAからの情報に基づき御殿通工の株取引を仕掛けた責任者は、取得に投ぜられた1兆円近い金額の損失は現状最大90%にも上るとする推定の責任としては、投機用に買い占めた魔結晶が米国発魔結晶発電法碑文情報によって高騰しつつあるも損失のリカバリーには遥かに足りず、鉄砲玉となることを要求される。鳴瀬美晴は上司に報告したらしが、JDA・ダンジョン庁他政府機関の対処準備は不十分な物に留まった。
同24日、ファーストコンタクトの準備で徹夜の内閣官房国家安全保障局D交流準備室の4名は徒歩渋谷駅に向かい、黒塗りの高級車の後部座席でデヴィッドも向かい、Dパワーズと鳴瀬美晴も徒歩で向かい、待機中の仏CD（ダンジョン部隊）がデヴィッドを発見し、米CIAとNSA合同監視チームがTV局中継車風のバン中で待機し、中国から来た工作員ともマフィアとも思われる連中も件の鉄砲玉を含め待機していた。10時、鐘の音が響き、周囲にカラスが集まり、ハチ公前の人のいない円形の空間にダンツクちゃんと多分囮としてタイラー博士も顕現、カラス群が飛び立つ。タイラー博士の周辺にはスモークグレネード複数が投ぜられ、黒服面の連中がタイラー博士を拘束しやってきた車に押し込めようとしたところでタイラー博士消滅、拉致しようとしていた連中が呆然として動きを止め、日本の当局が何人かを取り押さえた。米チームもそれがタイラー博士であることに直ちに気付いたが出遅れた。ダンツクちゃんが芳村へ駆け寄り足に抱き着き、それを見た杉田が悲鳴をあげ、芳村はダンツクちゃんを抱え上げ宮益坂方面に向かって逃走開始、三好は追従できたが鳴瀬美晴は人ごみに邪魔され追従できず、芳村と続く三好はガードを潜るとすぐに東口バスターミナルの方へ折れターミナル内を抜けて建設中の高層ビル現場侵入した。それを車から出たデヴィッドが追い、それを車を乗り捨てたブーランジェ中佐他1名以上が追い、杉田もダンツクちゃんを追い他3名が杉田を追う。芳村は抜け道を探すも見当たらないので、Dパワーズはほぼ最上階まで繋がっている工事用エレベーターで到着可能な最上階を目指し、そこにデヴィッドが入り込み、ブーランジェらは階段で追い、準備室の4人も階段で続いた。デヴィッドは仏語で何かを捲くし立て、仏語ヒアリング能力が向上しつつあったDパワーズはその大意をダンジョンの向こうにいる真の超越者とやらに自分をアピールしていると解し、三好は彼がアルトゥム・フォラミニスで一番偉いデヴィッド＝ジャン・ピエ－ル＝ガルシアと鑑定した。最上階到着時には実用的仏語ヒアリング能力を得た芳村は「ダンツクちゃん、あいつの言ってること分かるか？」と尋ねたが、ふるふると首を横に振られた。デヴィッドがダンツクちゃんに逆切れして捲くし立てた時、ブーランジェ他1名が同フロアに到着、デヴィッドと口論となり、続いて準備室の面々が到着するも、死にそうな顔でへたり込み、ブーランジェとデヴィッドの仏語会話より警備部への情報が仏関係者に漏洩しており、それが準備室からの可能性が準備室全員に共有される。Dパワーズは長引きそうなのでこっそりエレベーターに向かい、エレベータ迄あと一歩で、ダンツクちゃんが「良く分かった」「またね」とDパワーズに言って、杉田に駆け寄り「お願いは分かった」と語って消滅し、Dパワーズはエレベーターで下り始めた。村越はブーランジェの部下に話をしてみた。デヴィッドは抵抗したが任意という名の強制でブーランジェらに連行され、在日本仏大使館に程近い然程高品質でない狭い部屋に閉じ込められ、CDにしたオーダーについて詳しく聞き取りをされた。米国東部時間9時（日本時間22時）、米国側で把握・取り纏められた渋谷騒動がジーン・カスペルCIA長官よりハンドラー大統領に報告され、ジーンが提案する「テロだということにして大使にお見舞いの言葉を送らせ、序に日本に問い合わせる」案を採用、国家安全保障会議の助言を求めるべくジョー・ボルトン国家安全保障問題担当大統領補佐官に連絡を取る様命じた。
同25日9時、日本中のダンジョンからモンスターが消滅し、日本中の多くの魔結晶が消滅。昼過ぎ事務所のDパワーズがダンツクちゃんの奉仕がもたらす未来を考察していると、14時にロザリオが鳴き三好が注釈の無い祈りバージョン転移石製造に成功、Dパワーズは使用をびびりながらも追試開始。同じく14時、Dカード未獲得で戸籍がある全日本単国籍者にDカードが現れた。『乙は、甲が乙の国民に奉仕する準備をすることを認める』の結果がこれであると杉田が準備室事務所で述べ同意された。この時準備室は在日本仏大使館へ前日の建築中ビルで仏語を話していた人達について問い合わせ済だが、回答は期待できないとしている。戸籍未電子化の新潟県加茂市や東京の御蔵島村の住民にDカードが出現したか否かの問い合わせを杉田が成宮に依頼し、杉田は又文科省・法務省・ダンジョン庁・総務省に連絡を取って、Dカードをみだりに使うと社会の危機となることの注意を喚起する必要性に気付き叫んだ。この日準備室は各所への渋谷騒動レポート作成提出に追われた。同14時、取調べに向け閉じ込められ続けていたデヴィッドは、眼前に光の粒が集まったのを見て歓喜の声を上げ、14時半からの取調べ時には人が違ったかの様ににこやかで協力的になっていた。代々木ダンジョン33層の攻略を行っていたチームIは、それまで悩まされ続けていたモンスターが突然消えたことを警戒して、一旦32層へ引き返した。この日遅くからACジャパンの公共広告放送で「国民の皆様の前に突然現れたカードですが、決して使用せず、未成年の方のカードは連絡があるまで保護者の方が保管してください」などと注意を喚起し始めた。この放送開始を見ていた自事務所のDパワーズは、Dカードチェッカーのキャンセルの可能性に気付くが、この時の「だって、こないだ入試に使ったやつと違って、新型はパーティを組んでるかどうかも分かるんだろ？」との芳村の発言は、新型低機能型（Dカード獲得是非だけを表示）を売らない意味になり、同12日のDカードチェッカー完売・バックオーダー時の話と矛盾がある可能性がある。『戦闘力…たったの5か…ゴミめ…』遊び復活の話中に鳴瀬美晴が飛び込んで来て、本日9時頃からのダンジョン内のモンスターが消失と午後よりの少数再出現し始め、それ以後今日だけで3個のスキルオーブが発見報告が入り、斎賀より保存の問題も発生するからDパワーズに早めに連絡を通しておくように指示されたと報告され、芳村が予想した魔結晶消失も発生しているとした。Dパワーズのスキルオーブドロップ率変化や今後のスキルオーブオークションの利益低下などの可能性の会話に、鳴瀬美晴は「なんです、そのまるでオーブの出現確率を知っているようなやり取りは」などと疑いをかけた。日本がそんな事件に沸いている頃、米インディアナ州ゲーリー市街地のマイケル＝ジャクソン生家傍として有名なメソジスト教会廃墟が、施設利用型ダンジョンにならんとして発生したダンジョン震に耐えられず建物が崩壊、代わって地下タイプダンジョンが作られ始め、その様子が急行したシカゴ大学ダンジョン研究室リード＝ジョーンズ アソシエイト・プロフェッサー率いる、シカゴ大学とイリノイ工科大学の混成チームにより子細に目視され各種機器で観測記録された。目に見えない穿孔機やドリルの様なダンジョン針による掘削中に、研究室の学生らが多くのドローンを穴へと突入させ、ダンジョン震が終了数分間後最深部のドローン映像が途絶し、その超音波センサー映像再生によるとそこには丸太の様に太い紐のような生物らしき存在が見られ、下層にあるドローンから順に接続が切れ最後のドローンが失われるまでにそう時間は掛からなかった（ドローンの半分は私物）。リードは、DFAを中心とする論文群に表れる用語「Dファクター」の塊が地中へもぐりこみ、ある深さに達するとコアを作り出し、そのコアが最下層を形成し、以下順次上へ向かって層を構築していくと解釈した。後日彼らは喜々として論文を書き、有名な教会廃墟はがれきの山と化し、ワシントンストリート側廃墟の壁には「ゴミやがらくた、俺の目に入るのはそれだけだ」と落書きされ、ダンジョン入口は地獄へと通じるような真っ黒な穴となり、それにふさわしく近くに「リンボへの門」と落書きされた。
同26日、Dパワーズはメイキングで表示されるドロップ率を確認しに代ダンに入り、1層でスライムを退治して、物理耐性 1/ 500,000：200倍、水魔法 1/6,000,000：100倍、超回復 1/60,000,000：20倍、収納庫 1/700,000,000：10倍、保管庫1/10,000,000,000：10倍に出現確率が上がっていることを確認し、暴落必至のため預かり手数料調整を雑賀とする必要性を議論し、他のモンスターでも出現確率増加やスライムも含めクールタイム短化も確認した。チームIは代々木ダンジョン33層攻略を再開、（多分別）チームがトラップドアから機織りスキルオーブをドロップ獲得し、携帯でJDAへ連絡、一気に帰還石で戻り、オーブはDパワーズスキルオーブ納品用チタンケースに収容、前後して代々木で鳴瀬美晴に預けられ、伊織は三好に鑑定してもらってくれと鳴瀬美晴に依頼、鳴瀬美晴がDパワーズ事務所に持ち込んだ時オーブカウントは僅か48だった。芳村は気が進まなかったが、三好は「スキルオーブ 機織り the gift of forming fabric.（改行）布を作りだす。（改行）汝の子孫も汝同様、同じ罰が下されるだろう。永遠に。」と鑑定し、不安に思う鳴瀬美晴にDパワーズは大丈夫だと思いますよと、今までの自らの蛮行を例に挙げ気休めを言った。鳴瀬美晴はスキルオーブ預かり契約書類を出して依頼し、Dパワーズは契約し預かるも、芳村は代ダンのスキルオーブ出現率上昇と、スキルオーブ価格低下に伴う預かり価格問題について話をし、鳴瀬美晴は報告があっただけで今日のスキルオーブ出現個数は10個を超えていると話した。オーストラリアと契約しているキャンベルの魔女エラと、サイモンチームのナタリーの広域殲滅能力が、以前に比べれば代々木ダンジョン18層ゲノーモス出現数は減ったものの、大量殲滅でマイニングスキルオーブを獲得し捲っているらしいとの事。鳴瀬美晴は市ヶ谷へと向かって退所した。三好は明日来所予定のリチャード＝ファインドマンおもてなし用に近所の和菓子屋岬屋の菱葩(ひしはなびら)を第一候補とし、芳村が買いに出た。準備室は同25日（§216中では同26日とされている）に発生したDカード全日本国民配布事件で各所からの問い合わせや上から事実関係のレポートを命じられた。
同27日、準備室は同25日（§216中では同26日とされている）に発生したDカード全日本国民配布事件事実関係レポートを徹夜で纏めたところで、帰る間も無くステータス関連の問い合わせ＝ステータス保護法制定のための基礎資料同28日15:00迄の提出を命じられた。昼前、Dパワーズ事務所にファインドマン来所。スキル削除コマンド「farewell」発見の謝礼（発見時ファインドマンはスケルトンの生命探知スキルを失っている）としてファインドマンは、ファンであるナタリーと同系統の火魔法スキルオーブを指定、三好の指示により芳村はサイモンに電話し、18時にチーム（特にナタリー）を連れて来る様依頼した。芳村は三好からドルトウィンを借り、ダンジョン用に一瞬で着替え、代々木ダンジョン11層レッサー・サラマンドラに向かって玄関を出たところで、嬬恋選考会通過報告に来た斎藤と出会い、報告後能力向上に「なんかあったら、ちゃーんと責任を取ってよね」などと詰め寄られ、土産の有名茶師が『さえみどり』だけで作った手摘み玉露は宇治田原茶だったりして、顔を出した三好にも突っ込まれた。その後ファインドマンも準備にホテルへ戻った。内閣官房国家安全保障局D交流準備室では、御蔵島村にも柏崎市にもDカードは出現したが、そうでない人もいて、時間差で出現しているという情報もあった。妊娠中の赤ちゃんにはDカードは出現せず、すでに生まれていても、まだ出生届が出されていない赤ちゃんは対象外で、出生届を市区町村役場に提出した瞬間に赤ちゃんが淡く輝きDカードがその場で現れる現象も確認され、日本国籍を所有していても対象にならない例が発見されたが重国籍者であることが判明、準備室には今回の件を引き起こした状況を、諸外国が納得しそうな物語にしろと命令が下った。午後、参議院本会議を途中退席した井部総理は、官邸で甘党選挙対策委員長とダンジョン庁・JDAを通じてSMDを調達し、第三者から公表されたステータス値が捏造されていた場合に備えて、自党国会議員などのステータス計測を行うことや、ステータス公開法規制する法制定と、問題の共有為の連絡先などを打ち合わせた。予定の物を得た芳村は、代ダンを出て時間指定バイク便に配送手続きをした後、普通の私服で自事務所へと戻った時、部屋には撮影・公開が予想されるのでワイズマン化した三好しか居らず、芳村は2階でシャワーを浴び事務所へと下りた時チームサイモンが来、続いてきちんとした服に着替えたファインドマンが来て、ナタリーを見て顔を赤くしながらカチコチに固まった。サイモンは、NYイベントの乱入犯所属組織ELF＝Earth Liberation Front＝地球解放戦線に対するFBIの調査監視情報を元に、昨日大統領に提出したCIAとNSAそれぞれの分析結果が、排除する位なら自分もDカードを取得、能力を上げた方がいいと考える米国民がELFの予想より多く支持が得られず、ならば地球環境を汚染しているダンジョンに組する日本国に対してのテロは正当化され、何かのテロ活動が起こったとしても、諸外国は口先では非難するだけで積極的な介入はしないだろうとするもので、その分析の報告書と分かっている範囲のELF名簿が入ったUSBメモリを芳村に渡した。一応外交ルートでも連絡が行くはずだが、こいつはうちのボス（ハンドラー米大統領）からワイン友達（三好）への支援だと、サイモンは語り、一緒に渡されたメモには『2036年に生きてたらよろしく』と書かれていた。三好は田中へ電話をかけ、引渡しのための来所を要請。下じゃ突然できた米基地の話題で持ちきりで、燃料は転移石とやらで、JDAが搬入するして、見返りに暫くあの発電機を共用するので、キャラバンをやらされなくて助かったと、サイモンは喜んだ。バイク便でファインドマンへの報酬火魔法スキルオーブが到着、チームサイモンは呆れ、三好がファインドマンに贈呈、以後芳村がファインドマンの携帯の撮影係を引き受け、ケースの横にサイモンチーム全員と三好のサインを貰い、感激しながら帰っていった。仲間達から代ダンの様子を見てくるように言われているらしく、休暇の許す限り代々木へ潜って調査するとの事。続いてチームサイモンも帰還して行った。Dパワーズが見送ったポーチから片付けを行うべく事務所へと戻った時、ダンツクちゃん質問箱管理者宛にダンツクちゃんから「ヒトには宗教が必要？」が送信されて来た。Dパワーズは考察・相談の上、回答をJDAに丸投げする事にし、ダンツクちゃんにもう少し待てという意味の婉曲的な返事を書いた（送信したとは書かれていない）。
同28日、準備室で杉田は、JDAによるファーストコンタクト以降、転移石のやりとりやダンジョン内における電波の開通、そして渋谷騒動までをJDA協力ででっち上げたカバーストーリーに肉付けしまくっていた。堪らず出前を頼んで休息に入った情報室では、渋谷騒動の登場人物・組織（Dパワーズ、COS2名、デヴィッド＝アルトゥム・フォラミニス）情報が交換され、無事基礎資料は提出され、15:30井部首相は村北内閣情報官と同資料内容について簡単な質疑を行った。1時間後、内谷国家安全保障局長・道槌防衛政策局長・野河統合幕僚長を呼び出した村北は簡単なブリーフィングを行った後、井部はNSCの4大臣会合に出席し、日昏後新宿1丁目御苑前のビル8階、金さん（長年台湾の独立運動に関わってきた女性）の事務所に向かい、米DMC（特命全権公使）のジョナス＝ヤングと駐日中国大使の程（チェン）華永（ファヨン）と会談に入り、ダンツクちゃんと「ダンツクちゃん質問箱」で通信できることとそこに至る成り行きなどの情報を開示し、表向きの理由のため連れ立って来た、山柴文部科学大臣・耕世経済産業大臣・藤衛総理大臣補佐官・生田萩幹事長代行・藤新政務調査会長代理は、隣室で金さんと会食した。Dパワーズではブートキャンプ申し込みが週5千人規模が50万件規模に激増し驚いた三好が芳村に報告、2人はそれを叶えるに必要な期間から2人の寿命問題を考える。

## 登場人物
（満）年齢は年齢記述・年齢資料登場時点のもの。
芳村 圭吾（よしむら けいご）
本作の主人公。28歳。登場時から両親は死去しており身寄りは無く、高校を出てからは親戚とも没交渉。英会話・英文読解が可能。以前からネットで調べながら拙い仏会話をしていたが、2019年3月24日のデヴィッド他との仏会話で著しく仏会話能力が向上した。日本人の身だしなみとして、ゲームも人並みにはやったが、中学へ上がる頃にPS2が発売された世代で、それ以前のビデオゲーム知識は限られる。普通自動車運転可能な運転免許証を取得している。なろう版ではイザベラのナイトメアによる2019年2月26日の体調不調を除いて、この数年病院なんかとは無縁だった。この時ナイトメアスキルで芳村の悪夢に侵入し垣間見たイザベラは、芳村のことを「あの男、そうとう歪んでるわね」「蒼の世界も、人狼退治も、受けた呪いで半分だけ変異した自らの姿も。いったい何をすればああなるのだろう」と評した。桃缶嫌い。オムレツ調理が可能な同居の三好より料理上手。日本茶道楽。ペン回しが上手く、無意識に行ってしまうとする初期の記述は、後に触れられなくなる。
北谷マテリアルでは、ダンジョン素材の物性を調べる基礎研究でプロジェクトリーダーをしていた。直接的には利益を上げない研究であったため、上司の榎木義武課長に利益の上がりそうな応用研究を強要された上に、榎木による営業の落ち度の責任を取らされてやさぐれていたが、その最中に建設中の新国立競技場青山門付近で、雨中発生した超深深度二次ダンジョンから出てきたゴブリンを、ダンジョン発生震でスリップした運転中の車で轢き殺しDカードを得（Rank 99,726,438）、雨中滑って転んでぶつかった最後の一押しで傾いたトラックから件のダンジョンに落下した太く長い鉄筋群が、発生したてで階層の無いダンジョン最深部のボスモンスターを撃破したらしく、メイキングスキルオーブが出現、早退直帰してオーブを使用した後DカードがRank 1となっていることに気付く。芳村は退職に動き出し、芳村に続いて退職した三好と共に「Dパワーズ」を結成し、手に入れたスキルを活用してスキルオーブの収集やダンジョンの研究などを行い、ダンジョンに行使した影響と併せ、二人のダンジョン研究成果は結果的に世界に少なからぬ影響を与えてしまっている。
2018年9月30日ダンジョンライセンス講習により翌月4日までに届いたWDA冒険者ライセンスカード上では初心者向けで最下級のGランクで、以後ランクアップしていない。「後ろに誰もいないから」と本人は気に入っているが、正体不明のWDARLトップランカー「ザ・ファントム」の正体。JDAによるランクB以上が同行しない場合の横浜ダンジョン入ダン禁止令が撤回・変更・例外処置された記述が作中・副読本に無いので、Dパワーズ管理下の横ダン旧地下一階層に、公式にはランクB以上が同行しない限り入ダンできない可能性があるためか、単独で横ダンに入ダンした記述は無い。
Dパワーズ新事務所引越に当たって、きっぱりと引っ越した三好と違い、旧住居（新事務所近所の二階建て築50年級賃貸アパートの二階）を維持し続けており、三好が未だ所有している鍵で時々入って、冬は炬燵に入って、中に保管されている漫画などを読んで過ごしていることがあり、芳村は商業出版版2018年12月29日では4：3の21インチブラウン管TV、なろう版2019年1月8日の記述では4：3の21インチブラウン管TV乃至PCディスプレーを保管している。
Dパワーズによる3日間に渡るスキルオーブのオークション発表を受けて、田中などの公安関係者が予め準備し、詐欺でないことをオーブ引渡しの場で確認した上で、ダンジョン庁長官・外務大臣・国家公安委員長連名の「海外渡航等の自粛要請」と同書交付を受け、三好に提案していた欧州美食旅行などは事実上不可能になった。ただし作者は副読本で「というわけで、本作品の中心地もここ（エリア51）になる。そう遠くない未来に、芳村がここへ来ることは確実ってことだ。」と、後に芳村がザ・リング攻略に参加することを予告している。
戦闘については、メイキングスキルで上げた（必要に応じてさらに増すことも）肉体能力・反応能力で、通常はミニシールドにトマホーク、必要に応じて鉄球を投擲するというスタイル。キャシーに度々挑まれるジャンケンも、この能力を使った後の先で全勝している。魔法スキルについては、低防御力モンスター相手には水魔法によるウォーターランス（聖水を添加すると魔法耐性の高いモンスターへの効き目が上がる）で、火災の恐れが無い場合の小範囲攻撃としては極炎魔法によるシリウス・ノヴァやインフェルナル・ピラーなどを使用している。オークションに出すスキルオーブ調達のために、ひたすら数だけをこなしているものの、討伐数的には2018年12月21日現在で、4800匹で御劔やトップクラスの探索者と比べれば特別多いわけではない。2019年2月23日（米国東部時間）に米ニューヨークで開催された探索者向けイベントで、リチャード＝ファインドマンにより発見されたスキルの消去コマンド「farewell」で、ダンジョン深層探査の障碍となっていたマイニングスキルを三好共々抹消する余裕（手元に在庫があるにせよ常人には勿体無くてとてもできない）がある。なろう版では同一のスキルオーブ（生命探知）を複数使用した描写は他に無い（商業出版版では三好が同様に生命探知スキルオーブ2個を使用）。
なろう版で2019年3月27日に、ドロップ確率が増し、市場価格が下がる傾向にあるにしても、未だ非常に高価なスキルオーブをバイク便で自宅に送るという、暴挙をした男。作者により、「この物語は、もしも本編でDファクターと共存する展開になった場合のIFストーリーです。（中略）あと、これはIFですからね！ その通りに本編が進むかどうかは、分かりませんからね！（←予防線）」とされた、「『Dジェネシス　ダンジョンが出来て3年』4巻 特典 期間限定 書き下ろし小説 "IF - A little midsummer memories." ちょっとした夏の日のお話」中の2021年夏には、遂にダンジョンまで作ってしまった。
ザ・ファントム
芳村が身元を隠すために仮装した姿。WDARLに突然1位として出現した身元不明のエリア12所属の探索者の二つ名としてザ・ファントムと囁かれていたのに便乗したものである。仮装時には、なろう版ではボイスチェンジャーを使用する。商業出版版では『声真似』のスキルを使用してサイモンの声色にしている。武装もザ・ファントムのイメージに合わせて、「報いの剣(Scimitar of Deserts)」を主兵装としている。もっとも、魔法で蹂躙することが多く、他にも攻撃手段があるので剣にはそれほどこだわっているわけではないようである。
ザ・ファントムのコスチュームは、なろう版では三好が貧乏な（趣味にお金を使い過ぎ）腐の付くコスチュームプレイ用衣装作成者である友人で、商業出版版03に登場したコスプレ服飾家に転身しようとしているコスプレイヤー折原志緒里（おりはらしおり）に有料発注した物。なろう版では、芳村の採寸は三好が行った記述になっているが、商業出版版03ではコスチューム製作予定者の折原志緒里が開会直前のコミックマーケット会場の東京ビッグサイトで芳村を採寸した。オペラ座の怪人25周年記念でロンドンのロイヤルアルバートホールで行われた公演に出てきた、エリックのコスチュームがデザインベース。黒の上着に、サテンっぽいショールラペル。ホワイト・タイベースなのに、チョッキはシングルのブラック。シャツの襟はウィングで、カフスはダブル。シューズは黒で総エナメルっぽい仕上げ。帽子は中折れ帽。仮面は上半分全面タイプ。アクセントは赤と白と金をさりげなく、カラーの裏のクリムゾンが襟の縁から覗いていて、ホワイト・タイのドレスコードを思いっきり踏みにじる。あちこち目立たないようタックやプリーツが入っていて、動きを阻害しないように工夫されていて、遠目に見ればフォーマル。目立たない籠手相当を上着の下に装着するために裏地だけ奇妙につややかな質感がある、マットな質感の黒いマントは、ばさっとマントの影に隠れた瞬間にザ・ファントムがシャドウピットに落ち、闇に溶けるように姿が消えて後にマントだけが残される演出に使われる。マントはザ・ファントムがそこにいた証拠(あかし)で、購入履歴ですぐに足が付かないように、ありふれた難燃性布材としている。衣装は後に3着追加製作され、マントはさらに追加製作されている。
三好 梓（みよし あずさ）
本作のもうひとりの主人公で、書籍版01あとがきでは「一応（酷い）この物語のヒロイン」とされている。22歳。ただしなろう版2019年3月12日三好に対し「もしも政界にうって出られたりしたら、今は誰にも対抗できるはずがない。」と井部総理は考えているので、作中世界では被選挙権がある。「Dパワーズ」においては対外的な責任者となり、商業ライセンス保有者としてスキルオーブのオークションなどを仕切る。商業出版版01の巻末人物紹介（少なくとも初版）では「パーティーの代表で、株式会社ダンジョンパワーズの代表取締役社長。」とされていたが、合同会社に変更された。主人公たる芳村（故に独白文も多い）に、思いがけない情報やアイデアを提示する役所（やくどころ）のため、作中数多くの新しい発見・発明・仮説の提示を行っている（そして提示された仮説を芳村が実証実験する）。英会話・英文読み書きが可能。以前からネットで調べながら拙い仏会話をしていたが、2019年3月24日のデヴィッド他の仏語を聞いていて、仏会話ヒアリング能力が著しく向上した。サラリーマンの父と専業主婦の母と兄（商業出版版05では三好将生：まさき、某県環境部勤務で、新越ダンジョン株式会社からのオファーを保留した）がいる。北谷マテリアルでは、芳村をメンターとするメンティーで、芳村に懐いていた。専門は数学、特に数値解析方面が得意で、プログラミング能力を有し、Dパワーズ関係のウェブサイトや、Dパワーズが提供する動画・地図などのデータ資料や、2018年12月22日には新事務所のハイエンド級PCでも重い処理に耐えかねて、京 (スーパーコンピュータ)の処理能力を有償で借りることを申し込んだ（同然同機専用にチューンされたプログラム言語の入力が必要）ことや、2019年3月11日頃新事務所に設置されたメインフレームなどの特殊なプログラミングなどを含め、Dパワーズで使用する各種処理のプログラミングを行っている。就職活動では、同じ大学の先輩だった鳴瀬翆に常磐医療機器研究所へ誘われていた。コーヒー道楽でサイモンをも唸らせる煎りコーヒー豆を仕入れてくる。食道楽で旨い店を多数知っているが、料理は余りしない。
2015年末にカード取得ツアーでWDA冒険者ライセンスカードを得て入ダン、直後の数回の入ダンを除いて以後芳村と入ダンするまで入ダンしていなかった。芳村と共に初めて代々木ダンジョンに潜った時、一応1層のみの予定ではあったが、コミック版ではショートパンツを佩いていた。2018年10月6-7日のWDA商業ライセンス講習を経てGランクWDA商業ライセンスを獲得、2018年12月2日の異界言語理解スキルオーブ販売により、7階級特進してSランクWDA商業ライセンス者となった。Dパワーズによる3日間に渡るスキルオーブのオークション発表を受けて、田中などの公安関係者が予め準備し、詐欺でないことをオーブ引渡しの場で確認した上で、ダンジョン庁長官・外務大臣・国家公安委員長連名の「海外渡航等の自粛要請」と同書の交付を受け、直前まで構想していたマチュ・ピチュやアンコール・ワット旅行とか欧州美食旅行は事実上不可能になった。ただし作者は副読本で「というわけで、本作品の中心地もここ（エリア51）になる。そう遠くない未来に、芳村がここへ来ることは確実ってことだ。」と、後に芳村がザ・リング攻略に参加することを予告している。2019年1月23日現在で総取得ステータスポイントが99Pt程度で世界ランクは1006位である。鑑定スキルを十全に生かす知識量と頭脳、闇魔法（VI）で召喚したヘルハウンド群による防衛攻撃通信移動能力、収納庫スキルによる時間経過が半減し容量限界不明な輸送能力と大量購入収容した鉄球群投射攻撃および水魔法スキルが戦闘能力・ダンジョン行動能力の主泉源で、物理耐性スキルやンガイの腕輪と併せて最後の頼りとなっている超回復スキルは今までのところ疲労回復以外戦闘時に出番がない。商業出版版04では、Dパワーズからの「アイテムボックス（正しくは収納庫）スキルオーブ」オークション出品打診（最終的には撤回され、JDAダンジョン管理部が直取引で購入し、Dパワーズに預けた形となっている）が、一部に伝わることとなる。芳村が獲得したスキルオーブ群の一部を多種多数使用しており、その種類・数とも全女性一と目され、2019年2月23日（米国東部時間）に米ニューヨークで開催された探索者向けイベントで、リチャード＝ファインドマンにより発見されたスキルの消去コマンド「farewell」で、ダンジョン深層探査の障碍となっていたマイニングスキルを芳村共々抹消している。初期には「近江商人」を自称することが多く、スキルオーブオークション主催で「オーブハンター」と呼ばれるようになり、さらに後には鑑定スキル所持公表により「ワイズマン」と呼ばれるようになった。その鑑定スキルもレベルアップすることが後に明らかになっている。
芳村による評価では、趣味的に偏ったワインマニアな所が玉に瑕だが、髪をナチュラルなグラデーションボブに纏めている小柄でスレンダーな可愛らしい系美人で、所作はくるくる動く小動物が側にいる感じで、幸せを感じると小躍りし、商売に関しては腹黒く、テンコーチャンネルに登場した三好の映像（顔は写していない）ではそれなりに主張がある胸と評したが、芳村の腕を噛み三好の胸元に逃げたグラスが、頭をこすりつけながらこっちを勝ち誇るように見ていた時には、第一あるんだかないんだか分からない三好の――と考えた。マスコミ（テンコーチャンネルを含む）に対し顔出しする場合は、印象を偽るために腰まである日本人形の様な鬘を被って伊達眼鏡を装着し厚化粧を施す。商業出版版04の2019年1月6日の合同会社ダンジョンパワーズ発足記者会見時ではそれを、R.O.D READ OR DIE YOMIKO READMAN "THE PAPER"登場人物の読子・リードマン風としていて、この時は自力で化粧をしている。Dパワーズの事務所兼住宅に引越した後は、芳村とは、巨額な資産を共有しほぼ同棲状態で生活を供にする仲ではあるが、周囲の目はともかく本人たちとしてはルームメイト状態で男女の交際をしている自覚はない。なろう版2019年1月29日には、二人の様子を見た三代姉が六条に「あんなに仲が良いのに、なんつーか、男と女の匂いがしないんだよね」と語っている。なお退職、引越し、芳村との同居の実家への報告と反応は、記者会見直後にテレビを見たんだけど大丈夫か？とか、会ったこともない親戚だと名乗る人達からたくさん儲けたのかどうか聞いてくることを除いて、結婚の勧めなどは作中描写されていない。
鳴瀬 美晴（なるせ みはる）
日本ダンジョン協会（JDA）ダンジョン管理部ダンジョン管理課職員で、2018年9月27日の登場時点では監視セクションに詰めていたが、2018年10月5日には自殺を疑われる行動をしていた芳村に声をかけ、その後パーティ・ダンジョンパワーズ設立（申請送信は2018年10月27日の明け方）に向けいろいろと便宜を図り、2018年11月1日には代々木ダンジョン受付前で芳村を捕まえ、Dパワーズのスキルオーブオークションが詐欺でないことを問い質し、スキルオーブ預かりを申し込み、2018年11月5日以後の同オークション取引のJDA立会人を務めた。後述鳴瀬翆の姉。作者ツイートによると妹と同学年。妹の鳴瀬翆と共に登場した2018年11月18日の「ないとう」のシーンでは、ネット版では「鳴瀬@JDA」、商業出版版では「鳴瀬姉」と、妹と区別できる様に記述されていることがあった。25歳。慶應の2回生のときにミス慶應に選出されたこともあるほど、綺麗で頭が良くて素敵な女性。その辺の経歴は、JDAウェブサイトダンジョン管理課2017年の新人コーナーに書いてあったとされる。英会話・英文読み書き仏会話が可能。東京下町出身を自称し、怒らせると結構怖い。芳村を厳しく叱り付けたことは度々あるが、同様に叱り付けた榎木と違って、芳村から嫌われていない。実家を出て、夜中に高笑いすると隣人から「壁ドン」されることを心配しなければならない、集合住宅に住んでいる。折角ブラック企業から退職して悠々自適に暮らさんとしているDパワーズ（特に芳村）を、「やることがないなら、まじめに探索して下さい。（中略）JDAにも結構な数の紹介依頼が、毎日毎日、届いているそうです。」と、ダンジョンに駆り立てたこともある。20代半ばにして、Dパワーズ代表三好の記者会見を取り仕切る胆力と能力がある。2018年12月1日時点では代々木のJDA施設の自ロッカー内に着替えが1着は置いてあり（商業出版版02ではJDA内でのお泊り疑惑避けのためと説明されている）、なろう版2019年3月12日にはDパワーズ本部の三好の部屋に着替えをワンセットキープするようになっていて、泊まりの翌日などには別の服に着替えてJDAに出勤できるようになっていた。
物語本編劈頭に、新国立競技場青山門付近に発生し芳村により攻略消滅した深深度ダンジョンを、地震データーでキャッチし上司風来翔係長に報告した、両人共知らない関係がある。当初ほとんどまともな装備も持たずに代々木ダンジョンの入口付近を徘徊していた芳村に声をかけたことでDパワーズと面識を持つ。芳村との初接触時の別れ際に「（まだ公開できないちょっとした検証が＝この時はモンスター連続討伐経験値低下とそのリセット手法）公開できるようになったら、ちゃあんと教えて下さいね」と言っており、後に色々知り過ぎて斎賀などに報告できない立場に立たされる、自業自得となっている。後にDパワーズ側の希望により、スキルオーブ保管取引担当に指名され、その延長でDパワーズの専任管理監に任命される。Dパワーズから無償譲渡された4161億4200万円の値が付いた「異界言語理解」スキルオーブを使用している（非公表）。異界言語理解スキルによるダンジョン碑文翻訳、およびウエブサイト「ヒブンリークス」における匿名での公表により、正体不明の「ジ・インタープリター」の正体となっている。モニカとは一介の碑文の研究者みたいなポジションでやりとりしているらしい。（Dパワーズにおいて）「謎のジ・インタープリターの正体を確認するミッションが追加されていました！」との発言がある。商業出版版04では、2019年1月1日のDパワーズ第2回さまよえる館行でDパワーズが獲得したタイラー博士サイン入り碑文の翻訳のため、鳴瀬姉は2019年1月2日（日本時間）にタイラー博士の情報を得るべくモニカの伝を頼り、2019年1月7日のサイモンをDパワーズ本部に呼び出して件の碑文公開可否相談時に、その碑文情報は芳村がサイモンに開示し、サイモンは鳴瀬姉がモニカにタイラー博士情報を求めて連絡していたことが伝えられていたことを芳村に開示している。なろう版では芳村がザ・ファントムの正体であることをDパワーズから開示されている。商業出版版では2019年1月19日に、斎藤より芳村がWDARL1stランカーであるとする説を伝えられている（半信半疑の鳴瀬姉と違い、斎藤には確信がある）。最近の悩みは、Dパワーズを担当したことによる7億2300万円を超える巨額の歩合給と、それに課せられる巨額な税金の扱い、そして何よりDパワーズがやらかすあれやこれやの対応とそれに伴って、専任管理監として課長補佐待遇になっているが、いつの間にか「待遇」の文字が曖昧になって課長補佐としての雑用が増えていること。なろう版2019年1月29日に、芳村「えーっと。（DPハウスへの）補給とかありますから、よければ（DPハウスが建っている代々木ダンジョン21層未踏エリアのせとかの森に）一度行ってみますか？」の問いに対し、鳴瀬姉は「本当ですか?! 是非、お願いします！」と言ってしまったため、2019年3月2日に腰が引けながらもDパワーズの二人の誘いを断わりきれず、Dパワーズの二人以外では人類初の転移体験者となり、翌日転移帰還JDA出社報告後「話がすんだら医者に行けよ」という転移の悪影響を案じた斎賀の発言により、JDA内で妊娠が疑われた。ダンツクちゃんとコミュニケーションが取れたら良いのにと、後にDパワーズが叶えてしまうアイデアを言い出して、その後人類の未来を背負って自ら志願する形で、斎賀公認で斎賀以外に秘密の業務として、2019年3月12日Dパワーズから鳴瀬姉を通じて斎賀に要請された、JDAから借り出したい『備品』＝JDAダンツクちゃん質問箱とDパワーズのメインフレーム内のそのコピー間の転送を取り仕切る担当となり、Dパワーズ本部にてその作業にあたることが多くなった。なろう版では2018年12月21日、商業出版版03では2018年12月16日、試作型計測器を使った、斎藤・御劔はステータス計測後に芳村に希望に準じたステータス補強を受けたが、この時鳴瀬姉はステータス計測後に希望した「力＝モアパワー」の操作はなされなかったらしく、なろう版の2019年3月24日の渋谷に出現したダンツクちゃんを抱いて逃走する芳村（及び追走する三好）を周囲の人ごみに邪魔されて追走し切れず、取り残されている。商業出版版05では橘美智代部長から、Dパワーズに送り込まれた人身御供かと思っていたがなかなかいい仕事をしている、と評された。
斎藤 涼子（さいとう りょうこ）
女優。芳村がWDAライセンスを得るために参加した講習会の参加者の一人。21歳。かわいい系で、甘え上手なモテそうな美人。トレッキーであり、作中で慣用句として登場したセンテンスのクリンゴン語を覚えている程度には趣味人でもある。本名のまま使っている「子」がつく「涼子」という名前にコンプレックスを持っている。なろう版では2018年12月21日時点でWDARL1421位。商業出版版では2018年12月16日時点でWDARL1421位、2019年1月15日時点でWDARL368位。
仕事が低迷しており、同じ悩みを持つ御劔に付き合ってダンジョンに挑戦していた。スライムに襲われてパニックになっているところを再会した芳村に救われる。その時にスライムを利用した効率が良いステータスポイントの稼ぎ方を伝授され、ステータスを成長させる。Dカードの世界ランキングが上がるにつれてステータスの改善を実感し、オーディションで役をもらえるようになった。その伝手もあってついには映画の主演に抜擢され、スターへの切符を掴んだ。御劔がオーディション合格のお祝いに高価なアクセサリを芳村からもらったことから、芳村のことを有力なパトロンであるとみなしている。芳村にクリスマスプレゼント兼ステータス測定のお礼としてステータスの変更をされ、上がったステータスで普通ならそれなりに練習が必要なことがすぐにできてしまうために戸惑っている。マスコミの取材で、能力が上がったのは師匠(芳村)のおかげと公言し、しっかりパトロンとして貢がせる強かさを持っている。商業出版版03では、TV局系映画企画に措いて、そのTV局出入りの芸能プロダクション所属の女優が主役予定で半分出来レースだったオーディションで、メガホンを委ねられその陰謀を知らされていない頑固で職人気質の有名有力監督が演技力で斎藤を抜擢した（当然こうなってはもうごり押しは不可能）ので、より斎藤の言う「謎の師匠」（芳村であることは一応隠されている）に芸能界隈が色めき立つ経緯となっている。商業出版版2巻 書き下ろしSS【ashes to ashes】によると、件の映画は2019年夏（8月8-10日）には公開済みらしい。芸能事務所から練習用に自宅に送り込まれたヤマハの最高級電子ピアノCPL-685を、自宅では狭くて設置練習不可能なので（なろう版2019年2月26日本人曰く「1Kなめんな」）、Dパワーズ事務所に転送して設置してもらい、同所に通って練習している。
ダンジョンでスライム以外相手には御劔と共に芳村から貰ったコンパウンドボウを使用していることから、とあるロケで突然70mアウトドアターゲット競技アーチェリーに挑戦させられる無茶振り（単なるアーチェリーつながりで、それまでベアボウは全く未経験）を受けたが、その初体験で弓も初めて使う借り物のベアボウで、いきなり70mW種目（普通はいろんな補助パーツがついたリカーブボウを前提とした距離）の世界記録となる705点（参考扱い）を叩き出し、オリンピックの日本代表候補に選ばれてしまった。そのためネット界隈では一部で「アルテミス」と呼ばれ、更に芳村から競技用リカーブボウ（後述の『シショー印』）をせしめている。なろう版2019年3月20-23日の嬬恋におけるアーチェリー競技選考会を通過したため、スポンサーの申し入れが殺到したが、契約の縛りとかいろいろ面倒くさかったから、道具は『シショー印』（芳村払いで芳村と共にショップと相談の上組んだパーツのメーカーがばらばらの競技用リカーブボウ）のがあるとして全部断った。競技場付近で茶の産地として名高い静岡県掛川市のお土産として、有名茶師が『さえみどり』だけで作った手摘み玉露ではあるが、京都宇治田原産の茶を芳村に買って来てしまった。商業出版版04（2019年1月1日）から05中盤（2019年1月16日）に掛けて、予ダン1層さまよえる館脱出時に吉田に目を付けられ、予ダンでのパイロットフィルム撮影出演を押し切られ、Dパワーズによる特訓と予ダン10層行エスコートと矢補給を受け、無事生還できたが、この時窮地を救ったザ・ファントムと思しきマスクを被った怪人が、その左手小指に装着した指輪（ンガイの指輪）から、芳村であることに気付く。
作者により、「この物語は、もしも本編でDファクターと共存する展開になった場合のIFストーリーです。（中略）あと、これはIFですからね！ その通りに本編が進むかどうかは、分かりませんからね！（←予防線）」とされた、「『Dジェネシス　ダンジョンが出来て3年』4巻 特典 期間限定 書き下ろし小説 "IF - A little midsummer memories." ちょっとした夏の日のお話」では、2019年の終わりごろから猛威を振るい始めた感染症は、日本ではほとんど広がらず、当初こそ感染者が出たものの、その情報が広まるにつれてウィルスが無毒化する謎の現象が起こり、海外からの来日感染者・患者にも同様なこととなり、2020年夏に予定通り2020年東京オリンピックが行われ、斎藤はアーチェリーで金メダルを獲得している。翌年夏、芳村が作ってしまったダンジョン内に出現するモンスター2体に対し、三好が提供したコンパウンドボウで、御劔共々初モンスター（タコの足がくっついたサメ：創造主＝ダンツクちゃん談）に複数、次モンスター（セイレーン）には両者共1本ずつの矢を命中させ討伐している。
御劔 遥（みつるぎ はるか）
ファッションモデル。身長171cmのスレンダーな長身でボーイッシュな正統派美人。ただし国際的にはファッションモデルとしては低身長と扱われるとする記述もある。20歳。斎藤と共に講習会で芳村らと出会う。同じ事務所の斎藤と仲が良く、ダンジョンでは一緒に活動していることが多い。芳村のことを有力なパトロンであるとみなしている。2018年11月18日時点でWDARL986位、なろう版では2018年12月21日時点、商業出版版では2018年12月16日時点で、WDARL681位。渋谷松濤の安い賃貸マンション住まい。
十代でグラビアモデルとしてデビューし、若者雑誌に特集記事が掲載される程度にはなったが中性的な容姿のためか人気が今一つで、ファッションモデルに転向したもののオーディションで何かが足りないと指摘されていた。オーラが足りないといわれたことを真に受けてダンジョンに希望を求めていた。斎藤がスライムに襲われた時に芳村と再会し、オーラの正体がステータスの成長による動作の最適化にあるのではないかといわれて得心が行ったところで、効率が良いステータスポイントの稼ぎ方を伝授され、ステータスを成長させる。コミック版VOL.2の代々木ダンジョン1層で、同行の斎藤が被ったスライムから芳村により救われた時、パーカーを前を閉めずに羽織っているものの、外から見えるスポーツブラトップ姿でへそ出しルックだった。根が真面目であることもあって、Dカードの世界ランキングが上がるにつれてステータスの改善を実感するとダンジョンでの鍛錬にのめりこんでいった。そのかいあって、オーディションに合格し、その流れで世界四大コレクションに出る仕事がオファーされ、スターへの切符を掴んだ。斎藤と同様に芳村にクリスマスプレゼント兼ステータス測定のお礼としてステータスの変更をされて、上がったステータスによってモデルの仕事のツアー中に予想外に外国語の会話能力が上がったことに戸惑っている。各種能力向上とWDARLアップを芳村のせいと感じ、2018年11月18日に芳村にWDARLトップランカーではないかと尋ね、否定されていない＝暗黙の肯定回答を得ている。このことについて斎藤に明かしているか否かは作中不明だが、斎藤がマスコミ相手に師匠（芳村）のことを語る際には、非常に神経質になっている。芳村に好意を寄せているらしき描写が随所にあるが、その多くは斎藤が語る形で示されている。
弓道の経験があり、ダンジョンでスライム以外相手には斎藤と共に芳村から貰ったコンパウンドボウを使用しており、世間では知られていないが、その腕前は斎藤と同等以上。商業出版版04、2019年1月1日時点で、Dパワーズが国から海外渡航自粛要請を受けていることを、知っている。意外と猪突猛進・好奇心で死ぬネコの傾向があり、斎藤から見て不安な面がある。蟹が大好物。
後にちょっとした行き違いで、芳村に押し付けられた超回復オーブ（作中別件落札価格55億4,300万円）を使用している。
作者により、「この物語は、もしも本編でDファクターと共存する展開になった場合のIFストーリーです。（中略）あと、これはIFですからね！ その通りに本編が進むかどうかは、分かりませんからね！（←予防線）」とされた、「『Dジェネシス　ダンジョンが出来て3年』4巻 特典 期間限定 書き下ろし小説 "IF - A little midsummer memories." ちょっとした夏の日のお話」では、2021年夏芳村が作ってしまったダンジョン内に出現するモンスター2体に対し、三好が提供したコンパウンドボウで、斎藤共々初モンスター（タコの足がくっついたサメ：創造主＝ダンツクちゃん談）に複数の矢を命中させ、御劔のサメ部の開いた口の中への連続して打ち込んだ数本の矢が致命傷となり、次モンスター（セイレーン）には両者共1本ずつの矢を命中させ討伐している。初モンスターがドロップした「RKTOPUS vs PTERACUDA」DVDは、御劔に進呈されることとなった。件のダンジョン進入直後、斎藤の前に割って入って、接近してくるサメ風の背びれ（ダンツクちゃんが頭の上にかぶっていた）に向かって掌底を叩きこむ芳村をスマホで撮影（動画か静止画かは不詳）して、お宝映像としている。
三代 絵里（みしろ えり）
Dパワーズの契約探索者。25歳。誠実な常識人である。2019年1月23日現在で世界ランク1564位。
バーゲストに襲われて、弟の翔太が治療のために右腕を切断されてもおかしくない重傷を負ったところを芳村に救われ、「ヒールポーション（5）」を提供され弟を治療してもらった。弟の芳村に対する非礼を詫びつつ、彼女はできる限りの謝礼をしようと芳村を探していた。活動していたパーティが身内を見捨てて逃げたせいで人間関係が悪化して半解散状態だったこともあり、芳村と再会したときに、契約探索者となることで謝礼を相殺することになった。弓矢を戦闘教義としている。六条とパーティ・マイトレーヤを結成し、活動に必要だからと数々のスキルオーブを無償譲渡され使用し、クリエイトアローができるようになっていて、意外に高い消耗品の矢費を節約できている。なろう版では鳴瀬姉に次ぐ転移体験者の一人。結構ミーハーだと、芳村から判断されている。弟を瀕死の重傷にし、自身をも死の間際に追い詰めたヘルハウンドを、目の色が違いはするが、アルスルズを借り受けたDパワーズとの契約当初から、後に小麦がウストゥーラを召喚する時にも、特に嫌悪感・恐怖感を持っている様子は無かった。
六条 小麦（ろくじょう こむぎ）
本来はFGAのディプロマとGIAのGGを取得した、GIJ（日本宝石学研究所）所属の鑑定士で、副業としてのDパワーズ契約探索者。27歳。2019年1月23日現在で世界ランク3314位。
鉱物女子と呼ばれるのが大嫌いな、筋金入りの鉱物マニア。1997年6月8日に化石マニアの父親に手を引かれていった、東京国際ミネラルフェアで500円で買った小さな水晶クラスタ（小麦命名：マグメル、マグメルはパワーストーンとする説もある）が、その道に小麦を引きずり込んだ。DパワーズからJDA経由で依頼された、ドロップ品のアクセサリに付いている作中世界で最大規模とされるベニトアイトを簡易鑑定してからダンジョンに魅了され仕事が手に付かなくなり、困ったGIJが件のアクセサリ鑑定を依頼したJDAに六条のダンジョンへの思いを叶えるよう要求し、JDAが六条をマイニングスキルオーブ使用候補筆頭とするのと合わせ、唯一六条の夢を叶えられるであろうDパワーズにJDA鳴瀬が強引なまでの交渉でDパワーズ正式初回ブートキャンプ受講者にねじ込むも、当然単回のブートキャンプでは到底能力向上が足りず、地力とステータスとスキルを身に付けるべく三代姉と共にDパワーズと契約して、新開発のシャドーピットスライム撃破式訓練で急速にランキングを上げ、数々のスキルオーブ（特に闇魔法（Ⅵ）によるヘルハウンド4頭＝ウストゥーラの召喚とマイニングが重要）を無償譲渡され使用している。素で世界最高クラスのLUCの持ち主で、前述の成り行きはその強制力とする説もある。実在の恋人（石だったり犬だったりスマホの中だったりしないの意も含む）がいるとの発言あり。なろう版§084や§093の冒頭記述によると、登場後設定が変更され、天然気味となった。三代とパーティ・マイトレーヤを結成。なろう版では鳴瀬姉に次ぐ転移体験者の一人。大卒で、大学は実家から離れていて下宿に入っていたらしいので、黒ラブラドール・レトリバー「クー」の死に立ち会えなかった。
鳴瀬 翆（なるせ みどり）
常磐医療機器研究所(TOKIWA Medical Equipment Laboratory)の所長。24歳。前述鳴瀬美晴の妹で、同じ大学の後輩である三好梓をかわいがっている。作者ツイートによると姉と同学年。前髪をサイドに流して額を出した、印象的なワンレンボブの、目鼻立ちがはっきりしたメガネ美人。気の強さは姉と同様。商業出版版04巻末人物紹介によると、鳴瀬美晴の姉と間違えられがちとしている。
同じ大学の仲間5人と医療機器系ベンチャー企業として常磐医療機器研究所を起業したものの資金繰りに悩んでいた。Dパワーズからの巨額投資という天国と、Dパワーズからの処理能力を超える仕事の山という地獄を味わっている。
中島 治臣（なかじま はるおみ）
常磐医療機器研究所のエンジニア。SMDシリーズ（本体実装のファームウェア開発は中島で、元になった全検査医療カプセルはソフトウェアも）・Dカードチェッカーのハードウェア主開発者。鳴瀬妹所長と相思相愛らしく、商業出版版では2018年12月29日の、なろう版では2019年1月23日の、三好と鳴瀬妹のコイバナで話題となっており、またなろう版では日本時間2019年2月24日のNYイベントで、健康そうな太ももを大胆に晒した女の子に手を振って挨拶する中島に、鳴瀬妹が嫉妬するシーンもある。なろう版NYイベントで「ハルオミ＝ナカジマ」と自己紹介しているので名の読みはハルオミであったが、漢字表記は後に商業出版版04巻末人物紹介で初登場。
都築 縁（つづき ゆかり）
常磐医療機器研究所の研究員。飛行機旅行マニア。
君津 伊織（きみつ いおり）
陸上自衛隊の2等陸尉。25歳。2018年9月27日芳村がWDARLトップランカーとなった時点において同18位で、自衛隊におけるダンジョンのトップエクスプローラー。2019年3月11日、仏ヴィクトール同10位、同ティエリ同13位、同クァンタン同15位の殉職により、同15位となる。チームIを率いる。非常に凛々しい女性。
商業出版版では2015年大学4年の晩夏、友人の工学系女子美保との沖縄旅行中に未発見のダンジョンに滑落し、Dカードと「磁界操作」のスキルオーブを取得した。その時に自衛隊に救助されたのをきっかけとして自衛隊に入隊する。君津も工学女子を自認し、磁界操作スキル獲得当初から工学的な試行錯誤をしつつ、磁界操作スキルを使いこなしている。日本人としては珍しくエリア13でDカードを取得したことになる。ネット版では代々木ダンジョンでカードを取得している設定だったのでエリア12だったが、書籍版での設定変更を指摘した読者の指摘を作者が受け入れて変更されたが、修正が宣言された2020年07月09日より後の、2021年3月26日発行の漫画単行本版VOL.1の少なくとも初版ではエリア12のままであったが、VOL.2では初版からエリア13に改められている。件の「沖縄の洞窟（ガマ）のダンジョン（仮称）」脱出で使った、ステンレス製サバイバルナイフをプレゼントしてくれた弟がおり、宮城に祖母がいる。サイエクスパンダー（魔法の強化装備）開発研究のため、何度か測定や実験に立ち会わされたことがあった。
堅物で、装備や覚悟が足りなそうに見える探索者を見かけると説教を始めることがある。ある種緩いサイモンは彼女を苦手にしており、手足を失った時の気丈な様子から芳村は、やたらとクールなお姉さん（年齢的には芳村の方が上）、手足がもげてるのに、他人事みたいに状況を説明してのけるのが訓練のたまものだというのなら、自衛隊って凄いんだな、と思った。サイモン曰く、説教されている側が石のように固まることからゴーゴンと揶揄されている。
なろう版では2019年1月27日代々木ダンジョン31層で、商業出版版では同19日核爆弾が起爆した横浜ダンジョンから転移した先の代々木ダンジョン31層で、チームI共々キマイラ×1＋デスマンティス×4に襲撃され（通信担当自衛官2名殉職）、右の手足が切断され重傷となるも、現れたザ・ファントムと目される男に無償供与された超回復スキルオーブで回復している。君津は自衛隊に入ってから、ポーション以外のアイテムやスキルオーブの支給を国から受けておらず、組織に対して負い目がなく、かかったコストにかこつけて慰留を促すことすら難しいので、待遇次第で退官する恐れがあると、部下の鋼1等陸曹は懸念している。
鋼 博英（はがね ひろひで）
陸上自衛隊の1等陸曹（商業出版版で初登場した2018年11月4日、ネット版で初登場した2019年1月27日時点及び以後）。36歳。2016年晩夏に沖縄で学生だった君津を救助し、自衛隊への入隊を勧めた当時は2等陸曹だった。チームIで君津を支えている。部隊において経験の浅い士官を支えて行動を提案し、実質的に部隊を掌握・指揮するベテラン下士官という役所（やくどころ）。鋼が2009年に3等陸曹に昇格したときに、同じ部隊にいた当時2等陸尉だった寺沢と知り合い意気投合して、それ以来長い付き合いになっている。
チームIの同僚である沢渡(Sawatari, 32歳 男)と海馬(Kaiba, ？歳 男)とともに、Dパワーズから防衛省が購入した「水魔法」のスキルオーブの使用者である。
寺沢 剛健（てらさわ たけかつ）
陸上自衛隊の2等陸佐。自衛隊ダンジョン攻略群首脳部の一人。商業出版化に伴う加筆で、暗躍度が増している。商業出版版2018年11月5日のDパワーズとの水スキルオーブ3個の取引時に、田中を同席させる様幕僚長（統合幕僚長と陸上幕僚長の何れかは不明）に命じられる迄田中の存在を知らなかったと独白しているが、なろう版2019年3月12日には自席の電話機で田中を呼び出す電話番号（短縮番号などとは書いていない）を押した記述がある。名は、商業出版版06巻末特集で開示。
田中（たなか）
内閣情報調査室所属。Dパワーズ関連を担当している。Dパワーズを狙った各国の諜報員をDパワーズから熨斗紙付きで引き渡されて困惑している。
斎賀 穣（さいが みのる）
日本ダンジョン協会（JDA）ダンジョン管理部ダンジョン管理課の課長で、鳴瀬美晴の上司。32歳。2019年2月15日には、九条紗香に秘書的な役割を行わせている。独身。Dパワーズの理解者であり、JDAでのキーマン。鳴瀬姉から電子メッセージすら避けて敢えて紙で上げられるDパワーズの報告書、さらに紙に残すことすら憚られるDパワーズに関する口頭報告、さらに態々JDA本部外に出てなされる口頭報告及びアイズオンリー報告（坂井主任も御殿通工株価の件＝Dパワーズ案件で行った例がある）に悩まされ（報告（書）の威力にJDA自パーティション内の自机上に倒れ伏すことも度々）、対応している。ダンジョン管理部を統括する真壁聡常務理事が海外活動で日本国内にいないことが多いこともあり、JDA内の派閥争いでダンジョン管理部部長の橘三千代とともに瑞穂常務理事の矢面に立つことが多い。商業出版化に伴う加筆で、暗躍度が増している。何しろ大っぴらにできないことが多いため、なろう版で2018年12月24日、商業出版版で2018年12月17日時点では、Dパワーズ関係は全て斎賀課長案件となっている。最初の鳴瀬姉JDA外口頭報告後、JDA本部自パーティーション内の盗聴器チェックを行わせ、盗聴器が出てきたらしく、毎日定例化し、2019年2月4日時点で累計3個発見されている。真似した人もいたのか、JDA内の情報が異界言語理解の少し前から全く得られなくなったという内閣情報調査室辺り発と思われる情報がある。がっしりとした体型だが、やや背の低い体形と併せ、会った人に四角形の印象を与える。寒い日でもざる（蕎麦）というおっさんの矜持を有するが、嗜好飲料物は甘党（酒は別）。
瑞穂 三津也（みずほ みつや）
日本ダンジョン協会（JDA）管理部・営業部・法務部を統括する常務理事。上昇志向が強く、Dパワーズから利権を奪おうと、画策する。2019年9月に予定されているJDA会長任期満了後の後任を狙っているとされる。競争相手は真壁聡常務理事と目されており、より上位のクリフォード＝タウンゼント専務理事は同月に予定されている任期満了での退任を強く決意しているので競争相手とはならない。「瑞穂常務って、総務省出身だったんですか」の問いに対して、なろう版で鳴瀬姉は（現実で2001年設立の現総務省出身でなく）態々「旧郵政省出身なので、業界に知己が多いそうです」と返しているので、郵政省時代に何処かに天下ってから後にJDAに渡って来た可能性も含む記述となっていたが、商業出版版04ではそれ類似の回答の前に「今回は、直接、総務省出身の理事宛に相談があったそうで……」とあり、郵政省に入省後省庁再編で総務省に移籍して、それからJDAに天下りしたことが明確にされている。ただし旧郵政省・現総務省上がりで情報・通信畑出身の瑞穂が、同じ総務省中でも消防畑や行政管理畑を押し退けて、畑違いともいえるJDA幹部、それもTOP4唯一の官僚枠に天下れたのは、本人の高い天下り能力と、出身母体の強力な後押しがあったであろうことを示してはいる。鳴瀬姉によると、マスコミ業界に知己が多く、旧知関係者への良い格好しいで、根に持つタイプ。ダンジョン関係の技術は属人的な面があり、仕組みが分かっていても誰でも実現できるわけではないということを理解していない節がある。芳村からは60歳程度に見える。2019年初頭の株式会社ディーパワーズ・合同会社ダンジョンパワーズ発足記者会見開催を主導しているが、なろう版では単純にマスコミに担がれているが、商業出版版ではデヴィッド及び彼が率いるアルトゥム・フォラミニスから指嗾されたマスコミに担がれたことを、同記者会見中にデヴィッドが回想する描写にされた。
サイモン＝ガーシュウィン (Simon Gershwin)
米国のDAD(ダンジョン攻略局)のトップチームのリーダー。28歳。世界ランクは3位。商業出版版巻末人物紹介によると、米陸軍デルタフォース出身の陸軍中尉。芳村がWDARLトップランカー「ザ・ファントム」であると確信し、率いるチーム内にも明かしており、確認しているのか親愛の情風に都度その超人的腕力で芳村の肩背を叩いている。ダンジョンではあるが戦闘に参加・指揮する尉官でありながら、NSAなどからかなり高度な機密開示が行われている。個人としてに加えて、米ハンドラー政権のエージェントとして、Dパワーズと巧妙な接触を続けており、その関係の強さはDパワーズに頻繁に出入りし（流石に監視部門から行動計画書の事前提出が求められるようになった）、キャシーをブートキャンプ教官として送り込むなど、田中を超え（外国を含む）政府関係者中最も高い水準にある（キャシーよりもDパワーズから開示された情報は広い）。行き違いで芳村の本気の殺意を浴びた、作中唯一の人物。
ジョシュア＝リッチ(Joshua Rich, 30歳 男, 世界ランク7位、いい所のボンボン、人一倍美食家、サイモン曰く『あれで、ちゃんと報告書は書く男』、商業出版版02でナタリーから「ジョッシュ」と略されて呼ばれたこともある)、メイソン＝ガルシア(Mason Garcia, 27歳 男, 世界ランク5位、気は優しく、面倒なことを考えるのは嫌い、エバンスダンジョン最深31層対デスマンティス戦で左腕がちぎれかけて治療中に来日、チーム来日名目はメイソンの怪我治療休暇)、ナタリー＝スチュワート(Sophia Natalie Stewart, 26歳 女, 世界ランク8位, アメリカ麻薬取締局特殊部隊出身で、12歳迄横須賀育ちのため日本語会話に堪能)らを率いる。横田基地指令（第五空軍司令官・在日米軍司令官兼任、商業出版版05では2019年1月末退任予定）マーティネス（空軍）中将によると、来日時迄にこのチームが引き起こしたトラブルは非常に多く問題児とされ、例えるにビルをテロリストから守るのにビルそのものを更地にし、それを咎めた者に「我々はただの道具ですから」とあたかも使うやつが悪いかの様に応え、付いたあだ名がジェイムズ・P・ホーガン著未来の二つの顔で制限事項なしの命令でマスドライバーで岩石を月面土木工事現場に打ち込んだAIの「HESPER」（ただし他のシーンで実際にそう呼ばれた例は無い）。
メイソンが初回Dパワーズスキルオーブオークションから競り落とした物理耐性スキルオーブを使用しているであろうことと、ナタリーが火魔法系が使えるらしいことの他は、チームサイモン所属各員が他に何のスキルオーブを使用しているかは不明。また第2回同オークションでも物理耐性スキルオーブ1つを落札している。
キャサリン＝ミッチェル (Catherine Mitchell)
愛称はキャシー。身長185cmを超える大柄な美女。本来は、チームサイモンのバックアップ要員であるが、Dパワーズのブートキャンプ教官として出向している。多少拙くも日本語で会話し教官としての指導が可能。世界ランクは48位。階級は、元はUSMC(United States Marine Corps, アメリカ海兵隊)の二等軍曹(E-6)だったが、DADへの出向で2階級上がって曹長(E-8)扱い。Dパワーズから払われる給与は年25万ドルで、O-10（大将、月2万ドル弱）級。加えてDパワーズから福利厚生（employee benefits）として、水魔法のスキルオーブ（作中の3日間3個同時初回オークション落札価格は1個当たり24億円超）を無償供与され使用している。
Dパワーズに出頭提示したレジュメ（履歴書）によると、EDUCATION（学歴）も WORK EXPERIENCE（職歴）も QUALIFICATIONS （スキル）も完璧で、DADの訓練成績も良好、芳村から見て容姿も優れる。サイモンから示された情報では、代々軍人の家系で小さい頃から階級社会を骨の髄までたたき込まれて育ち、組織に所属する際は必ず自分のポジションを決めなければ落ち着かず、へたに下手に出ると見下され、付いたあだ名が「レディ・パーフェクト」だが、本人は揶揄気味に使われるこのあだ名が大嫌いらしく、目の前で使うと後悔することになる。余程実力がないと部下として使い難い人間で、Dパワーズ出向前は、実力あるボス＝サイモンのバックアップチームに何とか収まっていた。その一方で、三代姉にも見透かされるような、世界平和を名目としたDカード獲得有無検知装置手作業量産作業に乗せられて死力を尽くすのみならず、DADマイニング使用者モーガン＝ルーカス本人を除く彼のダンジョンブートキャンプ待ちチームをも動員投入する、御し易い面もある（無論テレパシーカンニングが本国でも大問題になるだろうことは自明）。DADが希望する台数を入手できなかったSMDの初期ロットを（なのでサイモンは芳村と最初は交渉しようとしたが断られた）、キャシーはDパワーズ従業員枠で何台か確保しており、それを三好から聞いたサイモンを喜ばせた。
セオドア＝ナナセ＝タイラー (Theodore Nanase Tylor)
グルーム・レイク素粒子原子核研究機構の所長。享年47歳。素粒子物理学の専門家で、余剰次元理論を実証すべく、マイクロブラックホールの振る舞いを観測をするため、粒子加速器での粒子衝突によるマイクロブラックホール生成実験をしていた。The Ringで最初のダンジョンができた時に行方不明。ダンジョンに取り込まれ、ダンジョン側の語り部として「さまよえる館」などに現れる。
生前の経歴には、AIP(American Institute of Physics, 米国物理学協会)会員、APS(American Physical Society, アメリカ物理学会)会員、AGU(American Geophysical Union, アメリカ地球物理学連合)会員などといった物理学者らしい数多くの組織の肩書きが並んでいる。そんな中に、トレッキーだったらしく、KLI(Klingon Language Institute, クリンゴン語学会)会員という肩書もある。ジョーク好き性格だったらしく、Dパワーズが「さまよえる館」で入手した「The book of wanderers(さまよえるものたちの書)」の最終章の断片には、クリンゴン語で書かれたダンジョンができた状況に関する説明記事とタイラー博士の署名があった。
2019年3月24日に、D交流準備室に呼ばれてJR渋谷駅ハチ公前に出現したダンツクちゃんに行動の自由を与えるため、共に現れて囮になった模様で、中国のエージェントの自動車に押し込まれたところで消滅している。
ダンツクちゃん、メアリー・レノックス (Mary Lennox)？
ダンジョン側の語り部。「デミウルゴス」「ダンツクちゃん」などと命名されたダンジョンを出現させている存在の一部。タイラー博士と異なり特定の人物をダンジョンが取り込んだわけではないが、商業出版版06あとがきによると、メアリー・レノックス似なのは偶然でなく、ダンツクちゃんがメアリー・レノックスに共感を覚えてその容姿を採用したとしている。
『秘密の花園』（The Secret Garden）のメアリー・レノックスに扮した容姿で現れる。メアリーと同様に我儘で気難しく、孤独な少女であることが暗示されている。その孤独さゆえに他の人とは違ったスタンスでダンジョンのことを知ろうとしている芳村に懐いている。
なろう版では2019年1月27日に、商業出版版では同19日に、代々木ダンジョン31層でロザリオに導かれた『秘密の花園』を模した異空間で最初に登場した。2019年3月11日に芳村が『さまよえる館』に持ち込んだパソコンと、人間と対話できるBBS『だんつくちゃん質問箱』に興味をもって再登場し、パソコンを複製し、そのパソコンで外部と通信するために代々木ダンジョンで特定の周波数で外部と通信可能にした。2019年3月24日にD交流準備室に誘導されて、タイラー博士と共にJR渋谷駅ハチ公前に出現して騒動を起こしている。なろう版2019年3月19日、『だんつくちゃん質問箱』のDパワーズ側サーバーの管理者宛メッセージ「ヒトには宗教が必要？」を送信。
作者により、「この物語は、もしも本編でDファクターと共存する展開になった場合のIFストーリーです。（中略）あと、これはIFですからね！ その通りに本編が進むかどうかは、分かりませんからね！（←予防線）」とされた、「『Dジェネシス　ダンジョンが出来て3年』4巻 特典 期間限定 書き下ろし小説 "IF - A little midsummer memories." ちょっとした夏の日のお話」では、2021年夏芳村が作ってしまったダンジョン内に、サメの背びれ風のキャップを被って出現し、会話後消滅、次いでモンスター2体を出現させたらしい。
アーメッド＝ラフール＝ジェイン (Amed Rahul Jain)
インド第二の都市ムンバイを本拠とするインド屈指の大富豪で、イギリス経済界に大きな影響力を持っている。47歳。娘アーシャ思いの良い父親。妻については作中登場は無く、回復したアーシャを「出会った頃の妻によく似た顔立ちの、どこにも瑕疵のない玉のような女性」と評している程度であり、D-POWERS.COM 作品情報 キャラ紹介 アーメッド＝ラフール＝ジェイン及びアーシャ＝アーメッド＝ジェインによると、アーシャが負傷した事故で妻を失っている。2018年11月16-18日及びその前後に、商業出版版では2018年12月26-29日及びその前はプライベートジェット機で、商業出版版特典では2019年夏（8月8-10日）及びその前後に若狭湾に外洋航海用240フィート級メガヨット（外観を見た芳村による推定）Y'HA-NTHLEIを送り込んで（ヨットで来日したとは書かれていない）、何れも娘アーシャを伴って来日している。
アーシャ＝アーメッド＝ジェイン (Asha Amed Jain)
もともとは、母親似の美少女だったが、事故で重度の障害を負って不自由な少女時代を過ごすことになった薄幸の女性。19歳。左足以外の四肢には何らかの欠損があり、全体としては右半身のダメージが大きく、登場当時顔も右半分は損傷が大きくマスクをしていた。アーシャという名前に込められた希望という意味に皮肉を感じていた。父アーメッドが競り落とした超回復のスキルオーブを使用するため、アーシャにDカードを獲得させるというミッションインポシブル（完全な独力でモンスターを討伐しなければならない）を、当時その技術を密かに世界でほぼ唯一有していたであろうDパワーズに、その場で依頼し契約に至った奇跡的な幸運の結果、きれいな体と、将来の希望を取り戻し、後に芳村からプレゼントされた宝飾品はその心をも癒した。2018年11月16日Dカード獲得、超回復スキルオーブ使用直後のDカードRankは、99,728,765。これは当時最弱級者のランクと思われ、つまり当時のDカード獲得生存者数に近いと思われるが、一月半強前の2018年9月28日に運転中の自動車で、アーシャが1体だけ討伐した初回経験値0.020のスライムより経験値の高い、初回経験値0.03のゴブリン1頭を撥ね殺してDカードを獲得した芳村のRank 99,726,438とは差が少なく、この間のDカード獲得生存者数の増減の少なさが窺い知れる。カトリーナ・カイフの若い頃を彷彿とさせる容貌と芳村は評している。英会話より苦手ではあるが、日本語会話が可能で、仏会話も可能。商業出版版03及び特典女王の戴冠で2018年年末の来日Dパワーズ新本部への宿泊が追加され、辛いカレーを好み辛味に強いことが示され、同時期のコミックマーケットで同人誌を護衛群に命じて富豪買いし腐の世界に踏み込んだ。
モニカ＝クラーク (Monica Clark)
米国政府が選んだ「異界言語理解」のスキルオーブの適用者。14歳。ある種の天才で、MITに9歳で入学、14歳になるまでに最短でPh.D.を取得している。学歴相応に大人びた少女である。碑文の問い合わせを介して、鳴瀬美晴とは文通する仲になった。
吉田 陽生（よしだ はるき）
自称「ダンジョン研究家」。
物語本編冒頭2018年9月27日榎木と芳村の電話直後、芳村の乗る自動車備え付けのカーラジオと思われる音声で、チームサイモンによるエバンスダンジョン攻略ニュースの解説者として登場（コミック版では苗字だけ）。以後ネット版には登場しなくなるが、2019年2月9日石塚と氷室が検討したDパワーズを話題とする番組案に、石塚が呼ぶべきとした人物として吉田が語られた。
商業出版版では、03終章エピローグ後日譚から再登場し始め、NHK高輪（たかなわ）に企画を売り込み、中央TVプロデューサー石塚と宮内典弘（くない のりひろ 31歳 通称：ガチャダンマスター・テンコー）を紹介される。2018年12月28日、面会した石塚よりパイロットフィルム（プロモーションビデオ）を求められる。この時石塚は吉田を「元はタレントだっけかな。」と考えている。2019年1月1日、吉田・城（じょう カメラマン）と共に、予ダン1層でさまよえる館召喚をすべくスライム373体討伐を目指すも到底及ばず、Dパワーズにより他者に呼ばれない様にすべく、同時同所でのスライム群討伐による予めのさまよえる館を召喚に偶然遭遇する。この時宮内からみて、危機管理意識欠如・撤退決断能力欠如・被襲撃時に腰が抜けるなど、明らかに自称「ダンジョン研究家」として至らない様を示す。この時の撮影ビデオと同日昼に会ったことを盾に、斎藤のパイロットフィルム出演を同意を得る。05では、あとがきでTV業界人に普遍的に見られる崖に身を乗り出して下を覗き込んで落ちる様な人と例えられ、明らかにやばいラーテル一行にカメラを向けるとか、予ダン10層で夜を迎えつつあるとか、死線上にあるという自覚も全く無い。
作者により、「この物語は、もしも本編でDファクターと共存する展開になった場合のIFストーリーです。（中略）あと、これはIFですからね！ その通りに本編が進むかどうかは、分かりませんからね！（←予防線）」とされた、「『Dジェネシス　ダンジョンが出来て3年』4巻 特典 期間限定 書き下ろし小説 "IF - A little midsummer memories." ちょっとした夏の日のお話」中の2021年夏には、件の番組「吉田陽生探検隊」はスタート済みであるも、初期メンバーのテンコーやゲストの斎藤涼子がいなくなって、なだらかに視聴率を落とし、打ち切られそうになっている。城共々芳村によるダンジョン生成に予ダン1層で偶然遭遇し、出合った斎藤・御劔とそこに進入し撮影するも、業務用ビデオカムとスマホとその中の全てのビデオデーターを失う（御劔もスマホで撮影し持ち帰っているが、吉田・城には明かさなかった）。「吉田さんも城さんも探索者としては、以前のファン層レベルだよ！」と斎藤から言われている程度の戦闘力。
佐山 繁（さやま しげる）
農業・食品産業技術総合研究機構の果樹茶業研究部門の職員。31歳。Dパワーズからもたらされた「せとか」に似た柑橘の果物により、WDAライセンスを新規獲得させられた上、代々木ダンジョン21層まで柑橘果物および枝を採りに派遣させられ、続く騒動に巻き込まれる。彼がダンジョンから持ち帰った枝群と祈りが、関東一円に始まる柑橘類の実の異様なリホップと、魔結晶の消失をもたらした。
ネイサン＝アーガイル (Nathan Argyle)
WDAにあるDFA(食品管理局)の主席研究員。42歳。無限収穫できる農作物に、世界を変革させる可能性を感じている。佐山の代々木ダンジョン21層行に、農業・食品産業技術総合研究機構の予算では足りない分を資金援助して同行する権利を獲得行使した。Dパワーズの二人は、髪型以外はChristian Albrecht Jensenの描いたカール・フリードリヒ・ガウスの肖像画に、それに次いでロビン・ウィリアムズに似ているとする。日本語会話を少し理解可能。なろう版の旧名はミッチェル＝アーガイル。キャシーの苗字と同じだということに、2回登場後作者が気付き、キャシーは女性だから、最後にeが付くんだよ！と強弁しようとしたが、苗字だったために頓挫し、やむなく改名の儀とあいなった、となろう版「之 貫紀さんのマイページ 活動報告 ミスターアーガイル改名」に投稿されている。
シルクリー＝サブウェイ (Silkly Subway)
WDAにあるDFA(食品管理局)の研究員。27歳。愛称「シルキー」。専門は分子生物学。ネイサン付きアシスタント。ネイサンの代々木ダンジョン21層行に随行。背の高い女性。日本語会話を理解可能で日本語ニュース番組の録画を同時英通訳できる。普段はおとなしい。彼女の日々の努力によりDFAは、ネイサンによるDパワーズとの間のNDA違反での、賠償破産を免れている。モノトーンの服を好んで纏う。
デヴィッド＝ジャン・ピエール＝ガルシア (David Jean Pierre García)
ダンジョンを信奉するキリスト教系カルト教団「アルトゥム・フォラミニス(正式名:アルトゥム・フォラミス・サクリ・エッセ, 深穴教団)」を運営する元詐欺師。カルト教団を介して政治権力と富を得ることに腐心している。なろう版2019年2月27日に、「あのワイズマンって女は、お高くとまっていてな。そういった（スキルオーブなどの）直接取引はすべて拒否。一度も引き受けてないのさ」「相手が日本の天皇でも、USの大統領でもダメだという事だ」とデヴィッドは語っているが、実はUSハンドラー大統領がサイモンに命じて措いた、横田基地で組み立て中のガスタービン発電設備一棟と初回分燃料の代々木ダンジョン32層セーフエリアへの搬入の、希少ワイン群を報酬としたDパワーズとの口頭契約に、先立つ同月10日に同ダンジョン18層で成功していたことや、同月15日にDパワーズ本部に派遣された在日本米国大使ハガティにより、契約書への正式署名手続きと報酬の先渡しが行われたことまでは、把握していなかった。「超回復」のスキルオーブに関する奇跡の噂からDパワーズの存在を知り、Dパワーズを調査するうちにダンジョンの深淵に触れて魅せられて、ダンジョンの裏側にいるものが神に連なるものとして狂信者的な動きを見せていたが、ブーランジェ中佐の手の者による監禁中の2019年3月25日14時に、ダンジョン系の何かが目前であり、30分後にブーランジェ中佐の部下がその部屋を訪れた時には、彼は人が違ったかの様ににこやかで協力的になっていた。
米ダンジョン省初代長官ディヴィッド・P・ハサウェイはカーティス＝ピーター＝ハサウェイへ改名し（カクヨム版及び副読本では未改名で、なろう版2019年2月1日に一箇所修正漏れ）、NYイベント責任者デイビッド＝マクナマラはディーン＝マクナマラに改名した。
サラ＝イザベラ＝マグダレーナ (Sara Isabella Magdalena)
「ナイトメア」のスキルを持つデヴィッドに雇われている工作員。少し妖艶なだけのプレイガールに過ぎない女性だったが、このスキルを得てファム・ファタールと称されるまでになったが、その過程でデヴィッド配下として取り込まれた。デヴィッドに取り込まれた時期は、2018年2-3月頃（2019年2月末時に「まだ1年ほどしか付き合っていないが」との記述がある）。
デヴィッドの指示により芳村と接触し、デヴィッドが仏DGSE(対外治安総局)から借りたラ・フォンテーヌ201号室から、芳村の夢に介入してザ・ファントムの情報を得んとしたが、夢内のDパワーズの無敵ぶりに余り上手く行かなかった。後デヴィッドと仲違いし、アルトゥム・フォラミニスが拠点とするDパワーズ本部の斜め向かいの家内の一室に監禁され、芳村の夢に介入して助けを求めたものの、Dパワーズは別室内で拘束されたマリアンヌを先に発見救助してしまい、イザベラは未発見のまま探索救助作業が打ち切られ放置されてしまった。後なろう版2019年3月24日では、デヴィッドがDパワーズに『マリアンヌやイザベラも世話になっているのか？ 』と語っているので、デヴィッド支配下及びDパワーズ本部の斜め向かいの家からは脱している模様。
マリアンヌ＝テレーズ＝マルタン (Marianne Thérèse Martin)
ダンジョンを信奉するキリスト教系カルト教団「アルトゥム・フォラミニス」の聖女。「リジューのテレーズ」を元ネタとして祀り上げられている。ダンジョンで癒しのスキルを得たとされ、「マ・サンタ（聖なる手）」と呼ばれていた。その癒しのスキルに目を付けたデヴィッドに身売りされ利用されている。つややかな長く黒い髪に、ブルーグレーの瞳をしたとても整った顔立ちのスペイン系少女。
2019年3月21日に、教団に監禁されていたところを、夢を通して救助を求めたイザベラと人違いされてDパワーズがグラスで捕獲した。FRDAを介してフランスのCOS(フランス軍特殊作戦司令部)から捜索願が出されていたことから、事情を知った鳴瀬美晴が身柄を保護し、翌日までにはブーランジェ中佐による面通しを行った。
ヴィクトール (Victor)
フランス軍のCOS(特殊作戦司令部)直轄のダンジョン攻略部隊に所属するトップチームのリーダー。世界ランクは10位。ティエリ(Thierry, ？歳 男, 世界ランク13位)とクァンタン(Quentin, ？歳 男, 世界ランク15位)らを率いる。
2019年3月11日、代々木ダンジョン10層でDパワーズを追跡中に「さまよえる館」に遭遇突入して、そこのモンスターに襲撃されてチーム全員殉職したが、アペンディックス 1碑文＝Dファクターからエネルギーを取り出す方法を後に残した。なろう版2019年3月11日に『連中、スピードを上げたみたいだぞ。このままじゃ、感応レンジから出ちまうぜ』と、ヴィクトールらしき者にティエリ乃至クァンタンが語っていて、後に『しかし、連中は完全にレンジ外だ。どこかで道を外れられたらどうしようもないぞ』とクァンタンが語っているので、クァンタンが生命探知などの感知系スキルを所持していると思われる。
アルテュール＝ブーランジェ (Arthur Boulanger)
フランスのCOS(特殊作戦司令部)に作られたダンジョン攻略組織CDコマンデ・ドンジョンのリュトゥノーコロネル(Lieutenant colonel≒中佐)。日本でのダンジョン活動プロジェクトの責任者。
アルトゥム・フォラミニスの要請で行った作戦においてヴィクトールらのフランスのトップチームを失った後始末をしている。アルトゥム・フォラミニスを追及するとともに、さまよえる館にいた人物の特定をしようとしている。ハイ・ライフ (2018年の映画)を知らなかった。
アルバート＝ハンドラー
アメリカ合衆国大統領。共和党員。2018年11月9日に到着したサイモンチームへの、第5空軍司令官・在日米軍司令官・横田基地指令を兼任するマーティネス中将の苦悩の中に、ダンジョン攻略部隊が大統領直属であることと氏名不明な「大統領」として存在が示され、日本時間2018年12月25日0時に公開開始されたヒブンリークスの報告を受けた、楕円形の部屋で行方不明になった後発見された船の木材から作られたデスクに座る、世界一の大国を率いている（氏名不明の）その男として作中初登場している。芳村の回顧によると、2015年のダンジョン発生時（現実ではバラク・オバマ政権期）も大統領であった。大統領当選前に1ドルでやるぜーと言っていたらしいそれなりの富豪で、手持ちの希少ワインを連邦政府に提供し、それを三好への報酬に使って、ガスタービン発電機付きコンテナハウスを代々木ダンジョン32層へ運搬させる業務契約と契約実行に成功している。合衆国が加速器実験でザ・リング発生に始まるダンジョン発生の引き金を引いたと、世界から糾弾される様な事態が、せめて自分の大統領任期中に起きないことを願う内省的な面があるなど、同時期の現実の米国大統領では報道されたことの無い描写の人物ではあるが、探索者などを例外として不法移民にはとても厳しい政策を採り、内輪ではあるが国連を「あの機関は、金ばかり要求してひとつもUSのためにならん。あんな特定国家の思想に汚染されたような組織」と断じ、（井部総理が思うに、恐らくは日本の核武装許容をも含め）自国の防衛は自国でを基本姿勢とするなど、強硬派の片鱗は示している。商業出版版06ではダルトン補佐官に誘導されたとは云え、横浜ダンジョンでの原子爆弾使用具申にGOを出し、自ら井部首相にその断り・説得の電話を入れている。
ジャン＝R＝ダルトン
米国家安全保障問題担当大統領補佐官。商業出版版06で、ダンジョン内での核爆弾爆発の影響調査のため、またダンジョン内への核廃棄物投棄の可能性を探るため、横浜ダンジョンスタンピード危機対応を議題とするNSC＝アメリカ合衆国国家安全保障会議でハンドラー米大統領を誘導、核爆弾使用準備・条件付使用命令を発出させ、核爆弾の調達・搬入・現場工作員などの具体的手配を行った
ジョン＝スミス
商業出版版06に登場。自称ファルコンインダストリー社の職員。ダルトンの命により、米国防総省が核兵器や核物質の輸送を唯一認めている第62空輸航空団が横田を経てヘリで空輸してきた、W54と思しき超小型原爆を横浜ダンジョン2層中央に、スライム対策の外殻を纏わせて搬入設置。公表起爆予定時刻18時15分に対し、自身の判断で1～2分程早く時限起爆させた。起爆時、出入口脇に設置されたシェルターコンテナ内にいたジョン＝スミスらには、音も振動も何一つ感じられず、起爆予定時刻10分後シェルターから出て持ち出した放射線測定器にも放射線は検出されなかった。
榎木 義武
Dパワーズの二人（特に芳村）から最も嫌われている作中人物。芳村・三好が北谷マテリアルに所属していた時の上司で課長。納期管理能力・危機管理能力・研究開発管理能力・コンプライアンス意識に欠き、責任転嫁に長け、パワハラ体質で、両名が辞職する主因であり、結果的にDパワーズ、ザ・ファントム、ワイズマン、ジ・インタープリター等を生み出し、代々木ダンジョで携帯端末通信可能化や、ほぼ全日本人へのDカード強制配布に至る道筋を作った。2019年初頭の株式会社・合同会社ダンジョンパワーズ発足記者会見後の三好に電話して、ダンジョン系素材の鑑定を依頼するなど、自分の行ってきたこと・自身の性格に対し自覚が無い。
後に真超ダンジョン社との共同研究対象である屈折率7.9の液体について、メール（一応はDパワーズの公開鍵暗号で暗号化はしている）でDパワーズに問い合わせ（真超ダンジョン社との間のNDA違反）、Dパワーズ側が手持ちのアイボールの水晶体が固化した物を、三好の鑑定で0.37％の塩化ナトリウム水溶液に触れると液化して純水に溶けることを知り、実験で確認した上で、発明者：三好と芳村・出願人：（株）Dパワーズで、アイボール水晶体限定で特許出願・公開されてしまう原因を作った。部下の保坂が芳村に貰ったメール情報と公開特許公報から、保坂・難波らが自分たちの素材で同様な高屈折率液体を発見し、モンスター名を限定して特許を申請するも、前例類似で却下されたか否かは作中不明。
副読本WEB版第7章北谷マテリアルで「新興とはいえ、設立以来ずっと赤字の部署を切り盛りさせられた榎木も、被害者と言えば被害者なのだ。 」と作者は庇っている。
井部 シンゾー
日本国内閣総理大臣、党名不詳与党の党首らしく商業出版版では「総裁」という用語は使われていないが、なろう版では2018年に総裁選に勝って3期目に入ったとしている。作中本文では「井部総理」などと略して記述されているが、商業出版版のSECTION題でその執務の場が「内閣総理大臣官邸」と記述されている。商業出版版06では、ハンドラー米大統領から「シンゾー」と呼ばれている。商業出版版では2018年11月27日に村北内閣情報官と野河防衛省統合幕僚長から日本国が異界言語理解スキルオーブ購入権利を放棄した経緯の報告を受けるシーンで、なろう版では2019年2月5日に村北内閣情報官から葉山参議院議員が斎賀にダンジョンブートキャンプの席を日本のために用意する様要求した件とその苦情の報告を受けるシーンで、初登場した。作中内閣総理大臣の交代・再選・内閣改造の記述は無いが、2019年7月には参議院議員通常選挙が予定されており、本人は選挙対象ではなくても、与党の長としてそれに対処しなければならない立場。親の地盤を引き継いだと言ってみれば世襲議員でもあるが、SMD市販開始直後ネットで流れた国会議員らのステータスを一覧にしたウェブサイト及び怪文書では、一般から見れば少しだけ高めのほぼ平均的なステータスとされていた。なろう版では英会話が可能で、在日本米国大使ハガティと英語で会話し、商業出版版06では「神戸製鋼社員だった時代にニューヨーク勤務だった関係で、井部は英語がそれなりに堪能だ。」とされている。商業出版版06では、祖父（現実では岸信介作とされる）が『名にかへて このみいくさの 正しさを 来世までも 語り残さむ』という句を残したとしている。少なくともなろう版では、「Dジェネの総理登場回は、その日の首相動静に準じています」とされている。
葉山
ダンジョンブートキャンプの席を日本のために用意していただきたい、とDパワーズにメールで申し込むも無視され、2019年2月4日斎賀に文句を言い捲るも断わられた、競技スポーツ系文教族で、2019年7月改選予定の現4期目参議院議員。同日斎賀は「文科省畑出身の参議院銀らしい」と鳴瀬姉に語っており、「参議院議員」の発声ミスと思われる。同日JDAからダンジョン庁に苦情が入っていると報告を受けた井部総理には「あの、オッサンは……」呼ばわりされた。中国の工作員とも犯罪結社とも目される者達のハニートラップ要員欣妍（シンイェン）に篭絡されており、彼らが作った代々木ブートキャンプの名目上の幹部に納まって、2019年2月7頃より陸連等各種競技団体に対する勧誘営業を行い、大量の代々木ブートキャンプ参加者とそれに伴う費用を獲得している。Dパワーズのダンジョンブートキャンプのような効果は得られず、陸連内で問題になっており、サイモンからも『民間人を装って、新しくできた代々木ブートキャンプにも試しに人を送り込んでみたんだが――ありゃ詐欺だな。自分たちで再現してみたブートキャンプと同じで、効果はまるで感じられなかった』と断じられている。
氷室 隆次
中央TVの番組製作下請け会社メディア24のディレクター。なろう版では、大学の友人で視聴率さえ取れれば捏造でもなんでもするスタンスの中央TV制作局のプロデューサーが単純にDパワーズ取材依頼をし、ビデオカメラマンと共に氷室が三好に突撃取材をしただけだったのが、商業出版版ではアルトゥム・フォラミニスと思しき所から依頼を受けたらしい中央TV局長から、事実上命じられた中央TV制作局プロデューサー石塚誠が、港区の番組制作会社メディア24のディレクター氷室に単独で斎藤とDパワーズを盗撮取材させる形に、陰謀度が増す描写となっている。商業出版版では、AD時代にはどこでも突撃する『火の玉リョージ』として名前を馳せていたとしている。Dパワーズを取材しようとして三好に突撃取材を敢行した結果、アルスルズに捕獲され、意識不明の不審な行き倒れとして、なろう版では三好が呼んだ救急車でビデオカメラマンと共に救急搬送されただけだが、商業出版版03では、Dパワーズ新本部に向かう斎藤（と御劔）を単独で盗撮追跡して、Dパワーズ新本部敷地に侵入、アルスルズに捕獲され、三好に身包み剥され調査拷問を受け、三好に呼ばれた田中により中野の警察病院に搬入され、そこで詳細不詳の当局らしき者に尋問といってもかまわないくらい厳しい取調べを受けた後開放されるが、その途中で三好から更に脅迫を受けている。その後なろう版では、三好からの依頼で、株式会社ディーパワーズのダンジョン関係のベンチャーキャピタル向けの投資事業に関する非公式発表を単独インタビューの形式で取材している。
折原 志緒里 (おりはら しおり)
商業出版版では三好梓の大学時代の友人。綽名は『しーやん』。コスプレ専用の服飾工房を立ち上げようとしていて、その資金を捻出するために三好から芳村の「ザ・ファントム」の衣装製作を受注した。すらりと背の高いスタイルのいい女性。佐彩雅(たすく さえ)とコミケ2018冬(c95)に参加していた。
召喚されたヘルハウンド達
「闇魔法(Ⅵ)」のスキルにより召喚されたヘルハウンド達。召喚者のINTのステータスの4分の1の数を最大召喚できる。保健所には、「犬種:ヘルハウンド、特徴:金色の目をした黒犬」として登録され鑑札を受けている立派な犬である。主食は魔結晶であるが、嗜好品として人間が食するものであれば何でも食する。モンスターであるヘルハウンドと同じく闇魔法を行使する。基本は、モンスターであるヘルハウンドと同じく黒い大型の狼であるが、召喚時のイメージによって風体が異なる。アヌビスによる説明では、召喚された獣であるため、万が一死亡しても召喚者が無事であれば再召喚できる。三好がカヴァスから聞き取った内容によると、主の（多分）MP増加に連動してステータスが増え、魔結晶の摂取によりステータスとスキルが増え、戦闘経験によっても成長するかも、となっている。商業出版版06でマーティネス（米空軍）中将の語った『モンスターのダンジョン外飼育は、ほとんどがうまくいっていない』の数少ない例外。
アルスルズ (Arthur's)
三好梓が召喚した体高が150cmもある狼といった風体のカヴァス、アイスレム、グレイシック、ドゥルトウィンの4頭と、他に小型犬サイズのグラスとグレイサットの2頭がいる。アルスルズの語源は、アーサー王の飼い犬。
アルスルズにより、DパワーズやDパワーズの事務所に侵入襲撃しようとして拿捕された各国諜報員（＋マスコミ＆パパラッチ）の数は相当数に上り、Dパワーズをアンタッチャブルな存在にしている原動力の一つである。芳村の実力と、三好と芳村との関係を理解していて、芳村の命令にもそれなりに応じるが、嫌な時は三好を盾にする。
ヘルハウンド同士であればシャドウ・ピットの応用でどこにいても互いに入れ替われる特技を持っている。アヌビスによればハイディングシャドーの応用技とのこと。1グラム程度の装身具であれば身に着けたまま入れ替われる。そのことを利用して、ダンジョン内にいる三好梓とDパワーズの事務所にいる鳴瀬美晴が緊急時にマイクロSDカードを受け渡したり、ブートキャンプでステータスを変更するタイミングを伝えたりしている。アルスルズのシャドウピットで移動するスキルは、それに入った空間Aと、シャドウピット内の空間Bを、繋ぐ通路のような物で、無関係の空間Cにシャドウピット内から出ることはできず、又階層間は違う空間とみなされているらしく階層を越えられない。八幡の事務所と入れ替わるあれは、アヌビスによればハイディングシャドーの応用技らしい。
アルスルズには短い時間の単位に関する概念が無いため、代わりにタイマーがチンとなったらだの、時計の針がここへ来たらだのといった指示をしている。アルスルズは召喚後の魔結晶群摂取と、召喚主（三好）のMPステータスアップで、素のヘルハウンドより強化され続けており、2018年12月11日代々木ダンジョン18層では、ヘルハウンドに倍する経験値のはずのゲノーモス群を普通にかみ殺していた（ただしゲノーモスが多過ぎたので、減らしただけに留まる）。ステータス相応の運動能力の三好を乗せ、シャドウバインドのアレンジで落っこちないようにし、ケンタウロスの様な形態にして、高速移動が可能。芳村が自分も乗れないかとドゥルトウィンを見たら、露骨に目をそらされて芳村の影の中へ潜って逃げられたことがある。
ウストゥーラ (أسطورة)
六条小麦が召喚したアヌビス、ガルム、ライラプス、クー（小麦の父が英国人の友人から黒いラブラドール・レトリバーの子犬を分けて貰った時の、「犬」を現すゲール語の一般名詞「クー」に由来。件の子犬に「クー」と命名した時は「クー」を個体名と勘違いしていた）。アヌビスはカヴァスと同じ大きさだがカニド・ハイブリッドみたいなシルエットで少し細面の真っ黒な犬で、プライドが高く人語を話す。ガルムは胸元に少し赤黒い毛が生えている大型の犬。クーは六条小麦が以前飼っていた件の黒ラブ「クー」の成長後の外観にそっくりで、規模もジャーマンシェパードと同級の普通の大型犬水準。ウストゥーラの語源は、アラビア語で伝説。マイトレーヤの日常防衛に就いており、アルスルズと同様にいろんな場所で行き倒れになっている外国人達を発生させているが、それをマイトレーヤは知らない。
ロザリオ
なろう版では2019年1月4日、商業出版版では同1日、芳村が二回目のさまよえる館で物理的作業ができないのに窓を拭こうとし続けていたメイドのゴーストの代わりに窓の外面を拭き、勝手口から侵入し玄関ホールを目指して進む間に落ちていた地球っぽいメダイ付きのロザリオを拾う。侵入した玄関ホールで、Theodore N. Tylor サイン付き The Book of Wanderers のページらしき碑文を、回収直後始まったゴースト群アイボール群の襲撃中、埃だらけの床に次々描かれる矢印に導かれて入った部屋で、出会った青白い影＝たぶん件のメイドの指し示す先ほど拭いた窓が三好の手で開けられ（正面玄関や他の窓は全て破壊したり開く事はできなかった）、礼にゴーストの首にロザリオをかけ脱出した。翌日になりタイムアウトでさまよえる館が消滅し、残されたのが見たことのある1本のロザリオだったが、何も無かった本来クルシフィクスがあるはずの場所には、涙滴型をした15mm位の透明感のある淡い水色の宝石＝作中では史上最大規模のベニトアイトが付いていて、後にその簡易鑑定をしてダンジョンに魅了されたのが六条。
なろう版では2019年1月27日に潜った、商業出版版では同19日に横浜ダンジョンから転移してきた芳村が、代々木ダンジョン31層のキメイエスを撃破して得た、小さな壺のような形をしたアイテムを三好が鑑定すると、「魂の器 the Soul Vessel：魂を入れよ、さすれば扉は開かれん。」と出た。伊織がザ･ファントム（＝芳村）より与えられた32層への鍵を使用して32層への扉が開いたため、31層神殿各室はボス部屋群となり、その一室でDパワーズは、ヴィルレッサー3体とスーサイドリーフテイル群を撃破、ドロップアイテムと宝箱内のランク5ヒールポーションを回収して開くようになった扉から退室、塔の後ろ側で張ったテント内で食後、芳村が魂の器にベニトアイト付ロザリオを入れてコマツグミ＝アメリカンロビンが1羽生まれた。テントから出してもらって、蔦に覆われた城壁に隠されたドアに案内した直後、芳村により「ロザリオ」と命名、当鳥も気に入ったらしい。
誕生直後の秘密の花園への案内（この時はアルスルズすらついて来られなかったが、1層への転送にはロザリオと共にアルスルズもついて来ていて、ロザリオは案内後吉村に付いて来てDパワーズ事務所に居つく）、第三回さまよえる館内案内、代々木ダンジョン33層へのチームI案内などでも示された、キメイエス由来の高度な探索能力を有する（第二回さまよえる館行中の床の矢印はキメイエスとは関係ない）。召喚ヘルハウンドとの意思疎通能力を有し、人話・文字を理解し、キーボード付き端末で高度な意思表示や召喚ヘルハウンドの意思代書が、ローマ字ひらがな変換で可能。作者により、「この物語は、もしも本編でDファクターと共存する展開になった場合のIFストーリーです。（中略）あと、これはIFですからね！ その通りに本編が進むかどうかは、分かりませんからね！（←予防線）」とされた、2021年夏時の「『Dジェネシス　ダンジョンが出来て3年』4巻 特典 期間限定 書き下ろし小説 "IF - A little midsummer memories." ちょっとした夏の日のお話」中では、ラテン文字（半角大文字）・漢字・ひらがな・カタカナ（全角）交じりの文を芳村の携帯電話に送信している。無論もっと原始的な、頭を突付く（＝不同意）トリルを奏でる（＝同意）などによる意思表示も行う。通常はDパワーズ事務所内一階に常駐し（天井の隅に固定された板の上が定位置）、探索や道案内が必要なときにダンジョンに連れ出される。サボテンすら腐らせたことがあると豪語し、故に召喚ヘルハウンドを含むペットが飼えないとする芳村に懐いており、大きさより魔結晶等を食することが無く、菓子屑・芳村の手料理などで満足している模様なので、どうにか維持できている。一羽きりなので、複数飼いの召喚ヘルハウンド達のように、嫉妬や拗ねない様公平に扱う必要が無いのも、芳村向き。商業出版版06でマーティネス（米空軍）中将の語った「モンスターのダンジョン外飼育は、ほとんどがうまくいっていない」の数少ない例外。

## 用語
ダンジョン
複数の層で区切られた空間で構成されるモンスターが発生する空間の総称。各層間では通常無線通信ができない。(2019年3月11日23時30分頃以降の代々木ダンジョンは例外。また、層間を越えて目視が可能で音が伝わる描写がある。)
ダンジョンは、発生時にDファクターの針が地上に打ち込まれることで、ダンジョン震と呼ばれる局地的な地震を伴って発生する。最初に打ち込まれたDファクターの針による竪穴がダンジョンとして最初に具現化し、時間がたつにつれて各階層に空間が分化していき、特定の内部構造を持つところまで成長するらしく、なろう版2019年3月25日（ただし米インディアナ州の話なので、1日弱の誤差があり得る）、商業出版版05終章エピローグ（米国時間2019年1月17日頃）の、米インディアナ州ゲーリー市街地メソジスト教会廃墟にダンジョンが生成する過程をダンジョン研究家達が観察分析しているシーンでもその様に描写・解釈されている。最深部の主ともいえるモンスターを討伐し、討伐者一行がダンジョンから出ると、消滅震と呼ばれる局地的な地震が発生した後、ダンジョンが消滅する。ダンジョンの出現だけなら、人間の社会にとって、危険な肉食獣が潜むタイガや熱帯雨林のような場所がわずかに増えただけに過ぎなかっただろうが、真に世界を震撼させたのは、そこから得られた三つのアイテム――カードとポーションとスキルオーブだった、と登場初期の芳村は考えていた。
ダンジョンが実際に占有している空間は直径数メートルから十数メートルの円柱状をしている。入り口は円柱の直上の穴1か所のみである。ただし、既存の（地下空間・地上）構造物がダンジョン化した場合は、それに当て嵌まらない。円柱の直上の地上部分の一定範囲もダンジョンの影響下にあり、モンスターが発生することがある。円柱の深さをダンジョン深度という。日本国内にあるダンジョンについては、ダンジョン震の計測から、おおよそのダンジョン深度が推測されている。例えば代々木ダンジョンのダンジョン深度は280メートルである。ダンジョンの内外は完全に隔離されており、ダンジョンができた時に存在している入り口以外の場所から内部に侵入できた例はなく、逆にダンジョン内部から外部への脱出口を作れた例もない（強いて謂えば、「『Dジェネシス　ダンジョンが出来て3年』4巻 特典 期間限定 書き下ろし小説 "IF - A little midsummer memories." ちょっとした夏の日のお話」中で、芳村は代々木ダンジョン内から繋がるダンジョンを作り出していて、そのダンジョン震・消滅震はJDAの知るところとなっている）。呼吸・燃焼・内燃機関（ガスタービン含む）・燃料電池などで内部の酸素などを消費し排ガスを出しても、何処からともなく補充・調整されているのか、概ねダンジョン外と同空気組成が維持されており、探索者が酸素濃度計などを装備し気にかける描写はない。
ダンジョンの内部の空間は階層によって異なる。一階層当たりの広さは半径数メートルから半径数キロメートルにもおよぶものもあり、高さも数十センチメートルから山岳階層の数百メートルに及ぶものもあり、ダンジョンが実際に占有している空間の大きさとは無関係な別の空間となっている。オープン空間のフロア・ダンジョンでは行き止まりの壁が無く、端まで行くと別の場所の端に出るので、空間的に閉じており、ドローンなどを上空に飛ばしてもある一定の高さより上には上がれず、何かにぶつかったわけではなく、空気の薄さなどによるドローンなどの能力不足でもなく、ただ上昇しているにも関わらず高度が変わらなくなる。
ダンジョンの階層の数から、20階層までの浅深度、80階層までの中深度、それ以上の深深度の三つに分類している。これらは攻略済みで消滅してしまったダンジョンを除けば、各ダンジョンの具体的な最深の階層数は確認できておらず（全3層と判明しているにも拘らず、態と攻略していないオレシェクダンジョンのような例もある）、ダンジョン深度で大まかに推測して分類しているに過ぎない。階層が分かりやすいダンジョンでも代々木の33階層が最高到達階層であり、それ以上深い階層については何階層あるかについてさえ未知である。ましてや、横浜ダンジョンなどの階層が分かりにくい特殊な構造のダンジョンについては現在到達している階層が実際には何階層なのかもわからないものが存在している。ダンジョンで見つかった碑文によると、異界は魔素に満たされた世界で、ダンジョンで繋がった先に魔素が無いことを想定して、モンスターの形を取った魔素をダンジョンの中から送り出して、ダンジョンの設置された世界に魔素を満たす仕掛けであり、128階層を超えるダンジョンは、異界からダンジョンの設置された世界＝地球に繋がる通路となるとされている。作中の芳村と三好の考察によると、各階層の環境のディテールについては、最初にそこに至った者によるイメージが影響をしており、詳細な部分は必要になった時に必要になった人のイメージで確定している可能性がある。例えば、代々木ダンジョン21層の未到達エリアについては、先行した三代がイメージする「ビアンキ動物記の水の新聞に出てきそうなスコットランドやロシアの丘や湖みたいな綺麗な湖の畔にある丘っぽい場所」というイメージが具現化した結果ではないかと推測している。
2015年（商業出版版では初夏）に最初のダンジョンであるThe Ringが発生してから、24時間ほどで世界各地に発生したダンジョンを一次ダンジョンという。その後各エリアに年に数個ずつ追加されていくものを二次ダンジョンという。一次ダンジョンは、北緯35 - 40度あたりを中心に散らばっていて、人口過疎地域を避けるようにエリアIDが増えていくほど両極方向へ広がっている。結果太平洋側から見て、日本列島（南西諸島を含む）の影となっているアジア大陸東端地域にはダンジョンが少ない。作者によると、この理由には未公開の設定があるとのこと。二次ダンジョンは、巨大な一次ダンジョンの側か、貧困な人口密集地域に多い。
世界全体で80個ほどのダンジョンが確認されている。日本国内では、浅深度のものが5つ、それ以上のものが4つ確認されており、浅深度のものが2つすでに攻略済みになっている。それら以外に新国立競技場青山門付近に深深度のダンジョンと推測されるダンジョン深度のダンジョンのダンジョン震が観測されているが短時間で消滅したため詳細は不明である。日本のダンジョン数はエリア数（3エリア弱で実質2エリアほど、領土面積を勘案するともっと狭い）から見ると異常な多さで、副読本によるとこれにはいまだ明かされていない設定があるとされている。
得てして強力な、ボスを倒さないと部屋から出られないボス部屋の存在は例外として、一般に罠は無いとされるが、そのボスが途方も無く強力で、隠された魔法陣により強制的にそのボスの前に送り込まれたケースはある。また、優れた迷彩能力を持ったモンスターや、ジグモやトタテグモの様に外部が土の扉を作って隠れるモンスターもいる。
2019年3月25日9時前に、少なくとも日本の全ダンジョンでモンスターが姿を隠す現象が生じた。併せて日本中の魔結晶が消失する現象も生じている。その後暫くして少なくとも代々木ダンジョンでは、再びモンスターは出現する様になり、それまでより多くのスキルオーブがドロップする様になった。2019年3月24日11時頃の渋谷へのタイラー博士及びダンツクちゃん出現の影響かと、JDA内では疑われている。
Dパワーズ
なろう版では、パーティ・ダンジョンパワーズと、株式会社ディーパワーズを、その時の立場によって使い分けている。ダンジョン産宝石の原石・ルース及び金属インゴットも販売する模様だが、それをパーティで行うか会社で行うかは不明。後のD化種子卸業は会社で行っているとは明言されていない。
パーティ・ダンジョンパワーズ(略称 Dパワーズ)
2018年9月27日にDカードとメイキングスキルを得てWDARLトップランカーとなり、翌28日午前中いっぱい榎木課長から吊るし上げを受け退社に傾き始めた芳村が、入社直後のチューター時から懐いている三好と社外のイタリアンレストランで昼食を共にし、WDARLトップランカーであることと退社方針を開示した。商業出版版01あとがきによると、この時三好は「この人、エージェントがいないと、とんでもないことになるんじゃ、と心配してそれ（エージェント）に立候補した」としている。以後三好は、この時の芳村が希望した「有名になりたくない」を叶えてエージェントとなるべく、調査検討を開始する。同10月5日に芳村は自殺騒動で鳴瀬姉と面識を得、保管庫スキルオーブを獲得使用し、同7～8日間に保管庫で水魔法スキルオーブを寿命23時間56分4秒（地球の対宇宙自転時間）を越えて保管が可能であることを確認した。又同5日～同7日にかけて、三好はJDA本部で商業ライセンス取得講習会を受講して、ダンジョン内で得たアイテム（スキルオーブ等）を一般に販売する際に必要となる商業ライセンスを取得した。同26日には芳村は退職済みであり、三好も退職届が通ったらしく、三好のその間の調査検討の結果、気が引けるので税金を極小化できるであろうタックス・ヘイヴンの利用は止めて、税制上からダンジョンパーティ制度を利用することとし、鳴瀬姉にも便宜を図って貰った上、両名で30万円ずつ出資し法定費用や実印作成費用に充て、多分翌27日明け方に電子的通信手段で（多分JDAに）、三好をダンジョンパーティリーダーとし、両名をメンバーとし、三好居住マンションを本部として、三好によりダンジョンパーティ「ダンジョンパワーズ」設立届けが送信された。パーティ名決定は結構悩み抜いた末、ワインでべろんべろんに酔っ払った勢いで決定していて、送信はその直後。ただし設立当初の実態は、芳村居住アパートのダイニングエリアに三好が常駐し本部と化していた。コミック版によると、芳村居住アパートは畳敷きで、登場した物語本編冒頭の2018年9月27日からコタツにコタツ布団が装備されている（他版でも、コタツ自体は年中ベッドの横に置いてあるとされている）。JDA本部関係の女子社員達などからは「お騒がせパーティ」とも呼ばれる。探索者としての行動単位であるとともに、私的な資金管理団体でもあり、本来が前述の通り芳村・三好がスキルオーブ販売・オークション利益プールをせんが為の組織である。スキルオーブのオークションは、三好の商業ライセンスでパーティとして行っている。三好による御殿通工株仕手戦に投じられた800億（単位不詳）も、ここから拠出された。ポーションをオークションした描写は無い。スキルオーブ有料預かり業も会社設立前から行っており、会社設立後も含めJDA・DAD・JDAG（或いはその上位組織）などが顧客として登場している。特殊重量物輸送も請け負うことがあり、アメリカ合衆国連邦政府#行政府が顧客として登場している（報酬は希少ワインボトル群）。ダンジョン探査エスコートサービスも、アーシャ（Dカード取得目的、報酬はアーシャとの食事会権）、佐山・ネイサン・シルクリー一行が顧客となっており、商業出版版では吉田陽生探検隊へのシークレットエスコート（無償だが、斎藤によるDパワーズ情報隠蔽努力への返礼）も行われた。商業出版版05で、ラーテル率いる傭兵部隊は、Dパワーズを『ガチョウ（たち・のやつら）』と呼んでいた。金の卵（高価なスキルオーブ）を生むガチョウに由来するらしい。
パーティ・ダンジョンパワーズのパーティーカードは、マットなカーボンブラックをベースに金色の文字でパーティIDとメンバーIDが小さく刻まれたICカードで、クレジットカード部分はネット版では実在のアメックス、商業出版版及びコミック版ではダイメックスなる架空ブランドとなっている。コミック版によると、横長にした時左端中央若干上寄りに外部端子が付いたICカードとなっている。
株式会社ディーパワーズ(略称 Dパワーズ)・合同会社ダンジョンパワーズ(略称 Dパワーズ)
三好が社長を務める会社。パーティ・ダンジョンパワーズから資金提供されて運営されている。パーティはJDA/WDAにおける事務処理的な任意団体の性格が強く日本の国内法での法人格がないため、ダンジョン税に関係ない外部との商取引や土地取引、知財管理、投資運用などで法人格がある団体の方が有利であるため設立された。事業内容は、ダンジョン・ブートキャンプ事業、常磐医療機器研究所とのダンジョン関連機器の共同開発事業、ベンチャーキャピタル向けの投資事業など。
なろう版では、設立に必要な事務手続きや必要人数の関係で、設立が簡単な株式会社として設立された。ディーパワーズはダンジョンパワーズの略称のDパワーズを語源とするが、企業名については特許公報で広報された特許にある記述で出願人を「株式会社ディーパワーズ」として記述されていることから登記上の正式名称は株式会社ディーパワーズであり、この特許出願については企業内職務発明として出願されている（Dパワーズの二人からは他の特許も出願されている）。社員は三好取締役1名のみ。芳村は株主兼、下請けの契約パーティの一員として関わっていて、社員ではない。契約パーティとして、他に三代と六条のマイトレーヤがある。キャサリンは、DADからの派遣社員。2018年12月15日にパーティ・ダンジョンパワーズ内で株式会社設立が決定され、2018年12月26日までに設立された。2019年2月14日新しく回ってきたプロジェクトの出資の件で、振興課などからの鳴瀬姉への当たりがきつく、鳴瀬姉が責任をDパワーズに問う可能性に対し、三好が鳴瀬姉を弊社で歓迎すると応えた時、鳴瀬姉が「……過労死しそうだからやめときます」と返している。
商業出版版では、03で2018年12月13日にパーティ・ダンジョンパワーズ内で鳴瀬姉を交えた、代々木ダンジョン2層で小さな畑を作ることの打ち合わせの中で、合同会社設立方針が決められ、「あとがき」で「次巻ではついに合同会社Dパワーズが立ち上がり」「株式会社でなくなってしまったのは、合同会社の方がDパワーズの運営設定上、都合が良かったからです」とされ、04において正式社名は「合同会社ダンジョンパワーズ」であると記述され、2018年12月29日には登記申請済みとなっていた。
Dパワーズ新本部
商業出版版02途中からは「SECTION：代々木八幡 事務所」と表題されている。
スキルオーブの初回入札結果より財務状況の改善の目処が立ったことで、2018年11月4日朝に芳村の希望により、代々木八幡（代々木八幡宮か代々木八幡駅か或いはその他かは不明だが、商業出版版03で鳴瀬姉がタクシーで行き先を指示した「代々木八幡交差点」が、最寄信号交差点或いは西新宿方面からアプローチし易い目印らしい）寄りの東京都渋谷区元代々木の現アパート近傍を条件とする新本部への移転方針が定まり、同日午後物件物色をした三好の判断により、両名共そこへ引っ越すことを前提に、芳村居住アパート裏の敷地中央に立地する、二階建て一戸建て二世帯住宅を仮押さえした。内装を北欧風に窓にレーザー盗聴防止処理するなどの改装の上、2018年11月12日に新事務所に入った。鳴瀬姉は三好から2018年11月5日に、ネット版では「事務所は新しくなるので、来られても大丈夫ですけど……（後略）」、商業出版版では「新しくなる事務所になら、来られても大丈夫ですけど、（後略）」と、（非公式な）Dパワーズ本部移動予告を受けており、後にJDAに正式に移転申請をしていたと思われ、鳴瀬姉が入居日に大輪40個クラスの大きな胡蝶蘭の鉢植えをお祝いとして持参し、異界言語理解オーブ調達を依頼している。
自動車・二輪車・自転車などは所有駐車駐輪していない模様で、2018年11月21日に自走納品したその場で前三面窓も装甲板で塞がれたため公道合法走行不可な装甲化キャンピングカー＝移動拠点車ドリーちゃんは、（使用時・補給廃物処理メンテ時などを除いて）常時三好の収納庫内に収容されているが、その収容の様子はラ・フォンテーヌなどに監視拠点を設けた各国諜報機関により、目撃録画された可能性があり、実際に商業出版版02では僅か9日後の2018年11月30日に、US（2018年11月12日の三好の新事務所兼住居への転居に伴い旧住居監視から移動してきている）GB（2018年11月30日に入室、監視録画開始）両監視チームに監視録画されている描写があり、なろう版でも後の2019年2月1日にUS・RU監視チームが監視録画している描写がある（偽装のためのホイポイカプセルの登場は2019年1月27日）。
2018年11月26日の異界言語理解スキルオーブオークション発表直後に殺到した電話コール音により、新事務所の有線電話回線（JDAに登録済み）ジャックは引っこ抜かれたままとなっているが、これは奇しくも商業出版版で英国情報機関が企んだ電話機を盗聴器に転用する手法をも封じている。同時にこの時、道路沿いの両隣が個人宅で警備会社とも契約している設定が、商業出版版で追加されている。
侵入防止とダンジョン内との通信（2019年3月11日23時30分頃以降の代々木ダンジョンは除く）のため、三好が召喚したヘルハウンドの内少なくとも1頭が2018年11月30日より常駐しており、2019年1月29日（或いは同27日）よりロザリオもダンジョン内に連れ出すとき以外は常駐するようになる。
商業出版版04によると、Dパワーズにより2019年1月1日に代々木ダンジョン1層で安全性が確認されたンガイの玉座は、以後事務所奥に設置され、なぜか座れない椅子として、事務所を訪れる一部の者の間で有名になる。
D-POWERS.COM
Dパワーズの公式ウェブサイトであり、2019年1月30日時点では、Dungeon Boot Camp 申し込み受付、投資の申し込み受付が主たる内容で、リンク先にDPオークション（日本時間2018年11月1日0時頃に公開開始したと思われる。商業出版版04の2019年1月5日寺沢の考えでは、スキルオーブオークション開始は毎回、UTC（世界協定時間）のその日になる時、即ち日本時間午前9時となって来たとしている。）とヒブンリークス（heavenleaks.dg）があり、両リンク先共公開当初から日本語と英語両表記両対応となっていた。ダンジョンブートキャンプのサイトのblogみたいなのの第2回の記事に、第1回のキャンプ利用者はサイモンチームだったとあり、blog第1回はキャサリン教官の紹介。
このウエブサイトは作者により作られ実在し、小説内で登場したドメインにリアルでアクセスしてみる人のために開設されたジョークサイトであったが、後に書籍化に伴い小説の情報サイトへと変更された。
heavenleaks.dg
Dパワーズが公開しているダンジョンの碑文の公開サイト。公開されている既知のダンジョンの碑文を鳴瀬美晴に翻訳させて公開している。Dパワーズは場所を提供しているだけで内容には責任を持たないという態度を表明している。鳴瀬美晴が翻訳していることは未公開であるため、翻訳した謎の人物についた二つ名が「ジ・インタープリター」である。もっとも、heavenleaks.dgの公開とリンクして、「代々ダン情報局」で追加情報や裏付け情報を公開しているので、JDAが先行して何かを知っていたのではないかという疑惑の目を向けられている。鳴瀬姉は、なろう版では2018年12月21日に翻訳の英訳をほぼ終えていたとしており、商業出版版03では2018年12月16日に翻訳の英訳を一通り終え、2018年12月20日に日英版共公開開始版を脱稿したとしている。2018年12月25日0時（日本時間）公開開始。
ウィキリークスをもじって、和名でヒブン(碑文)リークスと称している。英語表記で「heaven leaks(神さまの領域から漏れているサイト)」という駄洒落にもしている。公開当初から日本語と英語両表記となっていた。
商業出版版03では、WHOISはリセラーに代理公開させ、Dパワーズとは無関係を装う記述が公開時点から記述されているが、英米国家情報機関の調査能力の前には即日ばれて、それに話題に含めつつサイモンが芳村に苦情を言う展開なっていたが、なろう版では公開当日サイモンの抗議は同様にあるもののそこでは触れられず、翌2018年12月26日に氷室他1名が三好に取材攻勢を行って、カヴァスのシャドウバインドで失神した後のDパワーズによる調査時の会話でさらりと触れられている。
ラ・フォンテーヌ
Dパワーズが事務所兼住宅として所有している家屋の隣（裏手）にある、5階30室建のマンション（集合住宅）。2018年11月30日時点で、ごく最近引越しをした部屋が7件（室ではない）ある。商業出版版03の2018年12月20日に、芳村がついこないだまで、まるで年度末の賃貸物件みたいに引っ越し業者っぽいトラックが行き来していたと感想を抱き、三好が出て行く人は多いが入ってくる人が少ないと分析している。アルスルズ召喚後は、Dパワーズの関係者やDパワーズの事務所兼住宅に近づいたり敷地内に進入したりした者は、アルスルズに捕縛され、日本の内閣情報調査室経由で本国へと送り返されるようになった。近づくことができないため、やれることは最早Dパワーズ本部の入退場者を監視するだけとなり、秘密の諜報拠点というよりも、各国の非公式の出先機関のようになり、お互いに監視はしても妨害などは行わないといった暗黙の了解ができあがっていく。商業出版版03の2018年12月16日には、各国のDパワーズ本部監視は諜報界公然の秘密となっていて、誰がターゲット（Dパワーズ本部）に最初に鈴をつける（Dパワーズ本部に盗聴器などを取り付け帰還する）ことに成功するかを競う、一種、競争のような呈しているありさまだった。CD（フランス軍特殊作戦司令部隷下のダンジョン部隊）ブーランジェ中佐は、Dパワーズを監視する各国の諜報部が一つのマンションに集って拠点を築いているところが、まるでイワツバメたちの巣のように見えるため「イワツバメの営巣地」と呼んだ。
US監視チーム
マンション5階に拠点を持っているCIAとNSAの合同チーム。ラリー、カヤマ、ピーター、ノールの4人組。RU監視チームが陣取る部屋と反対の端（右端と副読本にあるが何処から見てかは不明）に陣取る。気休め程度だが、チームサイモンの監視も兼ねている。商業出版版では、2018年11月から三好の前住宅をターゲットに監視していたが、三好の新事務所兼住居への転居に伴い移動してきた、との設定が追加されている。
RU監視チーム
マンション5階に拠点を持っている。アレキサンドル(サーシャ)、ヴァレーリー(レーロチカ)、セルゲイ(セリョージャ)、ドロフェイ(ドローニャ)の4人組。US監視チームが陣取る部屋と反対の端（左端と副読本にあるが何処から見てかは不明）に陣取る。
FR監視チーム
DGSE(対外治安総局)が拠点を持っている。政府高官の伝手でキリスト教系カルト教団「アルトゥム・フォラミニス」に201号室を提供していた。
GB監視チーム
商業出版版で追記された。マンション4階に拠点を持っている。カーティス（リーダー）、アダムス、ビーツ、デンバー、エクレの5人組。2018年11月30日入室即日日暮れ後、Dパワーズ本部への盗聴器設置のため、アダムスとビーツがマンション敷地内で同本部に接する柵の影で所属不明者2名を無力化後、柵を越え同本部敷地に侵入し柵付近の樹木植物に紛れ横に回るも、運悪くその日召喚後始めてDパワーズに連れられ同本部警備に就いたアルスルズのシャドウ・ピットに、先行して居間壁面或いはその換気扇に盗聴器を設置すべく飛び出したアダムスが落とし込まれて消失し、後ろで待機していたビーツは何が起こったのか判らないままパニックに陥り、這う這うの体で自チーム室に帰投した。
Dパワーズ本部の斜め向かいの家（なろう版）・Dパワーズ本部の斜め奥裏の屋敷（商業出版版）
ダンジョンを信奉するキリスト教系カルト教団「アルトゥム・フォラミニス(正式名:アルトゥム・フォラミス・サクリ・エッセ, 深穴教団)」の拠点の一。
作中登場時、マリアンヌ（一室に一人で拘束されベッド上に監禁）、イザベラ（一室に一人で監禁）、護衛として雇った隊長ラーテルと副官ファシーラ及び彼らが率いる傭兵部隊が入っていた。後マリアンヌは消滅し（Dパワーズが誘拐し、それをさらに鳴瀬姉が奪取した）、ラーテル以下傭兵部隊は契約を打ち切って退出し、デヴィッドは別拠点＝代々木ダンジョンにほど近い民家にいて、デヴィッドも別所に移動し、教団のスタッフも隠したり帰国させたりしたりしている。後なろう版2019年3月24日では、デヴィッドがDパワーズに「マリアンヌやイザベラも世話になっているのか？」と語っているので、イザベラはデヴィッド支配下及びDパワーズ本部の斜め向かいの家からは脱している模様。
商業出版版03では、2018年12月20日に登場する、同じサイズの2t有蓋トラック群8台程度を送り込んでいた「斜め奥のでっかいお屋敷＝昔からあるっぽい豪邸」に変更されたと思われ、04の2018年12月31日の芳村と田中の電話で触れられた「引越しトラックでの家財搬出はあっても搬入はない同斜め裏の大きなお屋敷。2019年1月6日の合同会社ダンジョンパワーズ設立記者会見記者席にイザベラと共に入り込んだデヴィッドは、「連中の裏の屋敷を手に入れて、オークションの開催まで監視してみたが、それ（＝スキルオーブを運び込む）らしい人物はまだ誰も尋ねて来ていない」と独白している。
ダンジョンカード（Dカード）
作中殆どの場合「Dカード」と略される。ダンジョン内で魔物を初めて倒した時出現＝ドロップする、人類がダンジョンで最初に獲得した（ドロップ）アイテムであり、そのオーバーテクノロジーさで科学者界隈を賑わした。作中描写ではくすんだ銀色、商業出版版01巻頭挿絵によると地の色は赤味がかった黒色で罫線・文字等が白色で、コミック版VOL.1の表紙・巻頭カラーでは地の色は黒色で罫線・文字等が白色である。カードの表面にはカードを取得したエリア番号と氏名、ランキング、スキルが表示される。カードの裏面には、Dカードの裏面上部に小さくユニークIDの14文字の文字列が書かれ、Dカードでパーティを組むとメンバーリストが書かれる。スキルオーブを使用するためにはこのDカードを取得していることが必要。Dカードのスキル表示は、見る人のネイティブの言語で見える。芳村によると、人間以外でもモンスターを倒しさえすればDカードが現れるが、名前がないからか、名前もランキングも表示されないらしい。名前の付けられたペットがモンスターを倒すとどうなるのかは、芳村は知らない。Dカードを取得した動物もスキルオーブを使用できる。
エリア番号は、西経110 - 120度をエリア1として、以降、地球の自転方向（＝北極上空から見て時計回りに）に、経度10度の幅で、エリア番号が1ずつ増加していき、エリア36で一回りする。北極圏がエリア0になっている。九州の東側から関東平野あたりまでがエリア12、それより東だとエリア11になる。九州の一部と沖縄はエリア13になる。
2019年3月25日14時頃、Dカードを未獲得で日本国籍を有している殆どの人に超常的な方法でDカードが配布される事件が起きた。即日ACジャパンの公共広告では、「決して使用せず、未成年の方のカードは連絡があるまで保護者の方が保管してください」と注意を喚起した。胎児にはカードは出現しない。既に生まれていても、まだ出生届が出されていない赤ちゃんは対象外。役所に出生届を市区町村役場に提出した瞬間に奇跡が起こる現象も確認された。既にDカードを所有している人は対象外で、重複して2枚目のDカードを取得することはなかった。多重国籍者にはDカードは出現しなかった。
Dカードを使ったコマンド：アドミット＝admit（パーティを結成、或いはパーティに加入させる）、ディスミス＝dismiss（パーティを解散する、或いはパーティメンバーを解放する）、 n%（獲得経験値パーティメンバー間配分割合設定）、find（自分を基点とする相対位置座標表示）、farewell（スキルを削除する）。
パーティ
制度上のパーティと、Dカードによるパーティとがある。
パーティ制度
WDAおよび各国のDAの管理下において、グループでダンジョン探索をしたとき、収益や経費をパーティで共有するための制度。人員管理のため、パーティメンバーリストはパーティ作成者が管理して事前に登録しておく必要がある。一見法人のようであるが、国内法における法人格はなく、法的には代表を名義人とする個人として扱われる。(Dパワーズが会社を設立したのは、事業展開や、資産管理、節税対策などで、法人格が必要だったためである。)
パーティ制度の利点は、パーティ専用口座による決済機能である。また、日本のように所得税率の高い国では、少なくともパーティ専用口座にある間はアイテム販売で得た収入に、10%の固定ダンジョン税率と10%のDA管理費しかかからない点もメリットとなる（消費税については作中不詳で、印紙税が必要な領収書は作中発行していない）。JDAを介した課税済み所得のメンバーへの自動配分機能や、購買のためのクレジット機能、所得申告のための支払い証明などがある。探索者は、自衛隊のような組織に属している場合を除いて基本的に個人事業主扱いなので、確定申告のためにもこういった機能は重要である。
Dカードのパーティ機能
Dカードによるシステム的なパーティ。Dパワーズが初回さまよえる館で入手した碑文に記載されていた情報で、一旦JDAに引き渡され世界に開示済だったと思われ（ただし当時読めた人は露イグナート只一人）、後に鳴瀬姉による和訳・英訳文がヒブンリークスで全世界に公表され、非ダンジョン関係者も含め全世界に衝撃と影響を与えた。
1) 8名まで登録できる(登録されているメンバーをリーダーとして子パーティを組めば、パーティに親子関係を持たせることでメンバーを拡張可能)。2) ステータスに+5%の補正がかかる。3) メンバーの凡その位置がなんとなくわかる。4) メンバーのHPやMPといったヘルス情報が分かる。5) 20m似内にいるメンバー間で言語に関係なく念話のようなもので意思疎通できる。6) 登録メンバーの経験値分割割合はリーダーが決められる(メイキングのスキルがあれば登録メンバーのステータスポイントのステータスへの反映も可能)。
芳村の場合、三好、三代、キャサリンの3名をパーティ登録していて、三代が六条をパーティ登録し、キャサリンがブートキャンプ参加者をパーティ登録していることが多い。
ドロップアイテム
ダンジョン内でモンスターを倒した際に時に現れる物。モンスターとドロップアイテムの間には一定の関係が認められている。後述のスキルオーブ・ポーション・碑文・前述のDカードなどの他に、何らかの機能を有する装身具（椅子なども含む）・武器・魔結晶（モンスター種毎に大きさが違う）・黒曜石・水晶・素材アイテムと呼ばれる元のモンスターの体部位相当物や、特にマイニングスキル所有者は指定階層範囲内で鉱物をドロップさせられ、階層毎に最初にマイニングスキル所有者が鉱物を確定でき、「フロア毎にユニークで49人を越えると誰でも」とする設定が商業出版02で追加され、更になろう版§211で「〈マイニング〉保持者が四十九人を超えたダンジョンは、誰でも決定されている鉱物をドロップさせることができるようになる」と設定が更新されている。基本ドロップ率 BDR(Base Drop Rate)や特殊ドロップ率 RDR(Rare Drop Rate)があり、標準ドロップ品（＝通常アイテム、モンスターを倒すと高確率で得られるアイテムで、代々木ダンジョンでは5層以深のモンスターが対象）はLUCにほとんど依存せずBDRのままで、特殊ドロップ品はRDR*LUCの積に比例するドロップ率になると、Dパワーズは推定した。ボス戦っぽい戦いは、完全終了時にドロップアイテムの処理が行われるらしい。なおなろう版に登場するホイポイカプセルは、保管庫・収納庫スキルを隠蔽しつつ使用するため、漫画『ドラゴンボール』の設定を元に、Dパワーズが捏造したアイテムで、JDAに報告した話がJDAより公表されてしまっているが、ダンジョンアイテムと異なり触れてもホイポイカプセルと感じない。商業出版版ではホイポイカプセルは登場せず、アイテムボックス＝保管庫スキルオーブオークション打診が04の2019年1月4日に鳴瀬姉にされ、以後一部の関係者に伝わり、05同10日にJDAが購買しDパワーズに預け、同17日に鳴瀬姉の前で三好が実際に保管庫スキルを使用した展開となっている。GTB（＝Goblin's Treasure Box）は、ドロップアイテムに含まれない。ボス部屋のボスモンスターを討伐した場合は、宝箱に収容されて出現するパターンもあるが、探索者が作中宝箱ごと持ち帰ろうとした記述は無い。
ダーコアイダンジョンで回収された碑文「BF26-0003」を鳴瀬姉は、「探索者の数が5億人を超えると、ダンジョンの浅層である2 - 20層に食料がドロップするようになる」と訳した。当時（2018年12月5日）探索者生存数は約1億人と思われるが、2018年12月25日のこの情報のヒブンリークスによる公表後、直ちに中国は探索者数増加に動き出したとされ、2019年3月25日には多重国籍者を除く戸籍に載る全日本人生存者へのDカード配布により、探索者世界総数は1億人強増加した。
企業・法人・団体等所属探索者の獲得したドロップアイテムの、所属企業・法人・団体等所属との分配率は、獲得探索者側への分配が最大で利益の50%だと決まっているらしい。全部取ってきた人のものにしようとする訳の分からない分配率の企業が登場すると、高レベルの探索人員が全部奪われてしまう訳で、要はダンピングなんかと同じに扱いになると、この企業間の協定を作中世界の公正取引委員会が是認していると思われる。この規定に基づきDパワーズでは、契約社員・契約パーティを含め、ドロップアイテムは基本的に折半、詳しくは評価額から経費を引いて残りを折半ってことにしている。又Dパワーズは、ドロップアイテム中のスキルオーブについては、支配可能性が不完全なので法的には動産にあたらず、対価を受け取りさえしなければそれを供与する側の胸先三寸で価値をゼロにでき、その無償使用は贈与や譲渡とはみなされないとする解釈を採用している。
スキルオーブ
ダンジョン内でモンスターを倒した際に稀にドロップする宝珠。Dカードを持つ人間が使用することで何かしらの特殊スキルを得られる（ただし必ずしも役立つものとは限らず、一種の罠のようなものもある）。通常はドロップから23時間56分4秒（地球の対宇宙自転時間）で消滅するのだが、Dパワーズはそれを超える期間でのオークションを行うことに成功している。豚などにスキルオーブを使わせた記述がある(豚の場合は食べさせたらしい)。
例として登場順に以下のスキルオーブ又はスキルが触れられている。（初出のみ以後省略、半角・全角・x・×などの混同は原文のまま）
商業出版版
01：異界言語理解、メイキング、AGxH+1、AGxH+2、物理耐性、水魔法、超回復、収納庫、保管庫、磁界操作
02：回復魔法（マリアンヌの他者治癒スキル Dカード紛失とスキル獲得時の記憶喪失でスキル正式名称不明なための仮称）、火魔法、DEX×HP+1、早産、早熟、促成、早世、AGI×HP+1、AGI+1、生命探知、交換錬金、闇魔法(Ⅵ)、闇魔法(Ⅱ)、状態異常耐性(2)、病気耐性(4)、恐怖、監視、鑑定、魔法耐性(1)、不死、火魔法、自切、再生、極炎魔法、マイニング
03：超感覚、危険察知、器用、暗視、地魔法
04：光魔法、既出の収納庫がアイテムボックスという名前でスキルオーブオークション出品候補として登場する。
05：声真似(impersonate)、タンショット、カモフラージュ、インビジブル
06：無
コミック版
VOL.1：メイキング、AGxH+1、AGxH+2、STxH+1、STxH+2、VIxH+1、VIxH+2、物理耐性、水魔法、超回復、収納庫、保管庫
VOL.2：異界言語理解
ネット版（表記はなろう版に準拠）
第1章：異界言語理解、メイキング、AGxH+1、AGxH+2、物理耐性、水魔法、超回復、収納庫、保管庫
第2章：無
第3章：DEXxHP+1、早産、早熟、促成、早世、AGIxHP+1、AGI+1、生命探知、交換錬金、闇魔法(Ⅵ)、闇魔法(Ⅱ)、状態異常耐性(2)、病気耐性(4)、恐怖、監視、鑑定、魔法耐性（1）、不死、火魔法、自切、再生、極炎魔法
第4章：マイニング、超感覚、危険察知、生命探知、器用、暗視、地魔法
第5章：無
第6章：腐敗、感染、磁界操作、支援（キメイエス）、熱感知、振動感知、猛毒
第7章：回復魔法（マリアンヌの他者治癒スキル Dカード紛失とスキル獲得時の記憶喪失でスキル正式名称不明なための仮称）
第8章§214迄：ナイトメア（「ナイトメア」自体はイザベラの異名として第7章で登場）、機織り
同一のスキルオーブを複数使用するとスキルの能力が向上するようで、例えば、生命探知の場合、探知範囲の拡大と、HPの大きさなどによる生命反応の違いが感知できるようになっている。ただし芳村が二重目の生命探知スキルを得たのは、HPの大きさなどによる生命反応の違いを感知している描写があった、異界言語理解スキルオーブオークション逃亡追跡戦時（2018年11月末-12月頭）ではなく、さらに後の第二回第18層地下神殿戦直前（2019年1月26日）ではあった。一方「同じ<生命探知>でも、個人の資質と訓練によって、その性質は異なってくる。彼（自衛隊斥候部隊員野呂）の探知は、集中した方向へのレンジを伸ばす訓練を行ったためか、全方位のパッシブなレンジは、芳村よりも短かった。」とする記述と設定が、商業出版版02の異界言語理解スキルオーブオークション逃亡追跡戦時に追加されている。なお、生命探知は、明確にゴブリンと人間を区別する。
なお、芳村はメイキングのスキルによりモンスター100頭を討伐するごとに100頭目のモンスターの種類に応じてクールタイム中ではない候補のスキルオーブの中から任意にスキルオーブを取得できるので大量に取得しているが、マイニングなどの一部の例外を除いて、一般的には数百万分の1から数百億分の1といったドロップ率でしかスキルオーブを取得できず、宝くじの1等賞並みに希少なものである。Dパワーズが活動を始める前には、JDA公認では代々木ダンジョンで年間4つ程度のスキルオーブしか得られていないことからも希少性がよくわかる。例えば、最低でも6500匹程度のスライムを討伐している御劔の場合でも、スライムから一番出やすい物理耐性のスキルオーブでも1億分の1の確率のためスライムからスキルオーブを得ていない。その一方で、ゲノーモスから出るマイニングは10000分の1と確率的に比較的取得しやすいこともあって、チーム・サイモンなどのDパワーズ以外のパーティによりヒブンリークスの公開から2月4日までの1か月程度の期間でJDAが把握しているだけで4つ取得している。2019年3月25日に日本中のダンジョンから一旦モンスターが姿を消し、再出現する様になってから、少なくとも代々木ダンジョンでは今迄より桁違いに多くのスキルオーブが得られる様になった。例えば前述のスライムから一番出やすい物理耐性のスキルオーブの場合、1億分の1の確率から50万分の1の確率に変わっている。またDパワーズは、クールタイムの短縮も確認している。
スキルオーブには、ローマ数字の付いた物と、アラビア数字の付いた物と、無印がある。ローマ数字の付いたものは、ナンバーズと呼ばれていて、その番号に対応した魔法が最初から使える反面、他の魔法を覚えない。アラビア数値はレベル＝威力を示す。無印は経験や訓練などよって、ナンバーズと同等の魔法やオリジナルの魔法を身につけることが出来るが、修得の難易度が高く、使いこなすとローマ数字付きより強くて便利で、チームI情報ではいろんなアレンジができると、なろう版2019年1月5日「掲示板 【今度は】Dパワーズ 170【マイニング!?】 」、及び商業出版版04の2019年1月7日「掲示板 <今度は> Dパワーズ 170 <マイニング!?>」に投稿されている。
主なスキルオーブ使用者
芳村圭吾……メイキング、保管庫、超回復、水魔法、物理耐性、生命探知x2、極炎魔法、暗視、魔法耐性(1)、[マイニング]、声真似(商業出版版のみ)
三好梓……収納庫、超回復、水魔法、物理耐性、鑑定、闇魔法(VI)、生命探知（商業出版版ではx2）、危険察知、魔法耐性(1)、暗視、[マイニング]
三代絵里……地魔法、マイニング、物理耐性
六条小麦……闇魔法(VI)、マイニング、物理耐性
君津伊織……磁界操作、超回復
イグナート＝セヴェルニー、鳴瀬美晴、モニカ＝クラーク……異界言語理解
ポーション
ダンジョン内でモンスターを倒した際に稀にドロップするアンプル入りの水薬。難易度の高いモンスター討伐は、より高位のポーションを、より高頻度でドロップする傾向がある。探索者需要がより高く一般に出回る量が少ないため、負傷回復水薬のヒールポーションの方が、病気等回復水薬のキュアポーションより市場価格が高い傾向がある。ポーションにはランクがあり、高ランクの場合その希少性から市場価格が確立していないが、ランク5程度までは概ね一つ前のランクの価格xそのランクで取引されている。
ヒールポーション
主に外傷を瞬時に回復させる効能を有する。服用しても、負傷部位に振り掛けても、回復効果がある描写となっている。ランク1の価格は、副読本書籍版1巻では約100万円、2018年11月22日三好談では100万円-200万円で、この時三好はヒールポーションがランク10まで存在するとも話している。
キュアポーション
主に病気等を回復させる効能を有する。ランク1の価格は約80万円。高位キュアポーションの存在に関わらず、老化を理由とした天皇の譲位が現実と同様のスケジュールで進み始めた（2019年3月12日の退位及びその期日奉告の儀）ことは、本作の謎の一つである。
同化薬
代々木ダンジョン5-9層の夜間のみに出現するヘルハウンド似のチャーチグリムと呼ばれるようになった、黒い体に赤い目をした犬型の魔物が高確率でドロップする、ポーションそっくりなアンプルに封入された赤い液体。封入状態のアンプルに触れても単に「ポーション」としか表示されないが、使用しても治療効果は無いので、初期には「偽ヒールポーション」と揶揄されていた。使用すると広大な墓地のあるアンデッド層である代々木ダンジョン10層で、誤差は大きいが昼間だけなら4時間程ゾンビやスケルトンといった低級アンデッド達から無視され襲われなくなる効果が後に判明した。複数回連続して使用し続けると、効き目は低下していく。9層と11層を結ぶ10層内の標準路を外れると、同化薬の効き目は低下する。一部の高位探索者達を例外とする、代々木ダンジョン10層進入を行う殆どの探索者にとっての必需品。
碑文
ダンジョンに出現する、多くの場合人類の言語とは異なる言語の文書が刻まれた石板風物体。WDAなどから個々に、発見した国コード＋エリアID＋発見順コードからなる碑文IDが付けられている（例：RU22-0012 RUはロシア）。
一人で同一種のモンスターを1日で373体以上討伐すると出現する、さまよえる館内に現れる碑文（＝後述の「さまよえるものたちの書」）を除いて、あまり作中に出現過程の描写は無いが、鳴瀬姉によると、碑文の発見は、モンスタードロップもあるそうだが、そのフロアの何処かに隠されていたり、山岳地帯の地面に、ただ落ちていたといったようなものもあり、翻訳したもののプロパティ（なろう版）・付加情報（商業出版版）を見る限り、エリアボスに準じるような特殊な個体周辺から得られたものが重要な要素であることが多い傾向がありそうだとしている。Dパワーズが取得、一部関係者を除いて取得情報も含め隠蔽した、作中一枚しか出現していないクリンゴン語や英文部分を除いて、人類の学術的手段で翻訳はできておらず、「異界言語理解」魔法を使うしか翻訳手段は無い。記述内容は主として、The books of wanderers＝さまよえるものたちの書の各ページ＝ダンジョンの解説書群の一部と、奇妙な歴史または寓話じみた内容に大別される。後者のいくつかの話の結末だろうと思われる部分は、大抵主体になっているものが滅ぶとか消えるとかいなくなるで終わっている。2018年11月27日に、Dパワーズ第一回さまよえる館行きで獲得した、さまよえるものたちの書（断章 1） The book of wanderers (fragment 1)の三好による鑑定で、「ダンジョンの深淵に触れる本のオリジナル。さまよえる館に安置されている。オリジナルは1冊しか存在せず、ダンジョン碑文はこの書らの写本にあたる。そのため、内容にバリエーションが存在している。」と出たことや、鳴瀬姉により和訳が進む碑文の、2018年12月5日時点で碑文和訳を通読した芳村の感想より、碑文に重複は結構ある。ただし後にDパワーズ第三回さまよえる館行で、仏ヴィクトールチームが全員殉職と引き換えに残した碑文の「アペンディックス＝appendix 1」は、The book of wanderers本編に用意されていなかった付録・追加情報で、Dパワーズ第三回さまよえる館行でダンツクちゃんがコピーしたノートPCに必要とされる電源を、タイラー博士が稼動する範囲で面白半分に取り纏めた、Dファクターを電気に変えるための設備と目される内容。
WDA(World Dungeon Association,世界ダンジョン機構)
国連主導でダンジョンの管理と、ダンジョンに関する国際的な利権の調整を行う組織。すべてのダンジョンはWDAが所有して、各国のDAが管理する。その設立経緯から、2019年2月2日時点でWDA本部は国連本部ビルの2フロアを間借りしており、手狭なこともあって、各局は世界中の協力機関の近くに分局を作っていたが、すぐ南側の土地に本部ビルが建築中で、そろそろ引っ越しと局の再編成が行われる予定。
専任管理監の賞与を、専任管理監が付くパーティがDAにもたらした収益の1.6％とするのは、WDA規定。
下部組織のDFA(the Department of Food Administration, 食品管理局)は、ダンジョンから産出する食品の安全性の確認や管理を行う部署で、米メリーランド州のホワイト・オークで米FDAに、伊パルマのドゥカーレ公園の隣でEUのEFSA（欧州食品安全機関）に間借りして、協力体制を構築していた。
「掲示板 【次は】Dパワーズ 203【何をやらかすのか!?】」 への投稿によると、WDAはモンスターDBとかアイテムDBを維持しているらしい。
なろう版2019年1月24日時点では、ダンジョン絡みの知的所有権は、各国の特許庁のような機関と提携して、WDAが一括して管理することになっている。
この辺の制度を主導して取り纏めて来たのが、真壁聡（現）JDA常務理事。
WDAライセンス
WDAが管理する、ダンジョンに関する一連のライセンス群の総称。後述の両ライセンスとも、上位からS・A・B・C・D・E・F・Gランクがあり、ランクは武器防具の購入制限や入ダン制限の対象となることがある。特に商業ライセンスの上下は各国DAにもたらした利益により定められるとしている。ダンジョン探査を行う各国国家（自治体）機関員や（特にWDAを麾下に擁する国連系の）国際団体関係者に対するランク付けや、その入ダン制限例外処置は作中触れられていないが、作中登場までダンジョン探査を行うことの無かった農業・食品産業技術総合研究機構員は、普通にJDA講習会を受講して（代々木ダンジョン）入ダン資格を獲得している。
建前上、WDAはライセンス取得に年齢制限は設けていないが、各国のダンジョン協会は、特例を除いて、その国の事情に併せて年齢制限を設けている。日本だと18歳から許可されていて、それより若い場合は保護者の同意が必要だ。全ての責任を保護者が負うなら、取得年齢に制限はない。
WDAライセンス者に割り当てられる、WDAIDは4ブロックからなるIDで、左端のブロックは、種別＋エリアID＋国IDというフォーマットになっている。Pで始まるのは種別がパーソナル、つまり個人のIDを意味していて、前述の過程を経て割り当てられるWDAライセンスのIDであり、その他に法人・組織用種別に、Cが会社組織、Gが政府関連、DがWDA関連組織に割り当てられている。
商業出版版04の2019年1月2日に「今、講習に若い人たちが殺到していて、急遽講習の規模や頻度を拡張しているところなんです。」との鳴瀬姉の発言があり、同4日に「WDAライセンスカードを取得するための講習は、回数を増やしたにもかかわらず、未だに満席が続いているらしい。」との文があり、開催頻度は出席率により増減されている模様。
コミック版によると「WDA LICENSE CARD」は横長にした時左端下部に外部端子が付いたICカードで、例えそれが「RANK G」用であろうと、Dカードより余程お洒落に装飾されている。
冒険者ライセンス
ダンジョンに入る際に必要となるライセンス。ダンジョンの出現当初、まともな装備も持たずにダンジョンに入りモンスターによって命を落とす人間が続出した経緯から取得を義務化した。冒険者ライセンス取得講習会はJDA本部二階会議室で日曜日に午前の部が開かれる。指定住所に送付される冒険者ライセンスカードに同封されているエクスプローラーガイドは、何かのゲームの説明書のような作りで、ファンタジーな雰囲気満載だが、コラムページの案内役キャラクターがダンとジョンだったりする（2018年10月3日到着版）。
商業ライセンス
ダンジョン内で得たアイテム（スキルオーブ等）を一般に販売する際に必要となるライセンス。商業ライセンス所持者は、アイテム販売で得た収入について、販売価格の20%（ダンジョン税10%＋管理費10%）をWDA（もしくはJDA等の下部組織）に納める分離課税方式を利用できる。特にランクアップ申請をしていない三好が、異界言語理解スキルオーブオークション主催を機に、GランクからSランクに上がった例がある。3日間連続（作中登場したのは2018年10月5日金曜日-同7日日曜日）して受講する必要のある商業ライセンス取得講習会はJDA本部で月一開かれる。
日本ダンジョン協会（JDA, Japan Dungeon Association）
世界ダンジョン協会（WDA）の下部組織で、日本においてダンジョンの管理を一手に担う組織。JDAを監督する官庁としてダンジョン庁がある。WDAライセンスの講習会の開催、ライセンスの発行なども行っているほか、ダンジョンでドロップしたアイテム類の販売仲介なども行う。研修で取得させられるJDA職員に、Dカードを持っていない者はいない。実在の変な外観の「住友市ヶ谷ビル」（コミック版VOL.1ではそのビルの近くに「JDA市ヶ谷ビル」と看板が立っている）を買い上げた上で本部としている設定であり、食道楽の三好は職員及び職員と共にでないと使用できないその社食（作中の表記）を「ヤスウマ」「WDAライセンスで一般のエクスプローラにも解放して欲しいです。週3で通いますよ！」と高く評価した。
JDAの法人種類は不明だが、作中JDAに対し「社」という用語が良く使われており、商業出版版02には「JDAが営利企業なのかどうかは評価の分かれるところだろうが」という井部総理と思われる内心の一文があり、なろう版第8章§199では「独立なんかしなくても、現在の特殊な会社形態で十分独立しているようなものだってことか」との内閣官房国家安全保障局D交流準備室内の会話があった。代々木ダンジョン32層セーフエリアJDA区画には、政府機関が行ったら騒ぎ立てられ訴訟を起されるであろう、小さいお社が区画設定最初期から作られているので、JDAは日本国憲法第20条で宗教的活動が禁じられた政府機関及びそれに準じた法人ではない。商業出版版2018年12月14日の、「<異界言語理解>の手数料がちょっとな。ある程度金を使っておかないと、税金で酷い目にあうことになりそうなんだ」や、なろう版2019年1月14日の「いや、会計年度の終盤に来て、凄い収入が出来てしまったので、使っておかないと税金で持って行かれるだけですからね」との斎賀の両発言で、JDAの利益は日本国から課税されると考えられ、納税額圧縮のために、Dパワーズからスキルオーブを購入し、Dパワーズに有料で預けたことがある。商業出版版04ではもっと極端で、Dパワーズがオークション出品打診をしたアイテムボックススキルオーブ（正式名称：収納庫スキルオーブ）を、JDAというよりダンジョン管理課（鳴瀬姉談）が直取引で買い取ってDパワーズに預けて、その直前のDカードチェッカー取引と合わせて、Dパワーズから得た収入ほぼ全額をDパワーズに吐き出す結果となっている。
制服着用勤務者：鳴瀬美晴（平→専任管理監＝課長補佐待遇）、風来翔（ダンジョン管理課監視セクション係長）、本部女性受付員（2018年9月30日）、ダンジョン講習会男性講師（2018年9月30日）
私服着用勤務者：スキルデータベース管理チーム眼鏡痩せ男（2018年9月27日乃至は翌日）、斎賀穣（ダンジョン管理課課長）、瑞穂三津也（常務理事）、橘美智代（ダンジョン管理部部長）
理事会
企業や関連組織の連絡会に近い。任期満了などで会長が欠いた時、次の会長を選出する権限を有する。セーフエリアを当て込んだ俄か協賛企業が増加し、影響力を増しつつある。
管理職については、統括する専務理事兼理事会議長はクリフォード＝タウンゼント。
ダンジョン管理部
WDAや各国DAとの連絡を行う国際協力課、探索者の管理やダンジョンの管理/監視を行うダンジョン管理課、探索者への依頼などを扱い、なろう版では日本の各ダンジョン近くに倉庫・店舗・販売員を確保している商務課(非公式名：ギルド課)からなる。ダンジョン管理課は、会員管理セクション、広報セクション、監視セクションから構成されている。Dパワーズ関連で、業務が激増している。2018年年度末迄のDカードチェッカー貸し出し業務の、常磐医療機器研究所とJDA間の所有権移転外ファイナンスリースは、ダンジョン管理課管轄。なろう版2019年3月27日に芳村が「新しくダンジョン管理課の中に転移石を専門に扱う部署が作られたようだった。」と回想している。
管理職については、統括する常務理事は真壁聡、部長は橘三千代、国際協力課課長はデミル＝アンダーソン、ダンジョン管理課課長は斎賀穣、ダンジョン管理課監視セクション係長は風来翔がいる。
営業部
営業1課、営業2課、営業企画課、振興課からなる。探索者から買い上げたアイテムの販売やダンジョンに関する投資、協賛企業の管理などを行っている。地方を管轄する営業2課は、2018年年度末までのDカードチェッカー貸し出し業務で、大学とJDA間を仕切った。（Dパワーズが自力で行っているDパワーズによるオークションを除く）スキルオーブなどの売買用データベースは、なろう版では2019年1月30日の大学入試センター試験のテレパシーカンニング対処JDA会議中休み中「従来のオーブ取引は、営業企画課が運営している売買用データベースを介していたため、営業部が仲介していたのだ。」と斎賀が考えたことから、営業企画課が維持管理している記述となっており、データベースを二重に維持しているか、なろう版から商業出版版への設定変更が無い限り、商業出版版01で2018年11月5日に寺沢三佐と君津二尉の会話シーンで説明された、オーブ購入希望リスト（WL：Wish List）のことでもあると思われる。
Dパワーズ関連はダンジョン管理部ダンジョン管理課課長補佐待遇の鳴瀬美晴が専任管理監として取り扱っているため、営業部の業績になっていない。しかし、金額ベースの利潤でDパワーズ関連が突出してしまい、営業部の営業成績の存在がかすんでしまっているために軋轢が生じているが、商業出版版04・05のダンジョン管理課はDパワーズからのアイテムボックススキルオーブ（正式名称：収納庫スキルオーブ）直接買取やマイニングスキルオーブ取引と、その直前のDカードチェッカー取引で、Dパワーズから得た収入殆どをDパワーズに吐き出しており、軋轢は縮小することが予想される。商業出版版03では、ダンジョン管理課斎賀から打診されたダンジョン内の土地利用に関するルール制定を、なんでそんなことを決める必要があるんだと全く相手にせず、まともに取り合わずにダンジョン管理課に一任した結果、近い将来血の涙を流しながらほぞを噛むことになると予告されている。
管理職については、統括する常務理事は瑞穂三津也、振興課課長に吉田泰斗がいる。
代々木ダンジョン情報局
代々木ダンジョンに関するJDAの一般向けの情報公開サイト。通称、代々ダン情報局。Dパワーズ関連でいくつかの情報が公開されている。
1)「さまよえる館」関連動画。2)代々木ダンジョンの三次元地図とモンスター関連情報。3)『だんつくちゃん質問箱』など。
もともとは、JDAダンジョン管理部ダンジョン管理課広報セクションが運営しているサイトであるが、Dパワーズのせいでメンテナンスの一部をやらされている鳴瀬美晴の姿が、主としてDパワーズ新本部にあったりもする。
スキルデータベース管理チーム
物語初期に登場しているが、どこに所属するかは明言されていない。少なくとも、スキルデータベース（SKDB）、監視対象スキルリストを、維持管理している。この他に営業部営業企画課が維持管理しているスキルオーブなどの売買用データベースの別名と思われる、オーブ購入希望リスト（WL：Wish List、最初期には「オーブ購入リスト」とも）があり、後者はスキルオーブ名と購入希望者（社・組織）名と購入希望価格を一覧にしたリストで、オーブ入手者は購入リスト番号をJDAに連絡することで、JDAを介した売買希望者直接取引きで売買取引を行うことが通常で、既知スキルオーブ市場価格の目安となってきた（Dパワーズのスキルオーブオークションは例外）。JDAスキルデータベースは当然WDAや各国DAのそれをも繰り込んでいて、架空のスキルオーブを検索する場合にも一般に使われる。監視対象スキルリストは、少なくともデータベース検索文字列中の印象的な単語と時刻と検索者IPアドレスを一覧にした物で、一般には非公開（JDAG幹部には開示されている）。オーブ購入希望リストで検索された直後に、同名のスキルがスキルデータベースで検索された場合、検索者がそのスキルオーブを入手した可能性が高く、特にスキルデータベース上に無い場合、新規未知スキルオーブを検索した可能性が高いものとして、監視対象スキルリストに追記される。
大学入試対策委員会
なろう版では、2019年1月20日深夜に大学入試センターのセンター試験の点数を集計している部署で判明した、センター試験テレパシーカンニングを受けて、WDAライセンス所持者やDカード所有者を識別すべく、JDA内に（多分臨時に）設けられた対策部署。ダンジョン管理部ダンジョン管理課からは、対策委員として坂井典丈主任が参加している。
商業出版版03では、ヒブンリークス公開開始直後の2018年12月26日に遡って、ヒブンリークス情報による将来必至の事態に対処するためという形で、大学入試センター・官公庁など各方面からの問い合わせに対応すべく、斎賀が会議を召集して始まっている。03・04段階では特に会合名・組織名は登場していないが、05で2019年1月17日（センター試験初日2日前）に、なろう版と同様ダンジョン管理部ダンジョン管理課から大学入試対策委員会に出向いている坂井典丈主任が、横浜ダンジョンでスタンピードが発生可能性ありという凶報を雑賀に報告している。なお商業出版版ではなろう版と異なり、Dカードチェッカー生産・納入・配分などについては、作中あまり触れられていない。
DAD(Dungeon Attack Department,ダンジョン攻略局)
米国大統領直属のダンジョン専門の特殊部隊。もともとは、The Ringの調査及び救出のために組織された特殊部隊だった。大型粒子加速器でトラブル発生後、初期の救援隊がモンスターを発見し調査の進展が思わしくなかったため、ペンタゴンはもとより、司法省管轄のDEAやFBIからもスタッフが招集され米国の挙国一致体制で対応するために大統領直属の組織としてDADが発足した。
DADはザ・リングが発生した空軍基地エリア51で始まった組織なので、編成も2～4人構成の空軍分隊に準拠して始まった。それがダンジョンで実用に耐えた上、初期に試された6人や8人構成の分隊はダンジョン内では狭い場所も多くて、大人数では身動きがとれない場所も多かったため3＋3や4＋4で活動することが多くなってしまい、ならばと最小単位の分隊を4人構成にして、広い場所で大物を相手にする時だけ複数の分隊を投入して優れた結果が得られた結果、DADのチームは4人＋バックアップチームに収斂、以後伝統となっている。
ダンジョン関連の省庁としては、別途に主にダンジョンを資源として取り扱うためにDoD(Department of Dungeon, ダンジョン省)が2017年に設立されている。DoDが所轄するWDAの下部組織としてUSDA(United States Dungeon Association)がある。DADが軍部寄りであることもあって、内務省から派生したDoDとは軋轢がある。ダンジョン省が養成・編成してきた実働部隊は、カーティス＝ピーター＝ハサウェイ（カクヨム版では、旧名ディヴィッド・P・ハサウェイのまま）同省初代長官の判断で、2018年11月末～12月頭頃の代々木ダンジョンDパワーズ追跡任務に初投入され、芳村発案による同9層の対コロニアルワーム戦に誘導されて悲惨な目にあったという。
自衛隊ダンジョン攻略群(JDAG, Japan Dungeon Attack Group)
陸上自衛隊に設置されたダンジョンの調査を行う部隊。当初、習志野駐屯地に独立部隊として発足したが、2017年5月、改正自衛隊法の成立と共に陸上総隊の隷下部隊に再編され、2018年3月、総隊の設置と共に名目上の本部が習志野から市ヶ谷へと移転した。君津伊織率いるチームIは、この部隊に所属している。
自衛隊ダンジョン攻略群或いはその上位組織、或いは現実の防衛装備庁相当は、過去にドロップアイテムを販売した実績も無いDパワーズが開く、ドロップから23時間56分4秒しかもたない筈のスキルオーブを3日間に渡って入札を受け付ける、明らかに怪しい初回オークションに敢然と参加し、水魔法スキルオーブ3個（残りは未知スキルオーブ物理耐性1個）を落札してのけた。
内閣官房国家安全保障局D交流準備室
2019年3月12日、斎賀から非公式に寺沢・田中に伝えられた、Dパワーズがダンジョンの向こう側の代理人みたいな存在（通称デミウルゴス乃至ダンツクちゃん）に通信可能にするようお願いした結果、代々木ダンジョン内及び地上間との間で携帯電話などの通信が可能になったことと、帰還石と転移石の近日運用開始と、間接的には彼らとコミュニケーションが取れることと、彼らが求めているのは奉仕する対象であることと、それらがDパワーズによってもたらされたことと、だからと不用意にDパワーズに不当な態度を取るとへそを曲げて何をしでかすか分からないことの忠告が、わずか30分後に村北内閣情報官と内谷国家安全保障局長が総理官邸に駆け込んで井部総理に報告したことで、井部総理がその場で内谷主導の下でダンジョンの向こう側の代理人みたいな存在と交渉開始に備えるよう、組織編制を命じた結果編成開始された。（多分後日）ダンツクちゃん質問箱（えらいひと用）接続専用に、特殊なセッティングが施されたノートPC一台が、斎賀から引き渡されている。
内閣官房国家安産保障局D交流準備室とする初期の記述は後に修正された。2019年3月24日作中で正式名称が提示される迄は、「ダンツクちゃん交渉チーム」などと作中書かれていた。外務省から選抜された成宮春樹と三井聡哲、財務省から出向してきた杉田稔、経産省から出向してきた紅一点村越芽衣、の4人で始まった。内谷国家安全保障局長が上司となる。この部署が、ダンジョン庁下になるか、国家安全保障局下になるか、外務省下（総合外交政策局、大臣官房下の国際文化交流審議官や国際情報統括官）になるか、DADの如く内閣総理大臣直轄の組織となるか、微妙なところであったが、法整備などの問題もあって、結局井部総理の裁定により、内閣官房の国家安全保障局内に交流準備室的な組織が作られた。
警備の関係上、どうしても庭が必要だったらしく、渋谷周辺でほぼ唯一の選択肢だった築50年級平屋一戸建てを本部としており、周囲は竹林に覆われていて、毘沙門亀甲製で落ち着いた色合いの引き違い戸の門扉横の門柱には、新しく取り付けられたように見える小さなケースが取り付けられていて、蓋を開けると場違いなカードリーダーが設置されており、カード鍵を通すことにより門扉（及び恐らく玄関も）を開錠できる。門と建屋の間には砂利が敷かれている。デヴィッドがわずかにすれ違う機会だけで感じるに、周囲は最新のセキュリティシステムと、自衛隊だか、はたまた警備部だかは知らないが、精鋭な警備の人間が配されていた。ずいぶん古く見えた平家は、古いと言うよりボロいと言った方がよさそうなありさまだったが、突貫で窓と床と内壁だけは差し替え、居間に繋がるおそらくは和室だった部分は壁が取り払われていて、ワンフロアとして利用できるようになっており、外観から思うよりきれいな内装になっている。近隣には、モンゴル・イラク・ニュージーランド・ヨルダン・ラトビア、少し離れてベトナム・ブルガリア・コードジボワールなどの大使館が点在している。
2019年3月18日準備室員の4人は、省庁のビルから新しい事務所に初めて入り、現れた内谷国家安全保障局長から職務の説明を受け、件のノートPC一台が引き渡された。その後直ぐ当準備室からダンツクちゃん質問箱（えらいひと用）に投稿され、鳴瀬姉・Dパワーズの検閲を経てダンツクちゃんが閲覧可能な様に転送された『乙（日本国）は、甲（ダンツクちゃん）が乙の国民に奉仕する準備をすることを認める』が、2019年3月25日13時頃の多重国籍ではない戸籍（皇統譜の扱いは作中不明）を有する全日本国民へのDカード配布をもたらしたとされる。
ここの誰からが、日本語会話能力がないと後述されているデヴィッドに情報をリークしている描写がある。なぜかその会話文では、本作で日本語文を表すことが多い「鍵括弧」が使われており、本作で外国語を日本語表記した場合に使うことが多い『二重鍵括弧』は使われていない。
職員4名は、なろう版2019年3月24日に、46階建て地上230m同年11月開業予定で工事中高層ビルの工事用エレベーターで到達可能な最上階に、階段で上り切る（特に村越はヒール付きの靴で）程の運動能力を持つ（上り切った所でへたり込んでいるが）。遡ってなろう版2019年3月18日には、成宮・杉田はさまよえる館の呼び出し潜入は無理と主張し、村越はちょっとジムに通わなきゃと語っている。
アルトゥム・フォラミス・サクリ・エッセ（ラテン語：Altum Foraminis Sacri Esse.、略称：アルトゥム・フォラミニス、和称：深穴教団)
なろう版では、2019年2月18日にダンジョンチームカゲロウに代々木ダンジョン21層のオレンジの木を搬出発注した依頼主として初登場したが、カゲロウの入ダンは同16日。同20日に件のオレンジの木の流出先として寺沢から雑賀への情報で、フランスのアルトゥム・フォラミニス（正式名アルトゥム・フォラミス・サクリ・エッセ）というカルト＝宗教団体で、セレブの間で人気の団体らしく結構あちこち食い込んでると（正式）名称が初登場した。件のオレンジの木は仏メゾン＝アルフォールの同教団拠点の中庭に植えられ、「生命の木」と呼ばれている。同21日に、YDカフェで同代表デヴィッド＝ジャン・ピエ－ル＝ガルシアと、その手先サラ＝イザベラ＝マグダレーナが初登場した（マリアンヌ＝テレーズ＝マルタンも連れて来日している）。同教団はダンジョンを信奉するキリスト教系のカルトだと認識されており、その名は教団の聖女マリアンヌが、ダンジョンで癒しの力を得たことに基づくとされていたが、数多ある他のカルトと異なりマリアンヌは本物であり、2017年にアンドラ公国エンカンプの共同墓地を併設するサンマルク＆サンタマリア教会屋外ベンチで、火傷した老女を癒しの力で治癒するマリアンヌを目撃した詐欺師デヴィッドが天恵に打たれ、屑なマリアンヌの父からマリアンヌを買収し代表となり同教団を立ち上げ、コンセイユ・デタへの届け出も完璧に、マリアンヌの美貌と奇跡を武器に、ポーションなども駆使して、教団内調査部の調査結果に基づき顧客の信頼を勝ち取って、政治家や富豪を巧みに抱き込んでいった。
2019年2月21日イザベラは代々木ダンジョン1層で芳村にキスをし（ナイトメアスキルで芳村の夢に介入するために必要な準備行為）、デヴィッドが借りた仏DGSE（対外治安総局）が確保しているラ・フォンテーヌ201号室から、同26日に芳村への工作＝夢の中でのザ・ファントムの正体の炙り出しを開始した。初回の芳村の悪夢（朝芳村は謎の体調不調に陥る）でコネクションを確立したイザベラは、デヴィッドが提案したウィザードリィベースの3DダンジョンRPG染みた夢を構築・介入開始するも、芳村の夢の中の芳村・三好・アルスルズの無敵さ振りに、夢の中で期待していたザ・ファントムを招聘する事態にならなかったものの、イザベラとデヴィッドは「ダンツクちゃん」という言葉を知り、同教団調査部で調査を行うも見当違いの調査結果を得る。同3月4日午後JDAウェブサイトに新設された『だんつくちゃん質問箱』で、イザベラとデヴィッドは「ダンツクちゃん」がダンジョンの向こう側にいる存在で、Dパワーズがそこと接触可能であると理解する。Dパワーズは同11日迄の準備後予ダンに潜り、『だんつくちゃん質問箱』の存在をDパワーズとダンジョンの向こう側にいる何かとの接触の証拠として、デヴィッドは仏本国の高官との電話交渉の末、代ダンのヴィクトールチームを借り出し、Dパワーズを追跡任務を下命させる。同日終わり代ダン10層にDパワーズが呼び出し、勝手口より入った「さまよえる館」に、装備をほぼ消耗していたヴィクトールチームは正面玄関から突入し無数のモンスター群との戦闘で喪われた。Dパワーズは館の二階でタイラー博士と会い、代々木ダンジョン内と同入口の間で所定の電波が伝われば、ノートPCでだんつくちゃん質問箱にアクセスできることを示してダンツクちゃんの興味を引き、ダンツクちゃんはノートPCのコピーを作り出し（本来の予定では引き渡すつもりだった）、代ダンは無線端末による通信が可能となった。同12日になってすぐ、件の仏の高官からskypeでヴィクトールチームの壊滅を知らされ、以後の連絡を断られ、自事務所に帰ってきたDパワーズを見て、怖気づいたイザベラと、なおもDパワーズを取り込まんとするデヴィッドは、仲違いに至る。この頃、イザベラが得ていた情報では「彼女（マリアンヌ）は今でも、マネージャーの女性とホテルで日本のVIPとの面会を続けているのだろう。」となっていた。
同14日（日本時間）迄に件の仏本国の高官は失脚し、ヴィクトールチームが連れて行って破壊された4足歩行ロボットから回収したブラックボックスから、同日在日仏大使館でダッソーの技術者がサルベージした動画を含むデーターを見ている、同大使とブーランジェ中佐に、同元高官が同教団との経緯を伝える。同動画データーには、芳村とタイラー博士の可能性があるとされる人物が写っていた。同16日にブーランジェ中佐は部下を引き連れラ・フォンテーヌを包囲、201号室に突入するもぬけの空で、乱れた掛布団の下から血痕（後の調査でデヴィッドの血ではないと判定された）らしき黒いしみがついたシーツを発見しただけだった。同日ブーランジェは部下達をアルトゥム・フォラミニスが宿泊しているホテルに派遣、同教団関係者の確保を命じ、自らはDパワーズ事務所に向かうも芳村は不在。同12日斎賀から寺沢・田中に提供された情報は直ちに井部総理に上げられ、井部総理はその場でダンツクちゃんとの交渉開始に備えるよう組織編制を命じ、同19-20日頃に内閣官房国家安全保障局D交流準備室が立ち上がり、斎賀から同室に渡った「ダンツクちゃん質問箱（えらいひと用）」アクセス専用ノートPCで、直後に投稿された、『乙（日本国）は、甲（ダンツクちゃん）が乙の国民に奉仕する準備をすることを認める』は、モデレーター鳴瀬姉・Dパワーズの検閲を経て、ダンツクちゃんに伝えられるも、デヴィッドはその関係者を買収し、同22日には情報のリークを得ている。
同21日、デヴィッドの命でDパワーズ本部斜め向かいの二階建ての家の一室に単独拘束監禁されたイザベラは、残った僅かな魔結晶を使って、芳村の夢内で救出を求め、Dパワーズは間違って別室に同様に単独監禁されたマリアンヌ（この時点では正体不詳）をシャドウバインド（対象は失神する）で拉致した。同22日準備室杉田はダンツクちゃんに、件のノートPCから「ダンツクちゃん質問箱（えらいひと用）」で、次の日曜（同24日10時）の渋谷でのデートの申し込み（待ち合わせ場所がハチ公前）を送信した。Dパワーズ本部2F三好室に寝かされていたマリアンヌが目を覚まし1F事務所に降りてきて、そこに来ていた鳴瀬姉が約1週間前からFrDA（フランスダンジョン協会）からJDAに捜索依頼が出されていたマリアンヌであると気付き、お茶を濁さんとするDパワーズを締め上げて経緯を聞き出し、Dパワーズからマリアンヌを連れ出し、FrDAに依頼を出していた仏COS（特殊作戦司令部）ブーランジェ中佐が確認に来て、鳴瀬姉の自宅に一旦引き取った（以後マリアンヌの動静は作中不詳）。同日同教団と契約の上、Dパワーズ本部斜め向かいの家に詰めていた傭兵部隊の隊長ラーテルと副官ファシーラは、契約を打ち切り、代々木ダンジョンに活動の場を移すこととし、同家から退去すべく動き出した（この時同家で拘束監禁されていたイザベラは以後作中動静不詳）。
同23日、三好と会話中の芳村は、イザベラが約一月前代々木ダンジョン1層で、代々木ダンジョン入口で仏語で捲くし立ててキスをしてきた場違いな服装の女と思い至る。準備室からのデートの申し込みに、ダンツクちゃんから『いいよー』と返信があり、即日その情報はデヴィッドに電話で伝えられるが、この時既に傭兵連中は去っており、スタッフを隠したり帰国させたりしていて、イザベラやマリアンヌがどうなっているのかもすぐには分からない状況で、自分で動かざるを得なくなる。同24日10時前、デヴィッドは手配した車で現地に向かい、それを仏CD（ダンジョン部隊）が捕捉。同10時渋谷駅ハチ公前に、タイラー博士とダンツクちゃんが出現、タイラー博士が周辺人々や集まってきていた各国派遣者らの気を引き、周辺にスモークグレネード群が打ち込まれ各国工作員が殺到、タイラー博士は中国工作員の車に押し込まれたところで消滅。ダンツクちゃんは目立つことなく、見物に来ていた芳村（＋三好・鳴瀬姉が一緒にいる）に合流。デヴィッドは車を乗り捨て、ダンツクちゃんを追い始める。芳村はダンツクちゃんを抱き逃亡、三好は追走できたが鳴瀬姉は出来なかった。このDパワーズ＋ダンツクちゃんを、準備室の4名・デヴィッド・（デヴィッドを追って車を乗り捨てた）ブーランジェ中佐一行が追い、ブーランジュ一行は準備室一行を追い抜く。Dパワーズ＋ダンツクちゃんは渋谷駅東口で建築中の高層ビルの工事用仮設エレベーターで到達可能な最上階のスイッチを押し、扉を閉め切って動き出す直前にデヴィッドがゴンドラに飛び込む。ブーランジュ一行は階段を駆け上がり、準備室一行が続く。上昇中のゴンドラ内では、デヴィッドが一方的に超越者たちの栄光をたたえ、自分がそれに浴するのにいかに相応しいかを説き続け、最上階到着後も続き、その最中高INTなDパワーズは著しく仏会話ヒアリング能力を向上させ、その大意を理解する。デヴィッドの言ってることをダンツクちゃんが分かっていないと代弁した芳村に、デヴィッドが切れて捲くし立てる所に、ブーランジュ＋部下1名が到着、デヴィッドと問答となり、準備室4名が到着しへたり込む。準備室4名の中でフランス側への情報漏えいの可能性が共有される中、場を離れるべく仮設エレベーターに密かに移動中のDパワーズからダンツクちゃんは「良く分かった」と言って離れ、座り込んでいた杉田の肩に手を置き、「お願いは分かった」と言って消滅した。翌25日13時頃、多重国籍者を除く未Dカード所有日本国籍者にDカードが出現する現象が発生、日本中の魔結晶の多くが消失、一旦姿を消したモンスターが再度現れるようになり、スキルオーブのドロップ率が著しく上がった。前日デヴィッドはブーランジュらに任意という名の強制で連行され、CD（コマンデ・ドンジョン）にしたオーダーについて詳しく尋問され、この日もフランス大使館に程近く狭い部屋に閉じ込められていたが、14時にダンツクちゃん関係と思われる特異現象が眼前に出現したらしく、14時半にブーランジェの部下がその部屋を訪れた時には、デヴィッドは人が違ったかの様ににこやかで協力的になっていた。同24日の渋谷出現以来、ダンツクちゃんは沈黙していて、だんつくちゃん質問箱にも反応していなかったらしいが、同27日（18時よりDパワーズ事務所で行われたホームパーティー終了後）に、だんつくちゃん質問箱管理者宛メッセージ「ヒトには宗教が必要？」を送信した。
商業出版版では、02冒頭の序章プロローグの2018年某月某日（「ないとう」で飲食した2018年11月18日より後、アーメッドとアーシャのインド帰国後で、01終章エピローグのアーメッドとアーシャの社交パーティー出席情報が無いので、同27日頃より前）、仏パリ南東郊外メゾン＝アルフォールの五階建元高級集合住宅（副読本書籍版２巻では同教団本部と明言されており、Googleマップストリートビューでドクター・マス通りのそれらしい建物が指定されている）最上階で、デヴィッドがアーシャ回復の報告（多分第二報）を受けるシーンで初登場。アーメッドとアーシャが過去に同教団に訪れたことがある。同教団がダンジョンを信奉するキリスト教系カルトで、なろう版と同様な、デヴィッドとマリアンヌの出会いと、同教団の立ち上げ勃興、マリアンヌの治癒能力はスキルオーブ由来であるらしいことと、その経緯の記憶喪失が回想され、日本で実際にスキルオーブのオークションの引渡しが行われていることと、アーシャの回復が超回復スキルオーブによるらしいことがデヴィッドに報告される。同28日代々木ダンジョン10層で、三好が芳村にネット・SNSで得た、回復魔法・聖女・同教団（がコンセイユ・デタ届出済みなことも含む）とそのマネタイズ情報を話す。
03冒頭の序章プロローグでは、同12月某日東京日比谷帝国ホテルで、デヴィッドはスキルオーブオークションについての情報の無さに憤り、JDA上層部・自衛隊・マスコミの抱き込みとナイトメア（サラ＝マグダレーナ）投入を決意する。同時期ベルギーブリュッセルでアーシャにサラ＝マグダレーナが接触、サラも含め同教団が米国での布教を後回しにしても、東京に布教注力するので、マイアミ行きが中止になった話をし、同教団関係者がアーシャに、『誰が魔法をかけたのか』を執拗に訊いていた。同14日、中央TV製作局プロデューサー石塚に電話をさせ、番組制作会社メディア24ディレクター氷室に、斉藤の師匠を洗わせる依頼をさせた、中央TV局長が「悪いな石塚。借りは返しておかないと面倒なのだよ。とくに神様なぞが絡む場合はな」と小さく呟いている。同20日、Dパワーズ事務所斜め奥の昔からあるっぽいでっかいお屋敷＝豪邸に、有蓋2トントラック約8台を送り込んでいる（この時は誰が送り込んでいたのかは未記述）。同26日、同9日の申し込み通り、アーシャがDパワーズ事務所に来所、宿泊を希望し認められる。社交界などで根掘り葉掘り東京での出来事をたずねてきたのが同教団関係者だったこと、同教団がヨーロッパの後の北米進出を東京進出に切り替えたらしいとの情報を、アーシャはDパワーズに伝える。
04では、2018年12月31日の芳村と田中の電話で、Dパワーズ本部斜め裏の大きなお屋敷から荷物を運び出す引越しのトラックは見かけたが、搬入のそれは見ていないとする話題が出ている。2019年1月6日JDA本部カンファレンスルームで行われた合同会社ダンジョンパワーズ設立記者会見会場記者席に、デヴィッドとサラ＝イザベラ＝マグダレーナ（この時からミドルネーム「イザベラ」が追記された）が潜り込んでおり、通訳（自力で用意したのか、JDAが用意したのかは不明）により仏訳された会見を聞いていた。その時の二人の会話によると、Dパワーズにこの記者会見をさせた主因はデヴィッドによる工作の結果としている。デヴィッドは三好の鑑定スキルが不安なので、イザベラがパーティメンバーの男（＝芳村）を「いつも通りにやる」こととなった。この時「連中の裏の屋敷を手に入れて、オークションの開催まで監視してみた」としている
05の2019年1月15日、予ダンに潜るDパワーズを追跡観察させるべく投入された、ラーテル傭兵部隊は、同2層でDパワーズを捕捉、仏軍特殊作戦司令部ダンジョン攻略部隊の生命探知スキル所有者アラン＝ボージェ含む同傭兵部隊フォローチームに距離を置いて追跡させた。また自部隊と同様にDパワーズを追跡している正規軍部隊と思われる競合者の妨害に数名送り出した。フォローチームは同6層で意味不明な「人間をやめるぞ！」という叫び声（Dパワーズ両名が生命探知スキルオーブを使用する時のいつもの掛け声）や、謎の悲鳴（Dパワーズがimpersonate＝声真似スキルオーブを獲得すべく攻撃したBittacus Chameleon 7匹が、攻撃を受けた時の叫び声）を収音マイク（作中表記）で聞く。報告を受けたラーテルの指示により、フォローチームはDパワーズが立ち去った跡地を簡易調査したが、何ら痕跡は発見できず、日暮3時間前、この傭兵本隊が9層に降りるのを、同8層の9層側出口付近串焼肉屋台前広場、通称ターン・スピットで見た吉田が追跡撮影を決定する。日暮1時間前、Dパワーズは10層に降り、フォローチームと合流した傭兵本隊は不参加を申請したシュートを10層階段傍で待機させ、残り6名で追尾し、吉田陽生探検隊4名も吉田の決定でその後を追跡する。対ゾンビ・スケルトン戦に陥いり苦戦する傭兵部隊のラーテルは脱出に向け、無線でシュートを呼び吉田陽生探検隊付近からゾンビ・スケルトンを攻撃させ、同探検隊を巻き込み押し付ける様ファシーラに命ず。傭兵部隊はラウンドアバウトで吉田陽生探検隊に追いつき、傷つけ付け足止めしようとしたがかわされ、ファシーラによる暗器攻撃は「荒野に呼ばわるもの」を自称する墓石の上に立つ者からの投擲物（φ2.5cm鉄球）により失敗。荒野に呼ばわるものが周囲に青白い半透明のリングでアンデッドを薙ぎ払い、聞いたことのある様な荒野に呼ばわるものの声色の記憶を辿っていたアランは、ラーテルに仏CDエースのヴィクトールに同じことが出来るかと問われ、無理と答えた。吉田に助けを求められた荒野に呼ばわるものが「シリウス・ノヴァ！」と唱え、リング外のアンデッドを魔法で薙ぎ払い、『道は開かれた』「Au revoir」との言葉を残し、翻したマントが落ちると共に消え、出現直前と同じくアランの生命反応スキルでも感知できなくなった。ラーテルは吉田陽生探検隊を放置脱出を命じ、アランは途中からの録音を止めブーランジュに提出することにした。同17日、アランの録音はデヴィッドに渡っており、デヴィッドと外国語＝『二重鍵括弧』で会話するソナグラフ技術者の分析により、その声はサイモンと95％の確率で一致するも、何故か日本語部分は日本語ネイティブだったとされた。デヴィッドは予ダン10層でサイモンとDパワーズが横流し取引していたと推定、回復系アイテム取引持ち込みに使えるネタと考えた。
作者により、「この物語は、もしも本編でDファクターと共存する展開になった場合のIFストーリーです。（中略）あと、これはIFですからね！ その通りに本編が進むかどうかは、分かりませんからね！（←予防線）」とされた、「『Dジェネシス　ダンジョンが出来て3年』4巻 特典 期間限定 書き下ろし小説 "IF - A little midsummer memories." ちょっとした夏の日のお話」中では、2020年日本で新型感染症ウィルスが無毒化されたことより、その原因はダンジョンの加護と解され、アルトゥム・フォラミス・サクリ・エッセはずいぶんと勢力を伸ばしたらしいとされる。
WDARL（World Dungeon Association Ranking List：世界ダンジョン協会ランキングリスト）
ザ・リングから見つかったタブレット状の板に表示されているランキングリスト。Dカードの裏面上部に小さくユニークIDの14文字の文字列が刻まれている。Dカードの表面上から2段目の、左側AREA:と右側RANK:とも整合しているが、同最上段のNAME:は引用されていない。タブレットには、エリアを表すIDとDカードのユニークIDが総取得ステータスポイント順に表示されておりリアルタイムに更新される。WDA内部で、件のタブレット表示から、どうやってWDARLに反映している（例：カメラとロボットで自動スキャンして、OCRで処理など）かは、作中記述はない。2018年9月27日芳村がRANK1となった時は即日反映しており、なろう版で2019年3月11日24時前の仏ヴィクトール壊滅30分程後にはWDARLに反映していた。商業出版版04の2019年1月1日のDパワーズ内の会話では、三好が「（WDARL更新間隔を）知りません。さすがに例のタブレット状のアイテムが更新されるたびに連動して更新されるとは思えませんから、せいぜい週一とかじゃないですか。月一の可能性だってありそうです」と語っている。一方商業出版版06では、2019年1月19日18時13～14分に超小型核爆弾が起爆した横浜ダンジョン内から消滅したDパワーズ2名・チームI含むダンジョン攻略群自衛官12名・チームサイモン4名の内、高ランク者の生存を斎賀・鳴瀬姉・寺沢・斉藤らが即日WDARLで確認している描写があり、その正しさは代々木ダンジョン31層に転移後の全員の生還（同31層での対デスマンティス戦で殉職した自衛官2名を除くが、初版ではそれを反映した記述となっていない所があり、作者により次版以後の改定が宣言されている）でその日の夜遅く裏付けられた。WDAでDカードのユニークIDを全て把握しているわけではないため、WDAが公開しているリストでは氏名が分からないものが存在する。
ステータスポイントは、モンスターの討伐で得られ、例えば初回討伐の場合、初心者向けのスライムで0.02、中堅のパーティでも容易ではないゲノーモスで0.13程度得られる。ステータスポイントはダンジョンから出て討伐回数をリセットしないと、討伐回数に応じて10分の1にまで減少するため、長期間ダンジョン内に滞在している探索者ほど大量に稼ぐことが困難である。スライムの場合、毎回討伐回数をリセットして100匹で2Pt稼ぐのと、連続討伐で0.239Ptしか稼げない差は大きい。なお、メイキングで表示されるステータスポイントは、その時点でステータスに割り振り可能なポイントで、時間が経過してステータスに自然反映されると減少するため、総取得ステータスポイントの通常半分程度であると推定されている。匹数による経験値減少問題はモンスターの種類別に計算される。
おおよそ総取得ステータスポイントが100Pt以上で1000位以内、240Pt以上で50位以内、300Pt以上で10位以内。芳村は、2018年9月末時点で1200.03Pt断トツ1位 。
芳村によると、人間以外でもモンスターを倒しさえすればDカードが現れるが、名前がないからか、名前もランキングも表示されないらしい。名前の付けられたペットがモンスターを倒すとWDARLがどうなるのかは、芳村は知らない。
ステータス
メイキングのスキルで表示されるSTR,VIT,INT,AGI,DEX,LUCの6つの値とHP,MPの2つの値。前半の6つについては、それぞれ成人男性の平均が10Pt程度の値で、オリンピック出場クラスでも20Pt未満で、40Ptを超えるとある種の超人である。1Ptの差で成人男性の能力の平均の1割程度の差が出ることを考えれば、1Ptの差による影響が結構大きい。例えば、ダンジョン内で大量のスライムを討伐し都度代々木ダンジョン外に出る特訓を繰り返してステータスアップを身を以て実感した斎藤涼子は「そのうち、台本も一度ですんなりと頭に入ってくるようになるし、ダンジョンって、なにか頭が良くなる成分でも出てるんじゃない？」と語っており、その後INT:30,AGI:25,DEX:50にステータスアップ操作を受けた後には、初めて扱うベアボウで世界記録級の成績を残し、経験がほとんどないピアノ演奏でプロのピアノ演奏を一度見ただけで完全にコピーするという異常な能力を発揮している。
常磐医療機器研究所とDパワーズとの共同開発では、体から発せられる電磁波などを総合的に測定して、測定値とステータス値との相関関係からステータス値を類推する数値解析モデルを構築した。その成果が、SMD-Pro,SMD-Easyなどのステータス計測デバイスであり、ステータス計測デバイスがDカードを取得していない人間のステータスは計測できないことから開発緊急量産されたDカード所持判別用機器である。
STR値が握力や背筋力といった既存の他の方法で測定可能な分かりやすい値と直結していることもあり、ステータス値がある種の偏見を喚起している。INT値は、魔法関係ではMPの上限値に最も影響がある値で、1時間当たりのMPの回復量でもある。一般的な能力としては、コンピュータのハードウェアのスペックのようにパターン認識力や、論理演算能力、記憶力に影響がある。INT値が高くても学習は必要であるが、学習の効率が違ってくることもあり、ステータスのINT値を測定できるようになったことで、多少の努力では覆らない知的能力の客観値としてINT値をみなす人が出てきたのである。
ダンジョン・ブートキャンプ
ダンジョン利用における効率的なステータスの取得支援を目的として代々木ダンジョンで、株式会社ディーパワーズ（なろう版）が行っている、合同会社ダンジョンパワーズ（商業出版版）が行おうとしている、探索者支援事業の一つ。
強化プログラムでは、ステータス計測デバイスでステータスの測定後、強化したいステータスに応じた鍛錬を行った後、スペシャルドリンクを飲用したのち、ステータスを再度測定するというものである。苦行を乗り越えた末にステータスを更新された新しい自分に生まれ変わるというイニシエーションを模している。強化プログラムで実施している鍛錬は、ステータスを上げたことにより体感の変化を精神的に受け入れるための演出であって、ほとんど意味がない。スペシャルドリンクも飲用するのが苦痛なだけのもので心理的演出でしかない。肝は、スペシャルドリンクによる苦痛にもがいている間に、Dカードのパーティ機能を介してメイキングのスキルでステータスポイントをステータスに割り振るところにある。よって、割り振るべきステータスポイントがない人材が受けても無駄であるし、やっていることを形だけ真似ても無意味である。第1回のキャンプ利用者はサイモンチームと六条だった（六条は後述の別の方法メニュー）。
別の方法としては、効率よくモンスターを討伐してステータスポイント稼いだうえで、メイキングのスキルでステータスポイントをステータスに割り振るという本当の意味での強化方法がある。しかし、それなりの期間をかけてモンスターの討伐を繰り返す必要があることもあって、この方法の結果として実験台になった斎藤/御劔の両名と（商業出版版05で斎藤は、2019年1月中旬に予約が入った代々木ダンジョン10層行からの生還確率を上げるため当人からの希望により、その直前に予ダン1層ピットイン毎スライム叩き6日間4007匹を行い、稼いだステータスポイント80.14を本人の知らぬ間に均等配分処理されている）、Dパワーズの契約探索者及び三好自身以外には実施していない。
さまよえる館
ダンジョンにおいて、一人で同一種のモンスターを1日で373体以上討伐すると、出現する謎の館。その日の24時に鐘の音とともに消える。ダンジョンのあるエリアにより機械的に定まるローカルタイムと法定時刻が一致している代々木ダンジョンにしか作中出現していないので、エリア時刻と法定時刻のどっちの24時なのかは不明で、両極地のダンジョンでの扱いも不明。なお、同一人物が既に「さまよえる館」を出現させたことがあるモンスターをもう一度373体以上討伐しても、「さまよえる館」は出現しないようである。代々木ダンジョン18層地下神殿のゲノーモスは、373体討伐してもさまよえる館は出現しない。商業出版版03で、鑑定時にモンスター名の前にアスタリスク「*」がつく場合、373体討伐してもさまよえる館が出現しないらしいとする描写が付け加えられ、それが他人が先行して373体討伐した場合でもさまよえる館は出現しないかもとする仮説も追加された。
Dパワーズ1回目のさまよえる館から回収された碑文を三好が鑑定したら、「さまよえるものたちの書（断章 1（ネット版の記述、商業出版版では「一」と記述）） The book of wanderers (fragment 1)　ダンジョンの深淵に触れる本のオリジナル。さまよえる館に安置されている。（後略）」となっていたので、「さまよえる館」はダンジョン側の自称。同碑文断章 1のクリンゴン語部分には、「マナーハウス」とも記述されていた。モデルになった建物は、タイラー博士の母方のマナー・ハウスで、タイラー博士の思い出の地であった。その建物は、もともとはモントレー湾を臨む丘に建っており、1989年に地震の被害にあった後、売却され取り壊されている。建物の内部は次元を超越した迷路になっており、建物の外見からは想像できない構造になっている。ネット版では「さまよえる館」の周辺は別の空間として扱われ、空間内部のモンスターが外部に出てくることはない描写だが、商業出版版04では空間内部のモンスターが逃げ出したDパワーズ他を追いかけて空間外まで追跡し、空間入口外側の別人物達側に空間外で分派して襲撃しようとした描写へと変わっている。
エントランスホールの壁面の多くは本棚となっており、ぎっしりと本らしき物が収容されているが、Dパワーズ二回目館行では、三好は本棚ごとの収容は出来ず、本単体は取り出し得たがそれも収容できず、本を開けることも出来なかった。
Dパワーズが、2018年11月27日に初回「さまよえる館」を訪れた際の様子を撮影し三好が編集した動画が、危険性周知という意味で、JDAの情報公開サイト「代々ダン情報局」で公開されたことがある。「さまよえる館」の周辺では、バロウワイト、ムニン、ガーゴイル、アイボール、ゴーストなどの強力なモンスターが無尽蔵に襲撃してくる。その危険性は、Dパワーズによるさまよえる館3回目の訪問である2019年3月11日に、フランス軍のダンジョン攻略部隊に所属する世界ランク10位のヴィクトールが率いるパーティが、Dパワーズ追跡中に出現したさまよえる館に、正面玄関より侵入して戦闘に至った様にDパワーズから感じられた銃声を含む間接的戦闘描写と、タイムアウトでさまよえる館が消滅し切る迄、ヴィクトールチームがさまよえる館に正面玄関より出てこられず、遂に生還しないまま3名共WDARLから抹消されたことからも分かる。
対話相手の見かけは、タイラー博士であったり、ゴーストだったり、女の子だったりするが、実態は「デミウルゴス」「ダンツクちゃん」などと命名されたダンジョンを出現させている存在である。
「さまよえる館」の特に玄関ホールには、「The book of wanderers(さまよえるものたちの書)」が安置されている。オリジナルは1冊しか存在せず、ダンジョンで見つかる碑文はこの書の断片の写本にあたる。
代々木ダイバージェントシティ計画
代々木ダンジョンの土地開発計画。代々木ダンジョンの32層のセーフエリアが見つかって、公共投資として土地開発ができる可能性が出てきた。折りしも、21層のDパワーズの拠点の存在がJDAに報告され、もしかしたらダンジョン内にある広大な空き地に大規模な開発ができるのではないかという欲望を駆り立てることとなった。JDAの瑞穂常務理事を筆頭に、東京都、通信会社、建設会社などを巻き込んで利権の争奪戦が始まっていた。
最初の取り組みとして計画されたのが通信網の整備であった。自衛隊が部隊運営のために敷設して細々と維持している有線通信では需要を満たせないために、公共投資で通信網を整えたいというものである。21層のDパワーズの拠点が作れるなら、携帯電話などをサポートする通信基地ぐらい簡単にできるだろうという期待が、それに拍車をかけることになった。そこには、コストがかかる輸送問題も、Dパワーズを低コストでこき使えばいいという捕らぬ狸の皮算用が蠢いていた。もっとも代々木ダンジョンに関しては、Dパワーズに誘導されたダンジョンの気まぐれで、通信網整備の必要が無くなってしまった。2019年3月11日23時30分頃以降、ダンジョンが特定周波数の電波を中継してくれるようになり、携帯電話やWiFiで、ダンジョン入り口にあるJDAのゲート付近と同じ条件で外部と通信できるようになったためである。基地局設置にかかる費用による利権を狙っていた人たちにとっては目の前で利権が消えてしまった結果になった。当然JDAのゲート付近の基地局増強は必要になったであろうが、その利権は予定していたものより遥かに小さいものに留まる。なろう版作中には移動体通信事業者として、DOCOMOとソフトバークが登場する。
北谷マテリアル
芳村圭吾や三好梓が所属していた化学系企業。ダンジョン素材の利用に関しては後発の企業である。芳村率いるプロジェクトチームがダンジョン素材の物性の研究をしていた。それなりに成果を上げて、論文発表なども行っていた。化学系の基礎研究で、たかが2 - 3年の研究では、最初から成果が予想されているか、万に一つの幸運でもなければ採算可能な応用がすぐにできるわけがない。芳村たちの上司である、榎木課長は、お荷物だった基礎研究を中断させ、利益の上がりそうな応用研究にシフトさせ成果を出していたと会社幹部に装っていたが、バナジウム系新材料の技術サポート営業とクレーム処理に失敗し取引先を一社失い芳村に責任転嫁し、三好によると芳村が退職に向けて有給休暇に入ってからは研究も進められなくなっていた。
SMDシリーズ (ステータス見えるくんですシリーズ, Status Measure Device Series)
ステータス計測デバイス。常磐医療機器研究所で開発された全検査医療カプセルを元に、不要な生理学的計測機能をオミットした簡易型と高機能型の両試作機で芳村などから得られたデーターから、三好により構築された計算式と係数群によるプログラムを、両試作機の過剰なセンサーグリッド密度や過剰なサンプリング周期などの性能をグレードダウンして大幅にコストダウンしたハードウェアと組み合わせ、データ処理をサーバーに委ねる方式に改めたRC1を経て、Dパワーズが常磐医療機器研究所と共同で開発した。簡易版のSMD-Easyと詳細版のSMD-Proとがあるが、1年間のサーバー使用料金込みでSMD-Easyが35万円でSMD-Proが最小構成で280万円。スタンドアロン式初期試作機では「簡易版は、測定条件によって、結構な誤差が生じるかもしれません」としていた。2018年11月16日に、SMDの原型となるアイデアがDパワーズ内で検討された。メガネタイプはスカウターを連想させるとして廃案になった。ゴーグルの音声認識方式やサマゾンの音声認識方式の様に、端末部分は単なるセンサーと表示パネルと通信部分で構成し、計測したデータをセンターに送信して、結果だけを受け取って表示することにより、ソフトウェア部分を解析・コピーを予防することにした。この方式は芳村のステータスの擬装も可能としているが、後の展開でそれが実行されたかは不明ではあるが、代用機能となるSMD-DENYが後に準備された。そして廃案となったメガネタイプの代わりに、簡易表示の出来るスピードガンタイプと、精度の出る固定設置タイプの2系列を開発していくことになり、後に簡易版にはSMD-Easyと精密測定版にはSMD-Proと、商品名が冠されることになる。そのため、WiFiないし携帯電話網などによるインターネット接続が必須となっている。Dパワーズはネーミングに相当苦労しており、2019年1月6日に常磐医療機器研究所中島から問い合わせがあってから2日間、すでに締め切られたはずのスキルオーブオークション対応をそっちのけで、考え倒した末に決定した。
2019年1月1日にマスコミに概要を発表後、プロトタイプがダンジョン・ブートキャンプで使われ、2019年2月23 - 24日のニューヨークのイベントでお披露目された後、2019年3月11日から予約をスタートしたが、最初の8秒で予定していた1年分の生産量に達しキャンセル待ちの予約停止の状態に陥った。
Dカードチェッカー
Dカード所有者（紛失者も含まれる）か否かの識別装置。SMD開発中に、Dカードを取得していないとある値（複数）が常にゼロになり、ステータスが取得できないことより、開発に至った。商業出版版03では、2018年12月23日にDパワーズ内で、Dカードを取得していないと、ある計測値が常にゼロとなり、結果ステータスそのものが取得できないため、デバイスがDカードを持っている人とそうでない人を明確に区別すると、三好が芳村に報告している。Dカードの検出のみを行う簡易版と、パーティを組んでいるかどうかも検出できる高機能版とがある。SMDシリーズとは異なりオフラインにてスタンドアローンで使用できる。簡易版が29,800円、高機能版が198,000円。2019年3月11日から予約をスタートしたが、1日で高機能版に620万台の発注があり、常磐医療機器研究所を慌てさせた。
その前に大学入試関係者からの要請を受けたJDAからの要請で簡易版相当のプロトタイプが先行して大学入試対策にJDAに2400台出荷された。この時の単価は100,000円。この時はDカードチェッカー供給要請の動きに不審を抱いた三好の判断により、本来はセンサーにコスト的にも性能的にも向いているSCD28でなく、知的財産権を老舗でちょっと落ち目の大手1社（具体的には御殿通工）だけが保有していてまだその期間が長く残っているD132を採用し、必要の無い回路・部品を付け足した仕様としていた。案の定D132使用の情報はJDAから流出し、三好は自己判断で800億（単位不詳）位を投じた御殿通工株仕手戦で随分儲けた。初期量産品D132仕様2400台が計測する対象と、SCD28仕様に代表される特許を出願した仕様の計測対象は、異なる部分を計測しているので、先行公開技術＝D132仕様が特許認可の妨げにならないと三好は目論んでいる。
2019年3月25日14時頃、Dカード未獲得の日本国籍を有している人（多重国籍者は除く）の（ほぼ）全てに、Dカードが配布される事件が起き、その後も出生届などでDカードが出現し続けているため、日本人相手にDカード所有の有無をチェックする需要が減るものと思われ、簡易版は日本国籍（多重国籍者は除く）を有さないDカード非獲得者を検出するツールとなってしまった。
SMD-DENY（エスエムディ・ディナイ）
『SMDで覗くなYO＝SMD DE Nozokuna Yo』の略語。
Dパワーズのサーバーにアクセスして（具体的なアクセス法は不明）、特定の周波数を確認後（周波数変更頻度は不明）、その周波数の微弱電波を発振する装置。SMDシリーズは電波受信感度が高いので、その周波数の電波を受信したことは測定値に含まれ、Dパワーズのサーバーにその周波数の電波込みの測定値を送信すると、サーバーがSMD-DENYが作動していると判断し、その旨をSMDに返し、ステータス値をSMDに返さない仕掛け。試作品は2 - 3センチ程度の薄い正方形をした物体。日本国の電波法制では、無線設備から3メートル距離での電界強度が一定以下の微弱電波発振装置は、どんな周波数帯でも無線免許等が不要となっているので、日本国内でのSMD-DENY使用に無線免許は不要。
2019年3月12日のSMD出荷開始後、『議員の皆さんは本当に優秀？』ウェブサイト（国会議員のステータス一覧サイト）出現を受けて、三好が予ねて試作していたSMD-DENYを量産すべく、三好は何処かへ電話していたら、電話の向こうから悲鳴めいた音が芳村には聞こえた。芳村は常磐医療機器研究所の中島さんの所だろうと推定した。
商業出版版03では、2018年12月23日に遡ってDパワーズ内で、三好による芳村の個人識別情報算出の報告に続いて、別の芳村個人情報隠蔽手段として、SMD-DENYの原形となるアイデアが三好により提案されている。
インフィニティファームシステム (Infinite Farm System)
ダンジョンで小麦を無限に生産するシステム。Dパワーズが日本の農機メーカーと共同で開発している。主に、ダンジョン内でリポップする小麦と、その小麦を収穫するコンバインとで構成されている。
転移石・帰還石
デヴィッドの指示により、イザベラがウィザードリィをベースにして、レム睡眠中の芳村に介入・誘った夢の中に現れた、指定の転移先に石だけが転移する「転移石」と、代々木ダンジョン31層から入った秘密の花園から1層への転移体験を元に、芳村がメイキングスキルで魔結晶と基本的に転移先の石を使い転移先で作る（転移先に石が落ちておらず、別層の石を使ったケースもある）、石毎に固定された代々木ダンジョン内の指定ポイントに石諸共使用者を転移させる石で、メイキングスキルで元の石に戻すことも可能。1層に転移する石は特に「帰還石」と名付けられている。開発中には石だけが転移したり、使用者が真っ裸で転移したり、危険性を下げるために転移先を石毎に固定するなど、作中「転移石（真）ver.4.03」迄やそれ以後の試行錯誤を重ねている記述がある。自由度の高い初期試作品でも何らかの理由（Dパワーズはダンジョン内外相互座標のマッチングミスと推定）で代々木ダンジョン外では使用できず、実用段階では代々木ダンジョン外に持ち出せばただの石に戻るように設定されている。使用者は自身の髪を含めた転移対象を意識しないと髪を失ったり、衣服装備輸送物を意識しないと意識しない物が取り残されたりする危険がある。異なるダンジョン階層に転移する場合、影の中にいる召喚ヘルハウンドが置き去りになってしまう（同フロア内なら新たな影に召喚ヘルハウンドが自力で移動する）ので、連れて行く場合影から外に出して意識して共に転移する必要がある。この点は、アルスルズが付いて来れなかった秘密の花園から1層へ、アルスルズ付きでDパワーズを転移させたダンツクちゃんによる転移と異なる。転移石・帰還石開発生産元のDパワーズは、その運用管理をJDAに委ねた。JDAは情報統制のため、ダンジョン管理課を擁するセクションのほぼ大物（作中用語＝管理職？）達ばかりだけで立ち上げたが、現場職の手が足りなかった当時の切実な事情もあった。DパワーズからJDAへの販売価格の決定は、引き渡し開始後。2019年3月25日9時頃、長らく転移石製造に失敗してきた三好も、祈りバージョンの転移石製造に成功するが、三好が鑑定しても『転移石』としか書かれていないので、何処へ飛ばされるか不安で、Dパワーズの二人は試用を躊躇したが、即日あれこれテストをしていた。
塩化ベンゼトニウム
陽イオンタイプの界面活性剤の一。その水溶液は、ダンジョン内の人工物を食い荒らし消滅させるも、作中意外と討伐が困難な、スライムへの特効薬。塩化ベンゼトニウム水溶液をかけられたスライムは、はじけ飛んでφ1cm程度の球形のコアが露出する。このコアを破壊すればスライムを討伐したことになる（破壊しなければポイントは付かないし、条件が揃えばスライムが復活することもある）。作中でも第一三共（現実では第一三共ヘルスケア株式会社）製消毒薬マキロンの主有効成分として知られる。「ワザの名前を叫ぶのは、我国の伝統だ」とする芳村からは、「塩化ナントカ（なんとか）ニウム」「エイリアンのよだれ」「ナントカビーム」「ベンゼトスプラッシュ」などとも呼ばれている（口にはしないが内心では「マキロンもどき」とも）。
スライムの主成分が水の様な物であることから、殆ど液体のスライムが形を保ってるってことは、スライムの内と外では界面自由エネルギーが不安定化して、表面積の最小化が起こっており、界面自由エネルギーを下げることによりスライムは形を保てなくなる、と考えた三好が準備した各種界面活性剤を、2018年10月4日に共に代々木ダンジョン1層に潜ったチタン製フライパンを構えた芳村の影から、2番目にスライムに試用噴霧した塩化ベンゼトニウム水溶液が劇的効果を示した（最初に試用噴霧したのはドデシルベンゼンスルホン酸ナトリウム水溶液で、ママレモンの主有効成分とされる）。
後特許申請前の確認として、なろう版では2019年2月3日に、商業出版版では同1月18日に、Dパワーズが行った各種界面活性剤スライム噴射塗布実験で、塩化ベンゼトニウム水溶液の他は、抗微生物スペクトルも作用機序も使用したときの主な副作用までほぼ同じ筈の塩化ベンザルコニウム水溶液を含め全て無効果だったため、Dパワーズは化学的な作用機序とかとは全然無関係で、2018年10月4日のその時考えていたあちこちにくっついているスライムをなんだかばい菌ぽいと考え、そのばい菌に効くマキロンモドキの塩化ベンゼトニウム水溶液ならスライムを駆逐できる＝塩化ベンゼトニウム水溶液に弱そうだと強くイメージしたその時からスライムはそれが弱点になったと推定した。またその決定には芳村のメイキングスキルも補強したかもしれないともしている。その延長線上には、「くそっ、何も通用しない！ こいつに弱点なんかないのかよ！ って強くイメージされたモンスターは――」「弱点がなくなる？」ともDパワーズは考えた。ただし三好が塩化ベンゼトニウムがマキロンの主有効成分であることを芳村に開示したのは、同水溶液をかけられたスライムが弾け飛んだ直後。
塩化ベンゼトニウム水溶液のスライムへの効き目の発見或いはその決定は、Dパワーズに大量のスキルオーブとその販売益をもたらし、代々木ダンジョンで天井から降ってきたスライム対処に苦しむ御劔の生命と美貌を救い（一緒にいた斎藤共々、スライム討伐都度入り口に戻る、高効率スキルアップ法も教授された）、アーシャに肉体的欠損と精神的苦痛からの回復をもたらし、Dパワーズの物を含め特許としての技術公開はダンジョン内各種施設のスライムからの防御技術を人類にもたらし、世界に（後に日本人の殆どには別途Dカードが配布された）安全なDカード獲得技術をもたらした。
商業出版版06では、横浜ダンジョン元地下二階スタンピードクライシス時には、一定時間ごとに分裂し下手に砕いても復活するマルチヘッデッドクリーナー（三好は『マルチヘッデッドクリーナー・7（数字は世代）』と鑑定した）が一体当り最大8体召喚する多色スライム（赤：ブラッド、緑：ポイズン、黒：ダーク、茶：ダーク、青：いつものなどに番号が付いて、例えば『ブラッドスライム246』『ポイズンスライム739』と三好は鑑定した）全種全色に対しても等しく有効だったが、コアを潰さなければその場では数秒～30秒弱で復活し、芳村の討伐経験値分析より同色異番号スライムは別種モンスター扱いとなり、さまよえる館召喚は極めて困難と判断された。この時液体の正体は未開示だが、チームI・防衛装備庁次世代装備研究所ダンジョン装備研究部漆原清麻呂（うるしばら きよまろ）・チームサイモンらに、水鉄砲や液塗れの蜂用防護服での実使用でスライムに強烈な効き目のある液体の存在は開示されている。

## 主なダンジョン
代々木ダンジョン
本作の主な舞台となるダンジョン。その名の通り東京都渋谷区代々木（NHK放送センターと国立代々木競技場第2体育館の間）に存在する。このダンジョンの発生時に、打ち込まれたダンジョンが占有する円柱状の空間により、東京メトロ千代田線の代々木公園駅 - 原宿駅間が切断されたと作中されている。ダンジョン震の観測結果より、ダンジョン深度は280mとされている。JDA管轄の「パブリックダンジョン」（WDAライセンスを持ち所定の手続きを踏めば誰でも入れるダンジョン）だが、JDAは2019年1月31日より、ドロップ鉱石未決定フロア（鉄が確定した31層と金に定められている50層を除く25層以深）への、マイニングスキル所有者立ち入りを禁止している。入口付近にはカフェや会議室やダンジョン外では違法となる武器兵器類を合法的に保管できる倉庫等も併設され、2019年3月後半にはゲート内のレンタルスペースの一番ゲートに近い1Fの一等地＝Dパワーズのブートキャンプ施設（ゲートを通らずにダンジョン区画内外の出入りが可能）の隣に、JDA有料ステータス計測所が設けられた。代々木ダンジョンのダンジョンショップは、ダンジョンのエントランスを出て、南側、渋谷区役所交差点方面へ向かう途中に並んでいる。なろう版2019年3月27日頃には、JDAダンジョン管理課転移石・帰還石管理部署が行った転移石・帰還石テストの結果、代々木ダンジョンから一定以上離れるとただの石ころになることが確認公知されたこともあって、ダンジョンの裏側に建築中の建物の部屋の引き合いが世界中から凄い勢いで集まってきているらしいが、部屋の割り当てはWDAのDFA（食品管理局）を始めとするWDA関連の組織からも強権が発動されたと、鳴瀬姉が芳村に伝えている。東経139度台の東京（東京都庁舎より経度的に僅かに東寄り）にある代々木ダンジョンは、エリア12の東の端っこにあたる。
モンスターがアイテムをドロップしない4層までがファン層（アマチュア層）、アイテムをドロップするモンスターが出現する5層以深がプロ層と区別されている。多様性に富んだダンジョンとして知られ、単一層内で地域毎にスタイル・出現モンスターの違いがある層もある。
2018年11月時点で最高到達階層が20層程度だった。第1層を含め、副読本によると代表的なフロアは半径5キロメートルの円形で、JDAGの方針が到達階層よりも全フロア探索を優先していたためである。2018年9月のエバンスダンジョンの攻略と、Dパワーズからのスキルオーブの購入をきっかけとして、魔法の評価を兼ねてJDAGの攻略方針を21層以降は到達階層優先に切り替えたため、12月頭には26層、1月27日には32層に到達して、公認されているダンジョンの階層としては世界で一番深い階層まで到達したダンジョンになった。21層に未到達エリアが残っていた背景には攻略方針の変更の影響があった。一方同様な方針で臨んだ32層は33層への入口がなかなか見つからなかったため全域に渡ってドローンによる空撮で地図を作成済みである。その後、2019年3月某日（多分18日前後）に、オレンジ色の小鳥（Dパワーズが33層への入口を探索案内させるべく放ったロザリオ）に案内されたチームIが33層への入口を発見、33層に到達した。
2019年3月11日23時30分頃から世界のダンジョンで唯一、階層を超えて或いはダンジョン外と、携帯電話回線や無線LANが通じるようになったが、通信通話可能となったのは直前に芳村がダンツクちゃんに見せた周波数の表に記載された周波数に限られ、通信可能となった経緯は一部関係者だけにしか知らされていない。
芳村圭吾作成1号ダンジョン（仮称）
作者により、「この物語は、もしも本編でDファクターと共存する展開になった場合のIFストーリーです。（中略）あと、これはIFですからね！ その通りに本編が進むかどうかは、分かりませんからね！（←予防線）」とされた、「『Dジェネシス　ダンジョンが出来て3年』4巻 特典 期間限定 書き下ろし小説 "IF - A little midsummer memories." ちょっとした夏の日のお話」中に登場。2021年夏、代々木ダンジョン1層隅で（Dパワーズ事務所ではDファクターが足りなかった）、芳村がバカンス用砂浜としてコート・ダジュールの青い海と白い砂浜をイメージして空間を作ろうとしたら、Dパワーズを中心とした空間として、そこからドアを介して繋がる別のダンジョンとして発生した。発生に伴い（少なくとも周囲の）多くのスライムが一斉に消滅している。ダンジョン内で討伐された「タコの足がくっついたサメ」モンスターや「セイレーン」風モンスターがラスボスだったのか、創造者芳村がラスボス扱いだったのか、入在ダン者全員が出ダンした直後に消滅した。代々木ダンジョン付近を震源地として、ダンジョン震・消滅震が観測された。直後に代々木ダンジョンゲート外で芳村に会った鳴瀬姉は、これを知り厳しい追求と説教を行った。本ダンジョン内ではアルスルズの登場シーンは一切無いが（本作中にはロザリオは登場するが、アルスルズは登場しない）、ダンツクちゃんは侵入・会話・消滅・内部観察・スマホ無線通信し、モンスター創造・ドロップ物創造に措いて影響力を行使している描写となっている。
横浜ダンジョン
横浜市（桜木町駅前）に所在するダンジョン。東経139度台の東京の東京都庁舎より経度的に10km程度西寄りにある横浜ダンジョンは、代々木ダンジョンと同様にエリア12の東の端っこにあたる。建築中の商業ビルの地下階（最深地下9階で、商業出版版では最深階は機械室を予定していたとされている）がダンジョン化したという珍しいタイプで、深度の割りに出現するモンスターが強力なため、最初に挑んだ自衛隊のチームは3層で引き返したとされ、ある時期から入ダンはランクB以上かその同行が必要とされている。地上1階部はJDAの管理施設。ビルの名前は正式には「ヌーヴォ・マーレ」、通称「ダンジョンビル」。ダンジョンビルの2階には、椿屋カフェがある。2階と1階は完全に分離されている。1階へはWDAカードがあれば入れる。地下1階は元々食料品などを売る店舗用フロアとして作られていて、それなりにスペースが区切られていて、地下1階以外は地下駐車場を予定していたため（商業出版版では地下9階は機械階が予定されていたが、どうなったか確かめた者はいない）か、各フロアがワンフロアボス部屋層となっており（商業出版版では横ダン旧地下2階はボスの存在に関わらず（非モンスターの）出入りは自由とされている）、ボスのリポップ時間は4時間であるため、入ダンランク制限と併せて閑散としていた（分かり易い射幸性もあって一時は盛り上がっていた）。ボスを倒すと必ず宝箱が登場し、リポップするボスも、宝箱の中身もガチャのようにバリエーションに溢れていたことから、付いた名前が「ガチャダン」、海外では「ギャンブルダンジョン」や「ルーレットダンジョン」と呼ばれる。なろう版2019年1月24日の斎賀の発言によると、以前は各種ショップなんかも入って賑わっていたんだが、今は全て閉店して、実態だけ見ればちょっとした廃墟だな、とのこと。
商業出版版では2019年1月9日、なろう版では2019年1月22日、元のビルの地下1階で、20層以深でないと発現しない筈の芳村のマイニングスキルが発現し、モンスター撃破後ラウンドブリリアントカットされたダイアモンドが出現した。商業出版版06では、芳村のマイニングスキルにより元ビル地下2階のドロップ鉱物は鉄となった。地上から降下する階段の一段一段がダンジョン上の一層一層に相当するものとDパワーズは推定しているが、結局、ダンジョンの階層構造が特殊で、到達している階層が本当は何階層なのか正確には確認されていないが、商業出版版06では想像されるその深部の難易度に芳村は慄いている。他に旧地下2階以深は駐車場を予定していたので階層間を結ぶ車道（実際に元ビル地下1階相当部Dパワーズ賃借化後の、同地下2階以深への地上からの新入ダン口はこの車道が使われている）や、エレベーター用などを含む縦坑群に由来する通路があると思われる。実験用にDパワーズが元ビル地下1階相当部をJDAから賃借し、地上1階をJDAから買収した（商業出版版では旧地下2階から地上1階間の階段も含むと明記されている）。これに備えてなろう版では2019年1月末で、商業出版版では同10日のDパワーズからJDAへの購買賃貸申込（鳴瀬姉への申込はその前日）から同14日の同契約の間に、地上1階のJDAの管理施設は閉鎖され、元ビル地下1階相当部はDパワーズ以外入場禁止閉鎖、同年2月頭より地下駐車場の入り口側に新たに設けられた簡易の入場ゲートから元ビル地下2階相当以深へ入ダンすることに切り替わった。ダンジョンビル地上1階フロア買収に伴い、Dパワーズ新本部検討中に出てきた「100坪のフロアのまんなかで、二人でぽつんと仕事をするってのは、それはそれでカッコイイような淋しいような」との三好の嘆きが可能にはなったが、実行してはいない。
なろう版では元のビルの地下1階賃借後、D進化などの農業実験に一部使われているだけで、大部分は倉庫を兼ねて放置されたままになっている。結局Dパワーズ新本部1階事務所の16畳部屋の奥半分を潰して設置された、SMDシリーズ（市販モデル）の演算処理や、だんつくちゃんがコピーしたノートPCと「だんつくちゃん質問箱」の間に入って投稿転送を管理実行する「だんつくちゃん質問箱」クローンが入った、そこそこ新鋭なIBM製Linux専用メインフレーム（2m角3トンAC200V29.9kVA級）も、当初三好はダンジョンビル地上1階設置を予定していた。
商業出版版05では、2019年1月8日に三好が研究用小フロアダンジョンとして横浜ダンジョン1層と実験室用にダンジョンビル地上1階に目をつけて芳村に提案し、翌9日に現地見学した際に、その実験室を「津々庵」（故松下幸之助PHP研究所「真々庵」に因む）とネーミングすることとしている。購入賃借後の同16日に旧地下2階でファルコンインダストリー社の重機関銃砲搭載ポーター射撃試験中に出現した、千切れてもそこから各々再生し、そうでなくても4～6時間毎に無限分裂増殖し、1匹当たり最大8匹の多色スライムを召喚する、マルチヘッデッドクリーナーがボスモンスターとして出現、横ダンは碑文で予告はあったものの全ダンジョン史上初のスタンピード危機に突入した。横ダン旧地下2階駐車場と地上出入口間の車道には頑丈なゲートが設けられているため、スタンピードは防備の薄い階段側から津々庵を出口として発生するものと考えられ、Dパワーズには無過失責任賠償が課せられ得る事態となった。横ダン・ダンジョンビルの設定は、商業出版版05巻末特集に見開き2ページで描かれている。
商業出版版06では、「俺（芳村）たちは、自由に地下一階へ下りることができた。（中略）自己責任ではあるが、勝手に何階へでも下りられる権利が与えられていた。」としているが「JDAが緊急事態と認めた場合の入ダンには、JDAの許可が必要」となっている。車道ルート旧地下二階以深では、ボスモンスターを撃破しないと開かないドアが、ダンジョン化に伴い追加されている。津々庵からの階段ルートは、旧地下一・二階の階段側から見ると手前に開く元から存在した両開き戸（無論ダンジョン化している）で区切られていて、恐らく旧地下8階までは同構造と思われ、強力なモンスターと遭遇しない限り容易に旧地下8階までは下れるものと思われる。同05のスタンピード危機に乗じて、アメリカ国家安全保障会議でダルトン米国家安全保障問題担当大統領補佐官が、ハンドラー米大統領に核兵器使用許可を求め、同大統領が許可した場合か、マルチヘッデッドクリーナーが横浜ダンジョン外でも増殖することを確かめ、同ダンジョンから溢れ出す直前に限って、同ダンジョン内を核爆弾で焼き払うことを、条件として書き足して、同大統領は核兵器使用命令書にサインをした。ダルトン補佐官はW54 (核弾頭)の最小級核出力を念頭に超小型原子爆弾の手配と、作戦からチームサイモンを外し、チームサイモンには非核兵器と隠蔽し、代わってDoDの実働部隊員辺りをファルコン社のサポート要員として当らせる様命じた。目的はダンジョン内での核爆発実験観測と、放射性廃棄物のダンジョン内廃棄処理可能性の実験である。日本側も含め結局この核爆弾以外の全ての対策案・試行錯誤は無駄に終わり、核爆弾搬入設置を行った工作員＝自称自称ファルコンインダストリー社職員ジョン＝スミスにより、公称起爆予定時刻2019年1月19日18時15分より1～2分早く、横浜ダンジョン旧地下2階中央部で起爆した。爆発の結果、一切の衝撃・電磁波・放射線・爆風はダンジョンから出てこず、ダルトン補佐官の恐れたダンジョン内で核爆発実験を行っても従来の地震学的監視観測所・放射性核種監視観測所・水中音波監視観測所・微気圧振動監視観測所では把握不可能という結果になった。また同ダンジョン内が放射性物質で汚染されていないことから、放射性廃棄物ダンジョン内廃棄処理の可能性が認められる結果となった。ただし今回は、核出力だけでなく、芳村のインフェルノ（＋メイキング）魔法が関与した可能性や、付近に溢れ返っていたマルチヘッデッドクリーナー群とスライム群の消滅で供給されたDファクターの影響や、核爆発エネルギーが転移に使われたと考えられ、後にDパワーズが代々木ダンジョン31層から入った秘密の花園で出会ったセオドア＝ナナセ＝タイラー博士再生体は「（核爆発エネルギーや放射性物質は）君たち（＝Dパワーズ2名＋自衛隊ダンジョン攻略群12名＋チームサイモン4名）を分解して、最も近いダンジョンの未踏破フロアへ転送するのに使われたようだね」「あそこに大量にいたスライムが役に立って何よりだ」と語っており、一般のダンジョン内で核爆発を起こした結果が同じになるとは限らないが、商業出版版06終了時点でダルトン補佐官を含めそれを理解している者はDパワーズとタイラー博士以外にはいない。
新国立競技場青山門付近のダンジョン（仮称）
作中ダンジョン名は未出。東京都新宿区に建設中の新国立競技場青山門（完成後の「国立競技場」ウェブサイト上では「青山ゲート＝Aoyama Gate」とされ、新国立競技場敷地の東端付近にあたる）付近（コミック版と地図を突き合わせると、青山ゲート南西50m新国立競技場敷地と公道の境界付近を中心とする半径30mほどの円内で、）2018年9月27日14時32分に発生、数分後に消滅。同日時点では、このダンジョンの入口である穴に落ちた鉄筋の落下時間（なろう版では「丁度15秒くらいは」、カクヨム版では「丁度二十秒くらいは」、商業出版版では「二十秒近く」、コミック版では「20秒近くは」）より、芳村はこの穴の深さ（作中正確には「鉄筋の落下距離」）は1000m越えと推定している。なろう版では後の2019年2月3日に「音が聞こえてくるまで、20秒近く経ってたような気がしたからなぁ……」と芳村は三好に語った。JDAで鳴瀬が担当時地震データーより推定されたこのダンジョンのダンジョン深度は1400m越えの深深度ダンジョン。余りに異例なのでJDA一部関係者以外でこのダンジョンを知る者は少ない。
誕生したてで各階層が未分化で直接地上と最深部が竪穴で繋がっていた深深度ダンジョン。このダンジョンから出てきたゴブリンを運転中の車で轢き殺したことが芳村にDカードを与え、最深部のラスボスを芳村が最後の一押しで落下した太長鉄筋群攻撃で撃破して、ダンジョンを攻略した形となったことが、芳村をWDARLトップランカーにし、メイキングのスキルオーブを与えた。地図によると代々木ダンジョン（NHK放送センターと代々木競技場第二体育館の間）より経度にして約2km弱程東（東北東約2km）にあるが、鳴瀬姉は代々木ダンジョンから直線距離で1kmくらいと発言しており、エリア12の東の端っこ、作中に登場した中でエリア12最東端のダンジョン。本ダンジョンは、巨大な一次ダンジョン（The Ring発生一日内に発生した代々木ダンジョン）の側に後に生ずることがあるという、二次ダンジョンの一例と思われる。
沖縄の洞窟（ガマ）のダンジョン（仮称）
作中ダンジョン名は未出。商業出版版01に登場、ネット版には未出。なろう版§119末尾及び商業出版版06（注28）の記述によると、日本で最初に攻略されたダンジョン。沖縄県島名不詳（前日までに君津及び同行の美保が観光していた八重山列島の可能性は、商業出版版04あとがきで、地元出身者宮城士長の言葉使いが沖縄本島系方言とされているので、低い）のパワースポットポイ御嶽（うたき）類似の所で、2015年晩夏に君津が滑落して発見されたダンジョン。ガマ (洞窟)がダンジョン化した物らしく、地元出身の宮城（みやぐすく）士長曰く、元になった洞窟は、忌地のティラーで、風葬地で、捨てられた忌神が棲まう地で、祖母が忌神を慰撫するユタだった。エリア13。
君津はここで、空中を遊泳する2m級ホオジロサメ（作中用語）モンスターを撃破してDカードと磁界操作スキルオーブを得オーブを使用した。救助命令により救助に来た自衛隊ダンジョン攻略群第一分隊と脱出を目指し、行く手を阻むラスボスの人魚ミイラ形モンスターに磁界操作スキルでナイフを打ち込み撃破、ダンジョンは攻略されたが、ラスボス討伐によるドロップアイテム出現の記述は無い。途中、斎藤（階級不明）と島袋（しまぶくろ）一士が殉職している。
天然洞窟ベースでダンジョンの階層構造が特殊なので、各部分が何階層なのか把握している描写はなく、確認する余裕もなかった。
ザ・リング
世界最初のダンジョン。アメリカ・ネバダ州のグルームレイク空軍基地とボールド山にまたがる地下150m（商業出版版とカクヨム版では後述の米連邦立ネバダ･エリア51ダンジョン研究所の地下150mにダンジョンがあると記述されているが、なろう版では同地下120mと記述されていて、コミック版ではグルーム・レイク地下150m）に存在する。名称の「ザ・リング」は、元々周長120km規模の巨大な円形加速器が置かれている施設だったことに由来し、その粒子衝突試験の結果生じたマイクロブラックホール群を異界の存在が感知維持して、周辺の研究員等を吸収することで人類を知り、人類にコンタクト（奉仕とも）すべく地球にダンジョン群が作られたとする。この時地上コントロールルームと電源用原子力発電所はダンジョン化を免れ、地上コンロトールルームにはダンジョン化時の地下コントロールルームビデオ記録が残り、原発に異常は起こらなかった。
大きくは円形加速器に沿ってリング状になっている。メインの加速器用トンネルと並んで移動用側道φ5m級トンネルが平行して設けられていて、20m措きに両坑を繋ぐトンネルが設けられており、当然各所が地上とは複数の縦坑や斜坑で繋がってると思われ、更に前段加速器が（それも多段に）設けられ、それと加速粒子衝突観測施設（一箇所の場合）かの何れか或いは双方が、後者からの放射線遮蔽が可能な距離を置いて、ボールド山西側にある非常口が最寄である地下コントロールルーム付近に設けられている筈である。この複雑な人工地下空間構造物がベースとなっており、地下コントロールルーム周辺が普通のダンジョンで言う1層に相当して反対側に行くほど下層扱いになるダンジョン基本構成と合わせ、同階層が複数分散して存在するだろうなどダンジョンの階層構造が特殊なので、各部分が何階層なのか把握困難と思われ、探査経験のあるサイモンも階層を厳密に把握していない様な発言がある。サイモンの言によると、ザ・リングは、コントロールルーム周辺が、普通のダンジョンで言う1層にあたり、反対側に行くほど下層扱いで、サイモン達が下りた非常口は距離から考えればせいぜい数層ってレベルで、M2重機関銃を装備した装輪装甲車が、AT-4及びM141 BDMと云った歩兵用無反動砲（及び操作兵員）を満載したカーゴを牽引して、やっとなモンスターがウロウロしているダンジョンで、芳村が思うにこれは代々木ダンジョンで言うなら20層より下層がスタート地点になる、高難易度ダンジョン。
ダンジョン化後現場近くの地上には、米連邦立ネバダ･エリア51ダンジョン研究所が設けられた。同研究所（初代）所長アーロン＝エインズワースは、内務省本館に間借りしているダンジョン省の「要請」で、2018年11月27日に同長官オフィスに赴き、（初代）長官カーティス＝ピーター＝ハサウェイ（カクヨム版と副読本第7章では、旧名のディヴィッド・P・ハサウェイのまま）に、Dパワーズによる異界言語理解スキルオーブオークションの説明を行っているが、この時長官を所長の「上司」としており、最後に長官は「入札はダンジョン省の部局にやらせよう。この件に関して、君は任を外れてよろしい」と命じている。現実ならばエリア51として広く知られる高度軍事機密地域内（作者によると、アメリカ政府がその存在を正式に認めたのすら実に2013年夏）なので、情報・研究成果の公表は厳しく統制されている筈だが、物語冒頭に「アメリカが威信をかけて建設した巨大な加速器」とあるので、何もかも秘密としてきた現実のエリア51よりは、研究実験成果公開の意図があったと思われる。作者は副読本で「やはり、胡散臭い施設の設置は、エリア51に限るってことだ。」と、ザ・リングをエリア51に置いた意図を説明している。
キリヤス＝クリエガンダンジョン
ロシアのオビ川流域にあるスルグトとニジネヴァルトフスクの間にあるダンジョン。世界で初めて「異界言語理解」のスキルオーブがドロップしたダンジョンとして知られる。関係者以外の入ダンが統制されているクローズドなダンジョン。副読本書籍版1巻§2018年9月キリヤス＝クリエガンダンジョンによると、リカ・クリエガン（川）とオビ川との合流点付近にあり、そのすぐ西にあり拠点となっているポクル（Покур）という村にとって、同ダンジョンは重要な産業となっている。
エバンスダンジョン
米国コロラド州デンバー、マウントエバンス付近のサミットレイクにある31階層の中深度ダンジョン。エリア36。2018年9月にチームサイモンが攻略して消滅した。ラスボスはデスマンティス1体。エバンスダンジョンの最下層では、複数のスキルオーブがドロップした情報があるが、具体的な内容は非公表。
ブリージーポイントチップダンジョン（BPTD：Breezy Point Tip Dungeion）
米ニューヨーク州西南西から東南東に細長く伸びたロングアイランド島西部でニューヨーク市に含まれ、同島南側に発達したアウターバリア群中の西端を為す、同島南端付近より西南西に突き出たロッカウェイ半島の先端（同島最南端になる）付近にあるダンジョン。ダンジョンのあるブリージー・ポイント・チップの半島根元方向隣地＝東隣地は私有地になっていて、歴史的にややこしく、そのためここにできたダンジョンに行くためのルートは、南側の海岸沿いがもっともトラブらない。『（最深攻略層は）たしか現在16層くらいじゃなかったかな』とするなろう版2019年2月1日のサイモンの発言があり、『現在のBPTDの最下層は17層だから』とするなろう版2019年3月27日のリチャード＝ファインドマンの発言がある。民間の探索者によるダンジョンを利用した金儲けが世界で一番進んでるダンジョンである。ニューヨーク市管理下にあり、ダンジョンの攻略による消滅を防ぐために独自の規制がある。入り口付近が海と民有地に取り囲まれており、地上施設の開発にも制限が行われている。
ダーコアイダンジョン
西アフリカにあるブルキナファソ北部ウダラン州(province)最大の街ゴロム・ゴロムの北東30kmくらいの位置にあるダーコアイとよばれる広大な池の南に出来たダンジョン。付近が鳥類の宝庫であることもあって、バードライフ・インターナショナルの会員が見つけた。そこで見つかった碑文「BF26-0003」には、探索者の数が5億人を超えると、ダンジョンの浅層である2 - 20層に食料がドロップするようになると書かれていた。
オレシェクダンジョン
以下は2019年2月1日のサイモンの説明による。現ロシア領、エリア22。13世紀以降最初はスウェーデンとの、後はドイツとの間で激しい奪い合いがあった、サンクトペテルブルグ東にあるラドガ湖からネヴァ川が流れ出す場所に浮かんだ、島全体が要塞化されたシュリッセリブルク要塞の西側の岸にあるダンジョン。ドミトリーがダンジョン探索活動を始めた所で、僅か3層という超浅深度ダンジョンだが、3層目の立ち入りが制限されていて、故意に攻略させていない、変わったダンジョン。サイモンによると攻略していない意図は不明。「超浅深度ダンジョンって事は、しょっちゅう出入りすることになるわけで……もしかして彼（ドミトリー）の高SPはそのあたりが原因なのかもしれないな。」と芳村は考えた。
スナイフェルスヨークトルのダンジョン（仮称）
作中正式なダンジョン名は不詳。エリア28。アイスランド西部のスナイフェルス半島にある成層火山スナイフェルスヨークトルにあるダンジョンで、観光用に公開されている。
マン島のダンジョン（仮称）
作中正式なダンジョン名は不詳。ダンジョン内の32層以深に発生する、セーフエリアと、セーフ層について書かれていた碑文GB26-0007が回収された。
カナダのポンド・インレットのダンジョン（仮称）
副読本書籍版1巻§2018年9月Dカードによると、イヌイットの男がエリア0のDカードを取得したことで知られるダンジョン。
中印国境紛争地帯のダンジョン（仮称）
インド国境の微妙な位置にある、と中国から派遣された工作員らしき者が語っている。探索者5億人プロジェクト用の人員は中国国民で賄われている程には、中国の実効支配圏内ではあるらしい。中国国内唯一のダンジョン。
リンボへの門（仮称）
商業出版版では米国時間2019年1月17日以後、なろう版では米国時間2019年3月25日頃、米国のインディアナ州ゲーリーにあるゲーリー・メソジスト教会(City Methodist Church, Gary)にできたダンジョン。最初は施設利用型のダンジョンが生成されようとしていたが、元が廃墟であったこともありダンジョン震に建物が耐えられず崩壊してしまったため、途中から通常の地下タイプのダンジョンが成形され始めた。地下タイプのダンジョンの成長過程がリアルタイムで観察（それもシカゴ大学ダンジョン研究室リード＝ジョーンズ アソシエイト・プロフェッサー率いる、シカゴ大学とイリノイ工科大学混成チームのダンジョン研究家達に）され様々な機器で記録された初めてのダンジョンとなった。仮称「リンボへの門」は、新しくできた教会跡のダンジョン入り口付近に行われた落書きに由来する。メソジストはプロテスタントの一派であるが、カトリックの概念であるリンボ(辺獄)の名が冠されている。
マダガスカル島のダンジョン（仮称）
商業出版版05に登場。モンスターBittacus Chameleonが、impersonate（和名：声真似）スキルオーブをドロップした。Dパワーズはファントム化した芳村が使うため、代々木ダンジョン6層で同モンスターを討伐し、同スキルオーブを得て使用した。同モンスターはマダガスカル島の少なくとも一部のカメレオンの骨部が、紫外線照射で蛍光発光する現象を引き継いだのか、同様に紫外線で蛍光発光するが、その他の方法ではカメレオン系の偽装能力で発見がかなり困難。同モンスターは攻撃を受けると人間の様な言葉を伴う悲鳴を上げるが、その言葉は代々木ダンジョンでも『二重鍵括弧』で書かれているため、日本語ではない模様。同モンスターは森の中の集団が伸ばした舌で攻撃するらしく、他に同様の能力と目されるタンショットの他に、カモフラージュ・インビジブルスキルオーブをドロップし得る。

## 既刊一覧

### 小説
- 之貫紀（著）・ttl（イラスト）、KADOKAWA〈エンターブレイン〉、既刊11巻（2025年6月30日現在）
  - 『Dジェネシス ダンジョンが出来て3年 01』、2020年2月5日発売[14]、ISBN 978-4-04-736017-4
  - 『Dジェネシス ダンジョンが出来て3年 02』、2020年8月5日発売[15]、ISBN 978-4-04-736175-1
  - 『Dジェネシス ダンジョンが出来て3年 03』、2021年1月26日発売[16]、ISBN 978-4-04-736453-0
  - 『Dジェネシス ダンジョンが出来て3年 04』、2021年7月5日発売[17]、ISBN 978-4-04-736649-7
  - 『Dジェネシス ダンジョンが出来て3年 05』、2021年11月26日発売[18]、ISBN 978-4-04-736809-5
  - 『Dジェネシス ダンジョンが出来て3年 06』、2022年6月30日発売[19]、ISBN 978-4-04-737064-7
  - 『Dジェネシス ダンジョンが出来て3年 07』、2023年2月28日発売[20]、ISBN 978-4-04-737302-0
  - 『Dジェネシス ダンジョンが出来て3年 08』、2023年10月30日発売[21]、ISBN 978-4-04-737548-2
  - 『Dジェネシス ダンジョンが出来て3年 09』、2024年7月30日発売[22]、ISBN 978-4-04-737993-0
  - 『Dジェネシス ダンジョンが出来て3年 Side Stories』、2024年10月30日発売[23]、ISBN 978-4-04-738070-7
  - 『Dジェネシス ダンジョンが出来て3年 10』、2025年6月30日発売[24]、ISBN 978-4-04-738455-2
    - （小冊子付き特装版）同日発売[25]、ISBN 978-4-04-738463-7

### 漫画
平未夜の作画で角川コミックス・エースレーベルにて漫画化されている。
- 之貫紀（原作）・ttl（キャラクター原案）・平未夜（作画） 『Dジェネシス ダンジョンが出来て3年』 KADOKAWA〈角川コミック・エース〉、既刊7巻（2025年3月25日現在）
  1. 2021年3月25日発売[26]、ISBN 978-4-04-111191-8
  2. 2021年11月26日発売[27]、ISBN 978-4-04-112011-8
  3. 2022年9月26日発売[28]、ISBN 978-4-04-112849-7
  4. 2023年4月26日発売[29]、ISBN 978-4-04-113608-9
  5. 2023年12月26日発売[30]、ISBN 978-4-04-114457-2
  6. 2024年8月26日発売[31]、ISBN 978-4-04-115213-3
  7. 2025年3月25日発売[32]、ISBN 978-4-04-115860-9